# 薪ストーブ

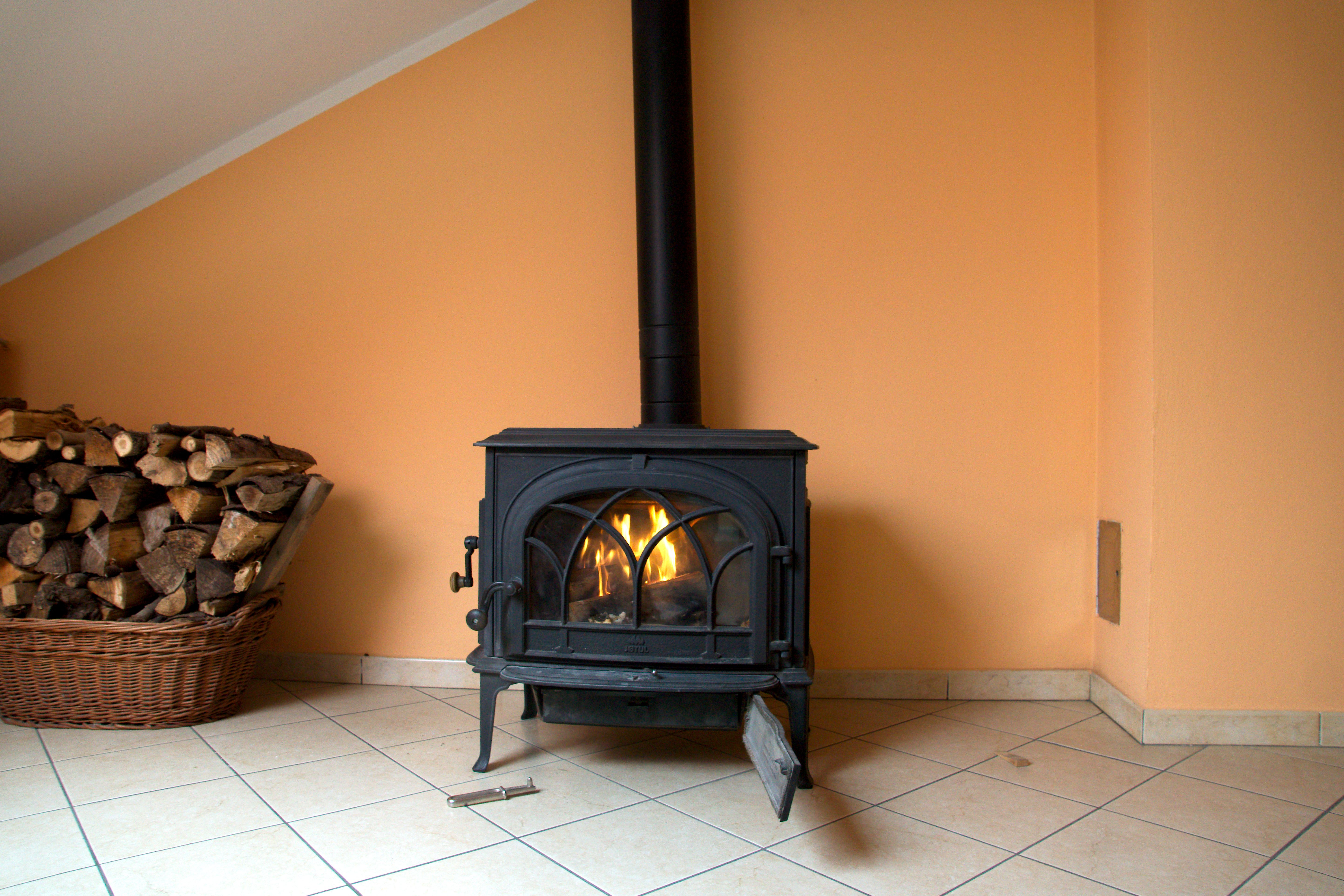
薪ストーブと積まれた薪

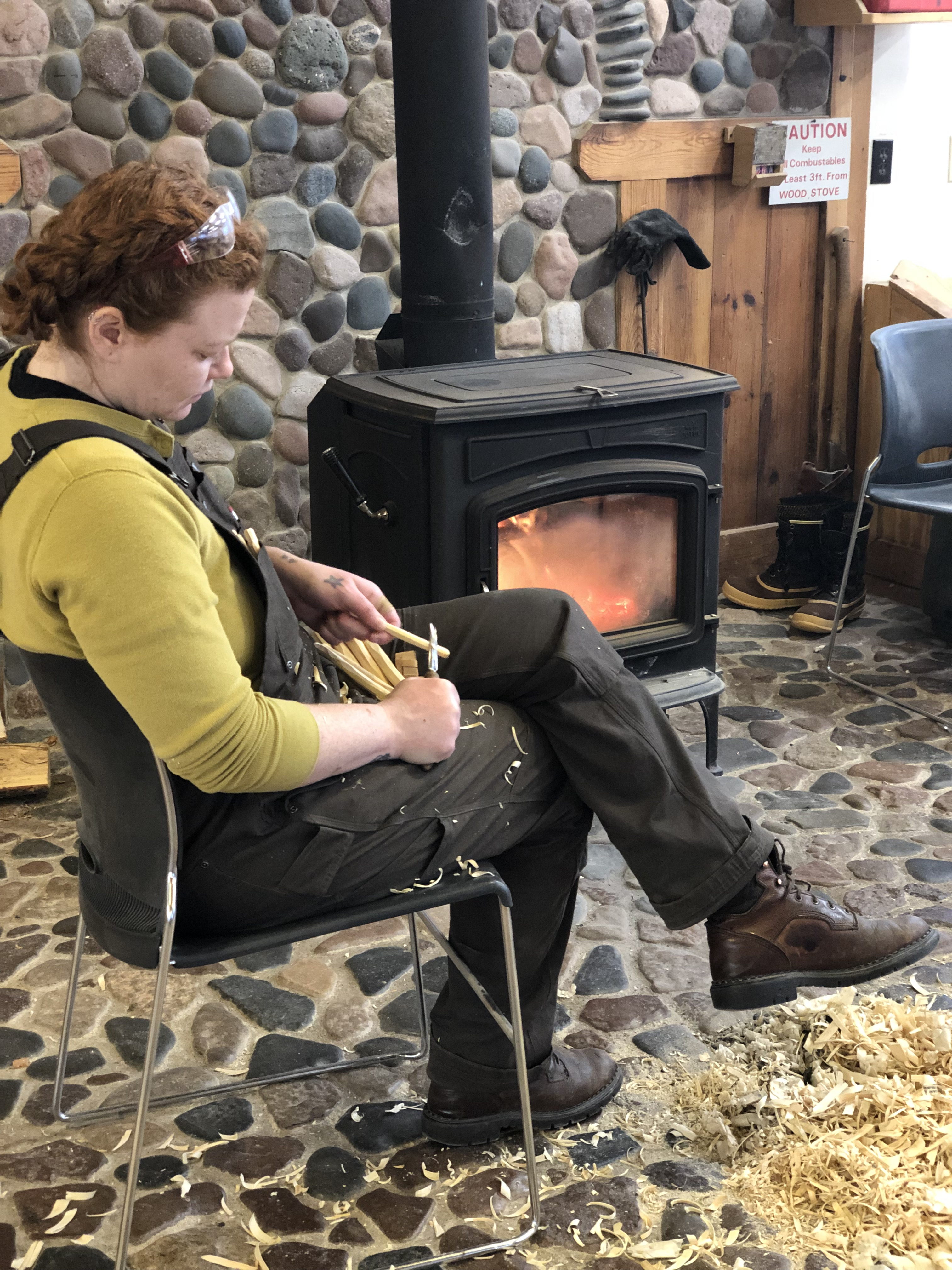
薪ストーブの前で木工細工を行う女性

薪ストーブ（まきストーブ、英: wood-burning stove）とは、薪を燃料とするストーブ・暖房器具である。
かつてストーブといえば薪ストーブを指し、中世頃より使われてきた。その後石油暖房に取って代わられた。
近年、植林から得られた薪は再生可能エネルギーを使用したカーボンニュートラルで持続可能（SDGs）な燃料とみなされたことから、薪ストープの利用が増えた。
一方でばい煙・有害ガス放出による大気汚染の進行、それらによる健康被害（気管支喘息などの呼吸器疾患、心疾患等）の増加が各国の保健機関から報告されている。また薪の需要が激増し森林破壊が加速していることからグリーンウォッシングやグリーンマーケティングとみなされ、使用禁止を求める運動も起きている。
日本では間伐・未利用材等の有効活用といった観点から利用推進がなされている他、需要面では欧米で人気ということも導入の一理由となっているが欧米等ではむしろ規制が強まっており、汚染が少ないヒートポンプ方式のクリーン暖房への移行が促されている（#国外）。

## 歴史
火は古来より防寒や調理の目的で人の生活に欠かせない存在だった。焚き火が発達し、屋内でも火が焚けるようにしたものが囲炉裏であったが、煙の出口がなかったため、後にフードと煙突の付いた囲炉裏が考案された。それを元に囲炉裏を壁の中に埋め込むことで暖炉が発明された。アメリカでは移民がヨーロッパ（とくにイギリス風）の暖炉を持ち込み、家庭で使っていたが従来の暖炉は暖房効率が低く燃料を大量に消費した。
1742年、政治家、発明家として知られるベンジャミン・フランクリンが暖炉の暖房効率を改善するため前面以外の5面を鉄板で囲ったフランクリン・ストーブ（ペンシルバニア暖炉）を発明。バッフル板が装着されたこのストーブは暖房効率が高く好評で、多くのメーカーから同様の暖炉が販売され主流となった。後にフランクリンストーブは改良により現在の薪ストーブのように扉が付けられた。それが現在の薪ストーブの始まりである。アメリカではその後、一旦は石炭・石油の発達により、薪ストーブの人気は下降したが、石油危機をきっかけに復活した。
その他、紀元前の中国では煙突付きの青銅製のストーブがすでに存在していたことが知られている。

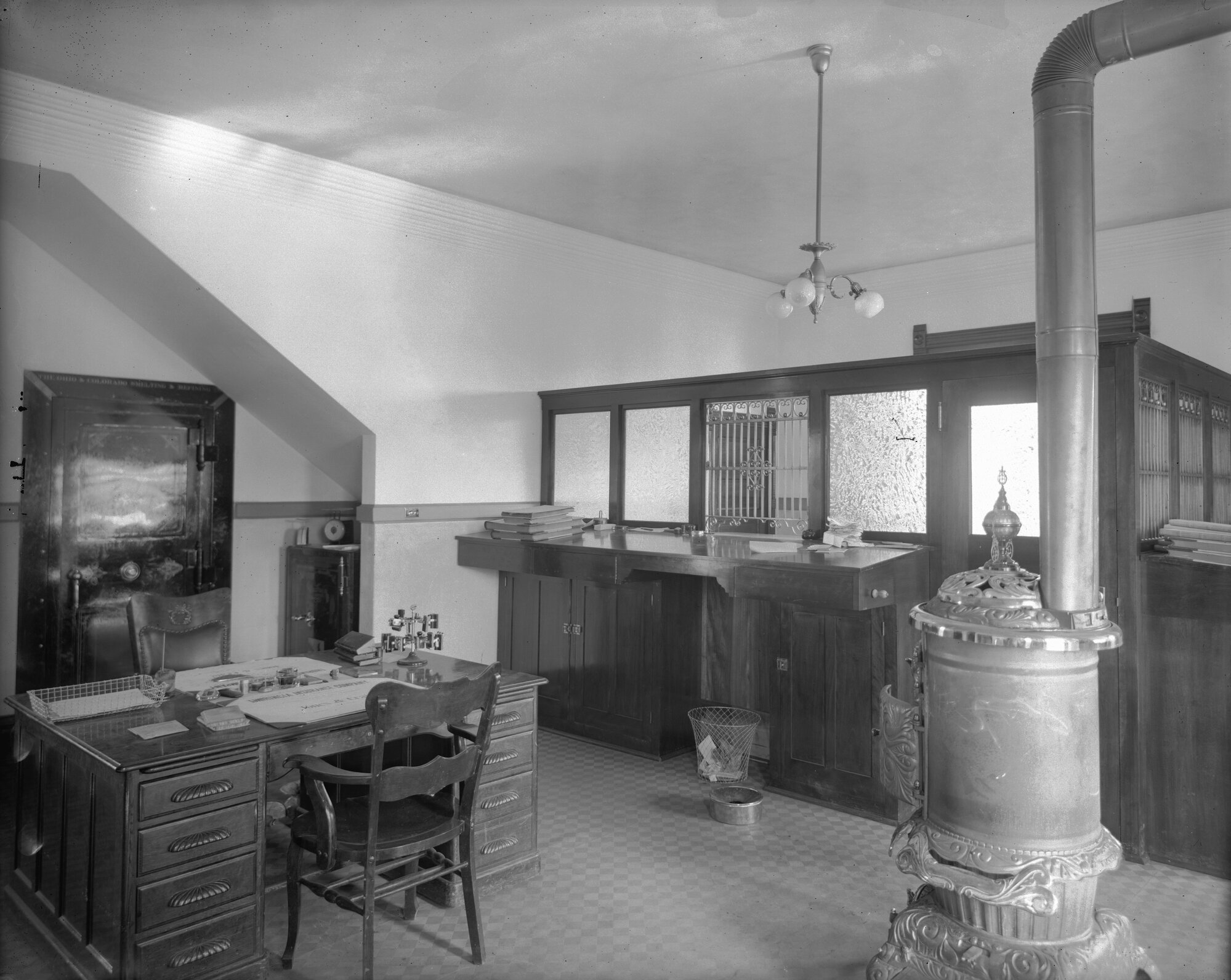
1890年代の薪ストーブ
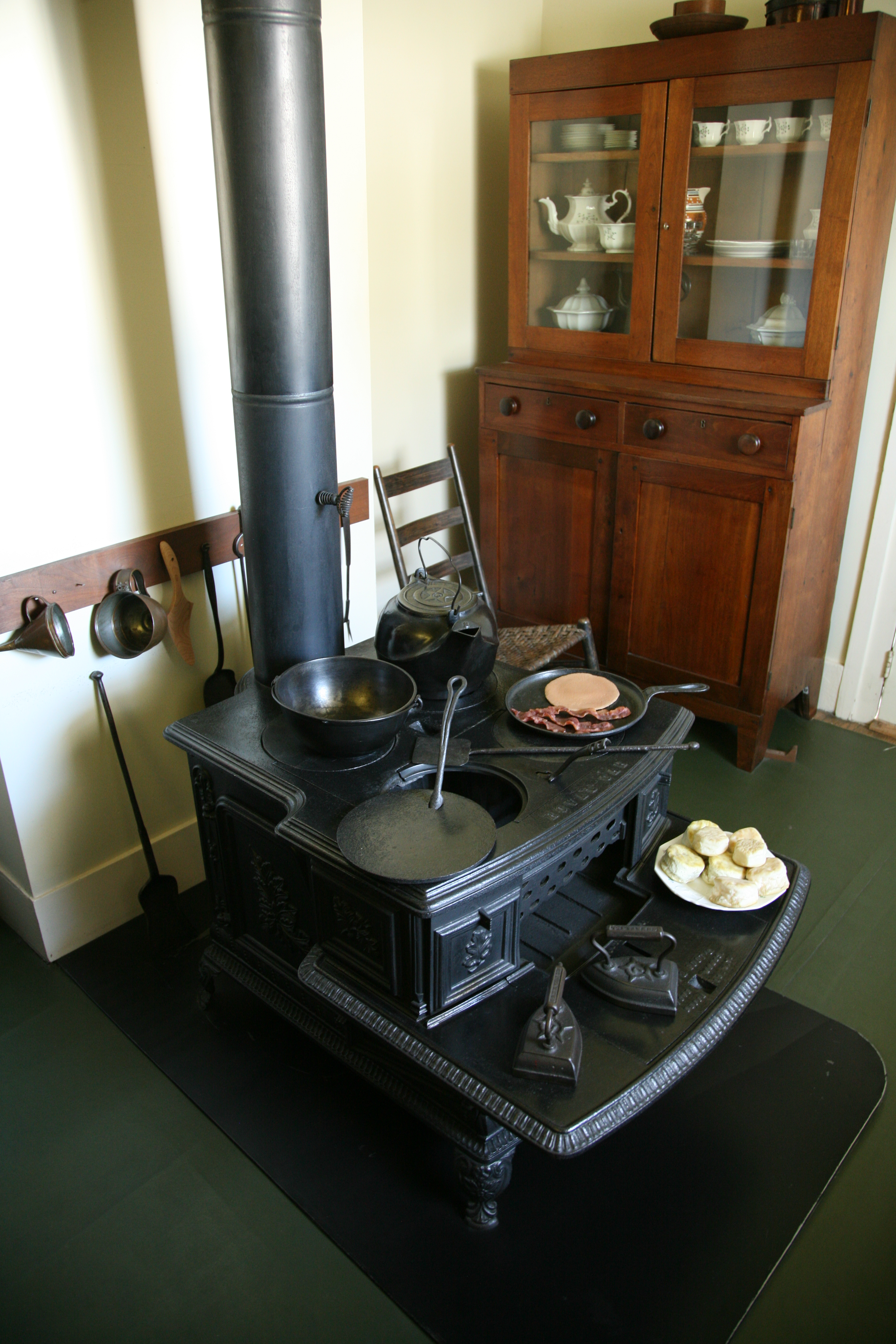
19世紀の多機能付き薪ストーブ
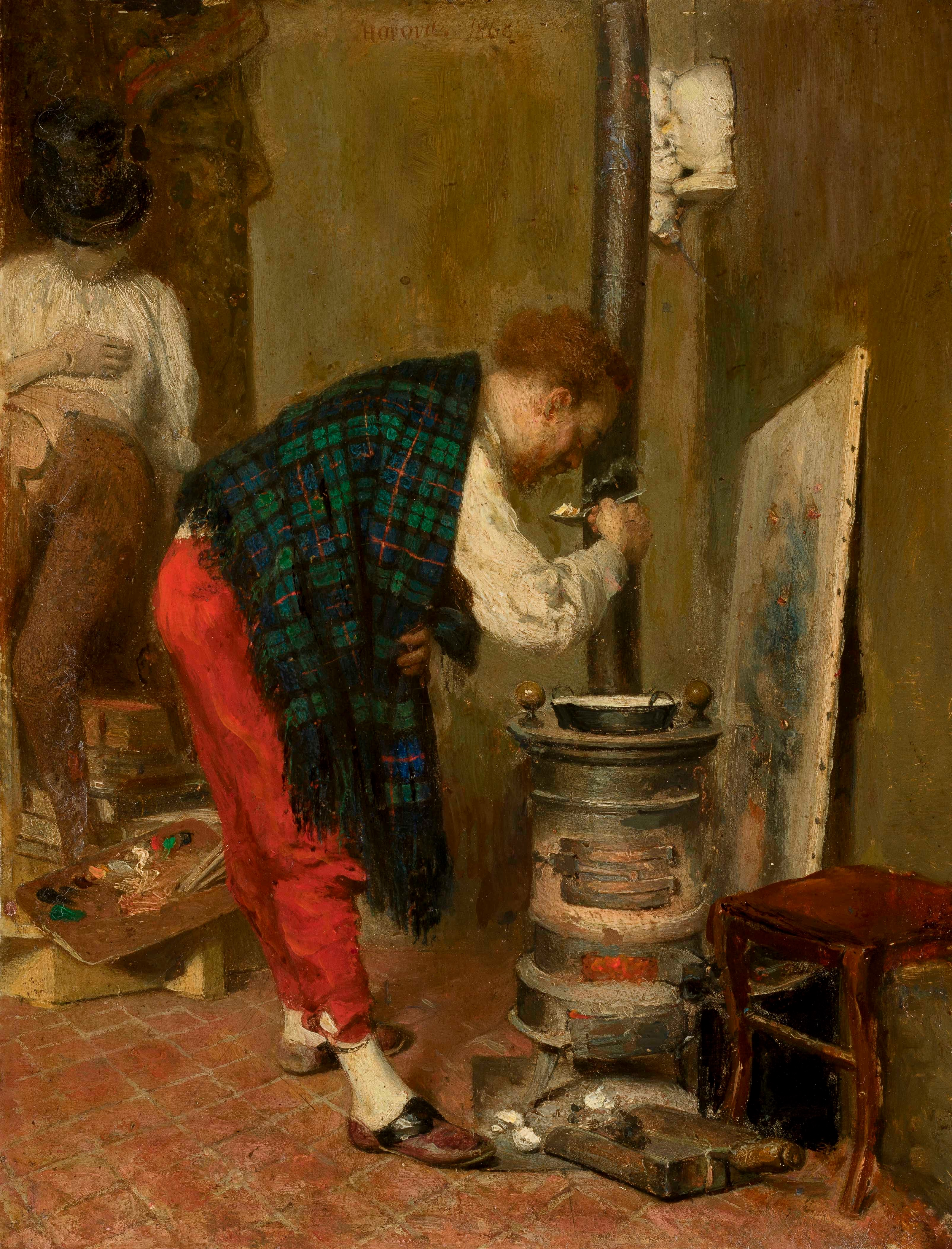
1868年に描かれた絵

## 構造

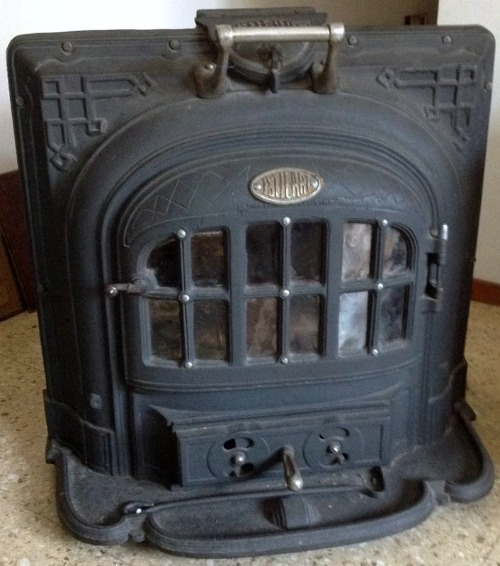
1743年の鋳物製ストーブ

構造的に大きく分けると輻射式、対流式、暖炉式の3つに分類される。
主に輻射式、対流式の二つの暖房方式がありほとんどの製品はその両方の機能を併せ持っている。材質は鋳鉄製と鋼板製が多い。。扉の付いた鉄の箱に煙突が取り付けられた構造が薪ストーブの基本的な形態である。暖炉や焚火との違いは、前者が空気の出入りが開放的であるのに比し、薪ストーブは密閉的であることである。暖炉や焚火が燃焼に必要な空気の数十倍の量の空気を吸い込み排気するのに対し、薪ストーブは小さな空気の入り口を調整し燃焼に必要な空気を取り入れ、煙突からの排出も調整される。そのため取り入れられる空気は燃焼に必要な量の2〜3倍に制限される。前者がほぼ火そのものの輻射熱しか感じさせないのに対し、薪ストーブでは本体内の燃焼によって生じる熱を本体表面からの輻射熱や、本体周囲を対流する暖かい空気によっても部屋を暖めることができる。薪ストーブには燃焼調整のために空気弁、煙突ダンパーといった機能が付与され、近年では燃焼効率や趣味性を上げたり、燃焼ガスの環境規制を通過するために、ガラス扉、二次燃焼、触媒、バッフル板などの機能が付与されるようになった。
素材は主に鋳物製と鋼板製がある。鋳物は蓄熱性が高く、一度温まった後は、一旦火を落とした後もしばらくは余熱が持続する。このため、再着火が容易であるというメリットのほか、輻射熱による遠赤外線効果が高い。鋼板製は、本体が温まりやすい反面、消火後は冷めやすく、速暖性には優れる。輻射熱や蓄熱性は鋳物が優れるが、鋼板製でも通常は炉内にセラミックレンガなどを配置し、輻射熱・蓄熱性を高める工夫が施されるのが普通である。鋳物は急激な温度変化に弱いため、慣らし運転が必要である。炉内の直接火にさらされる部品は、消耗が早く本体よりもこまめな交換等のメンテナンスを要する。鋳物は、装飾的な造形が容易でありレリーフを施されたモデルも多い。

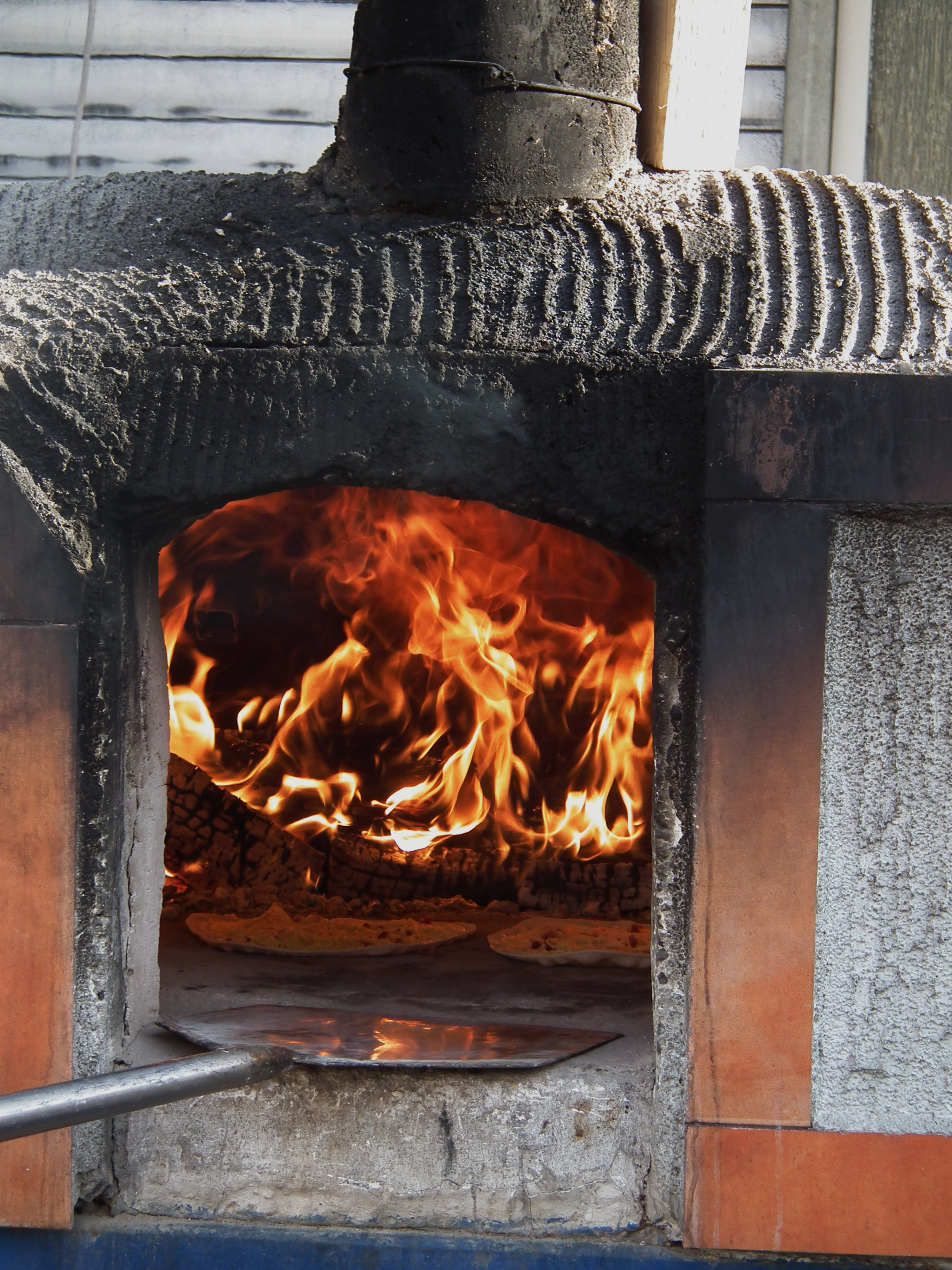
火室
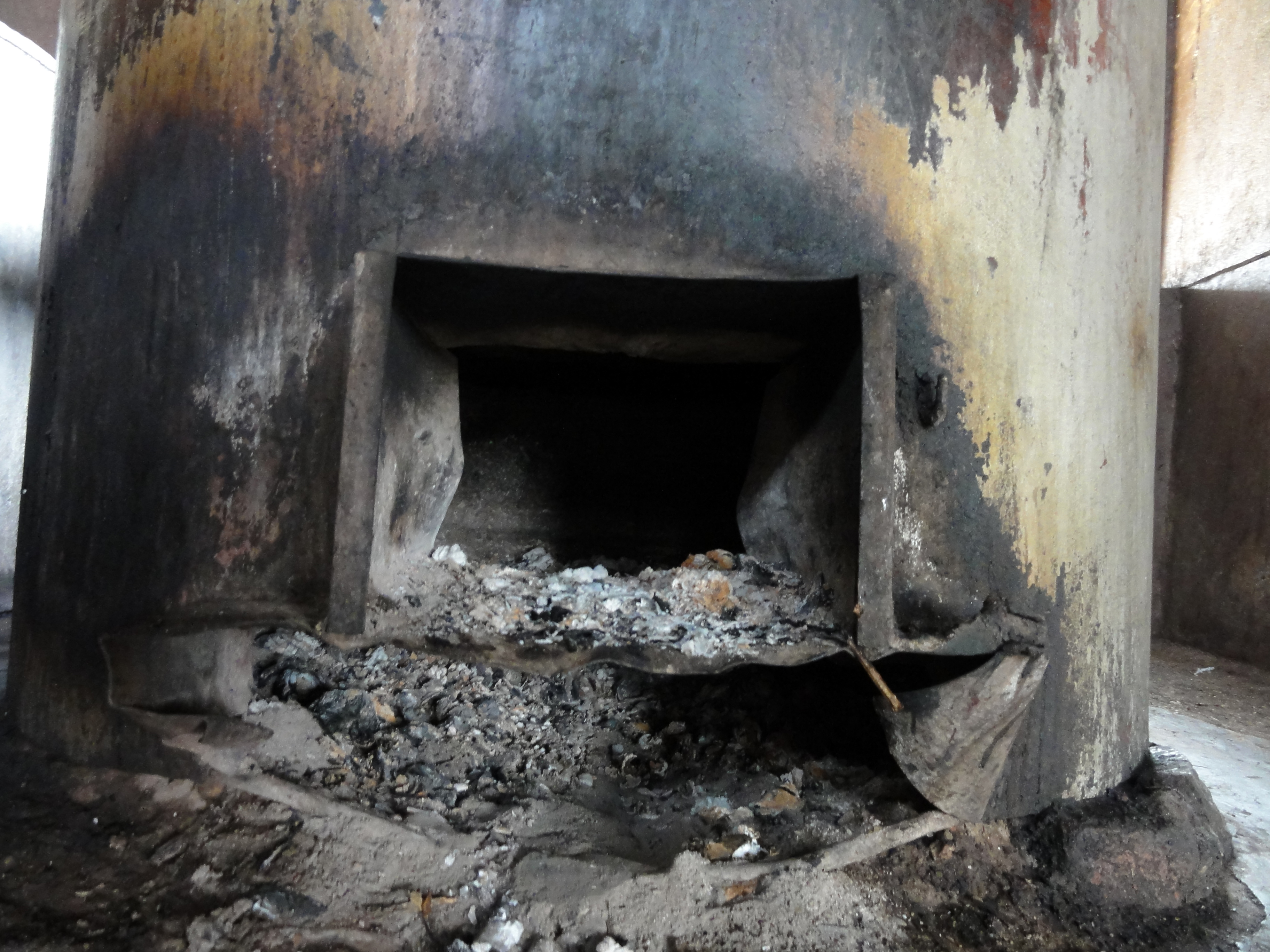
燃焼後の灰
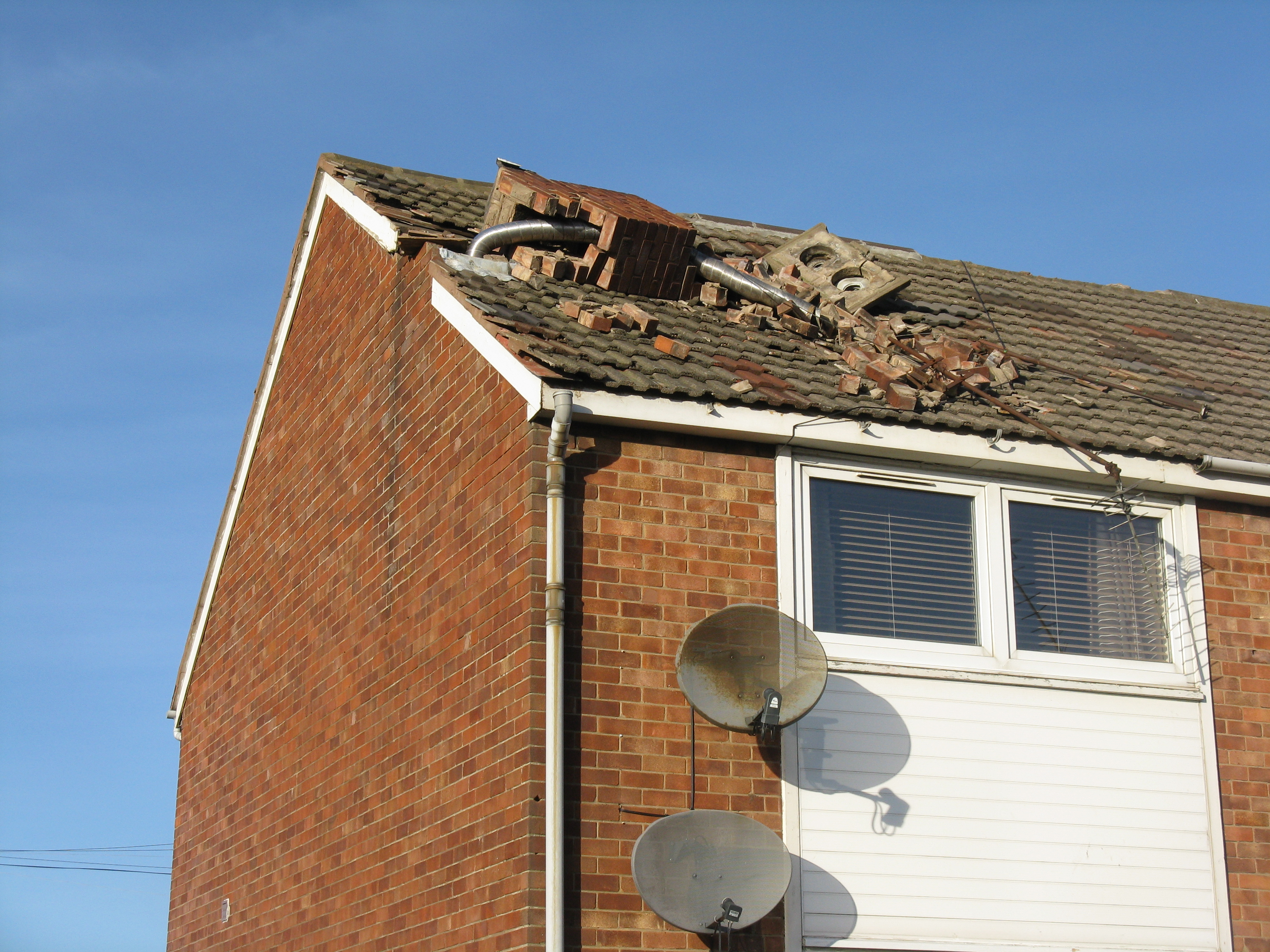
崩壊している煙突。内部構造が確認できる
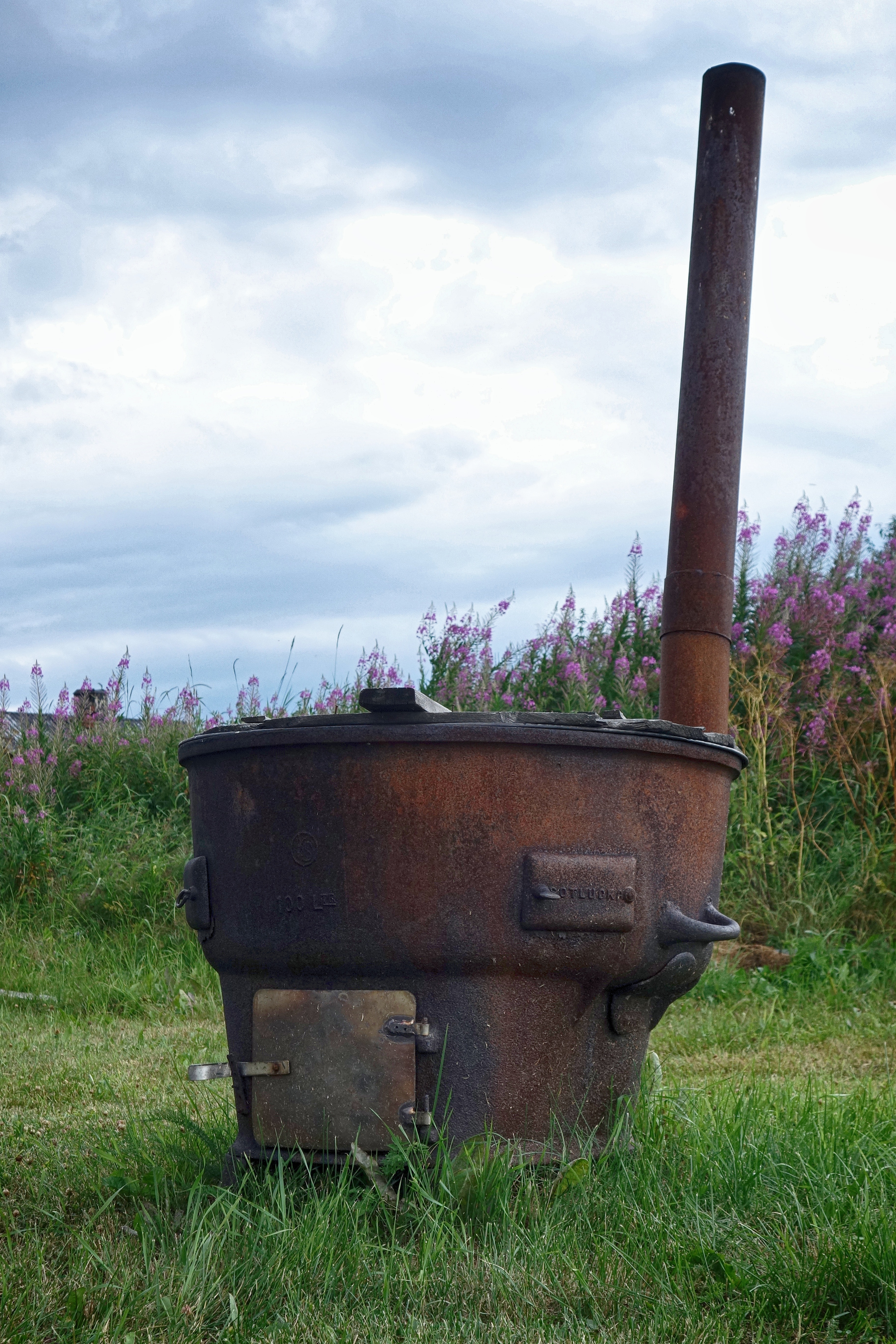
屋外に出された薪ストーブの全体図

## 調理器具としての薪ストーブ
薪ストーブは暖房だけでなく調理用の熱源としても利用される。
この場合暖房器具というより調理器具であるが、どちらもWood-Burning Stoveとして区別されず、同じ薪を使った熱源として扱われる。

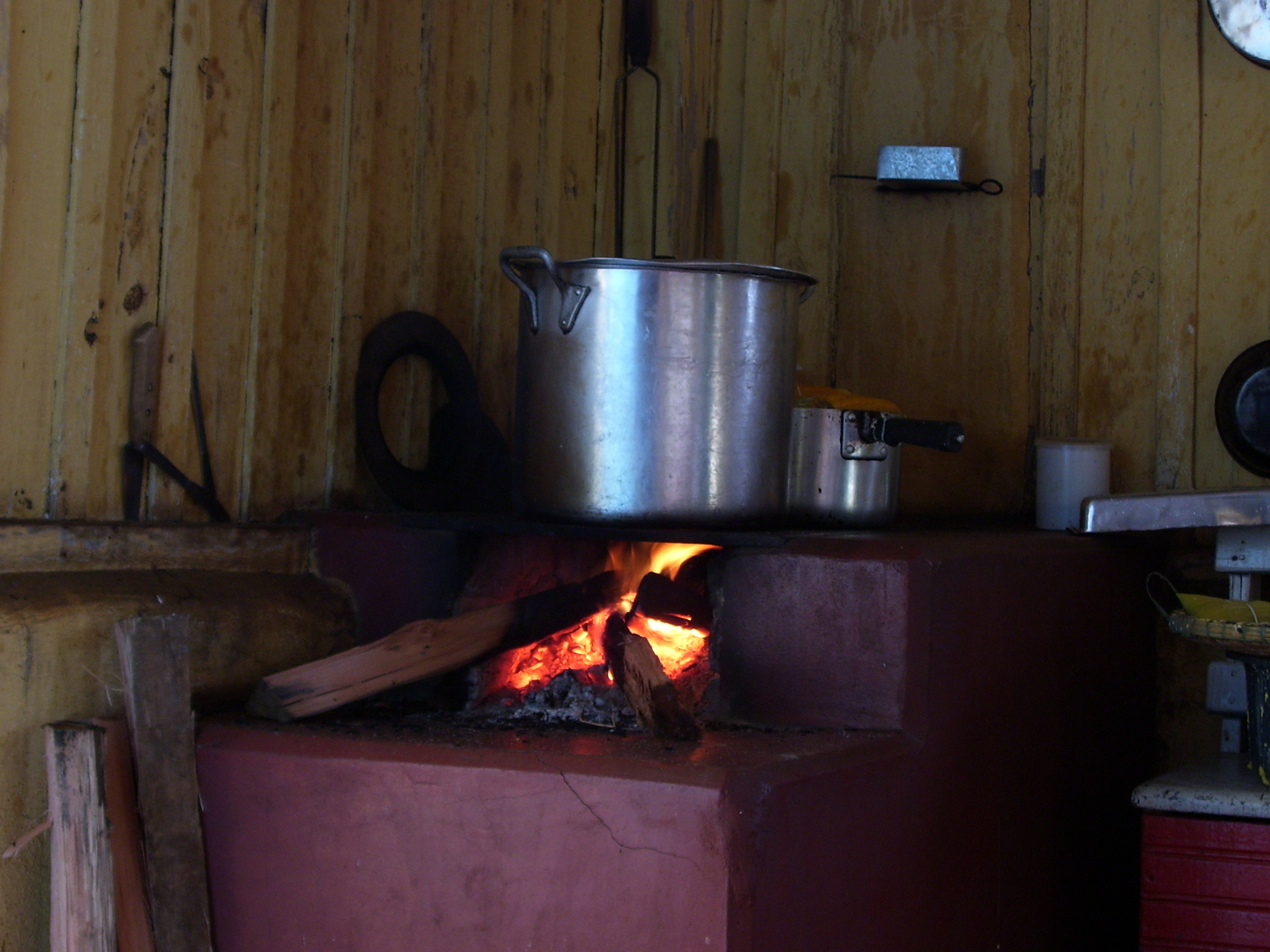
薪ストーブで加熱されるポット
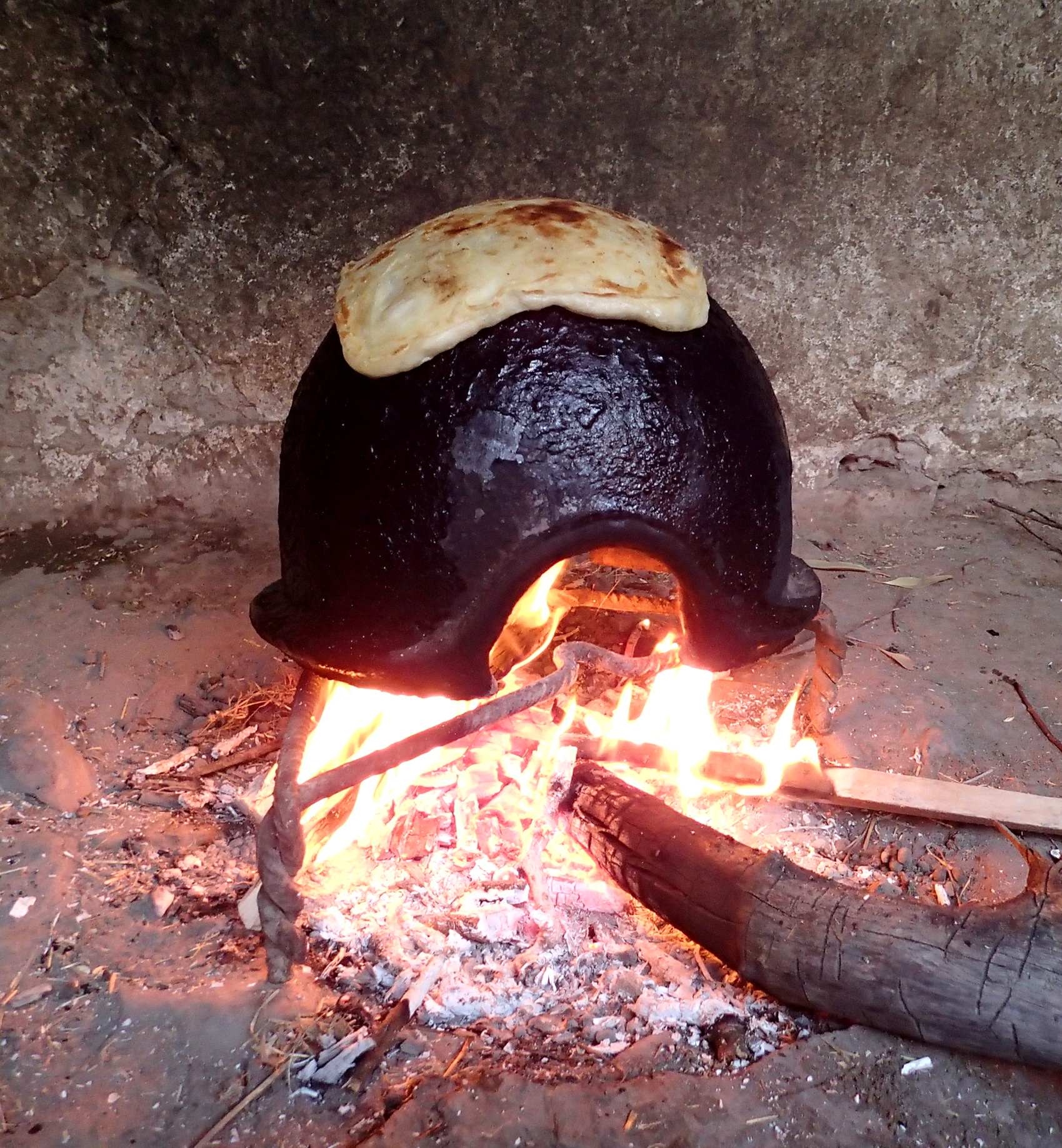
薪ストーブで焼かれるパン
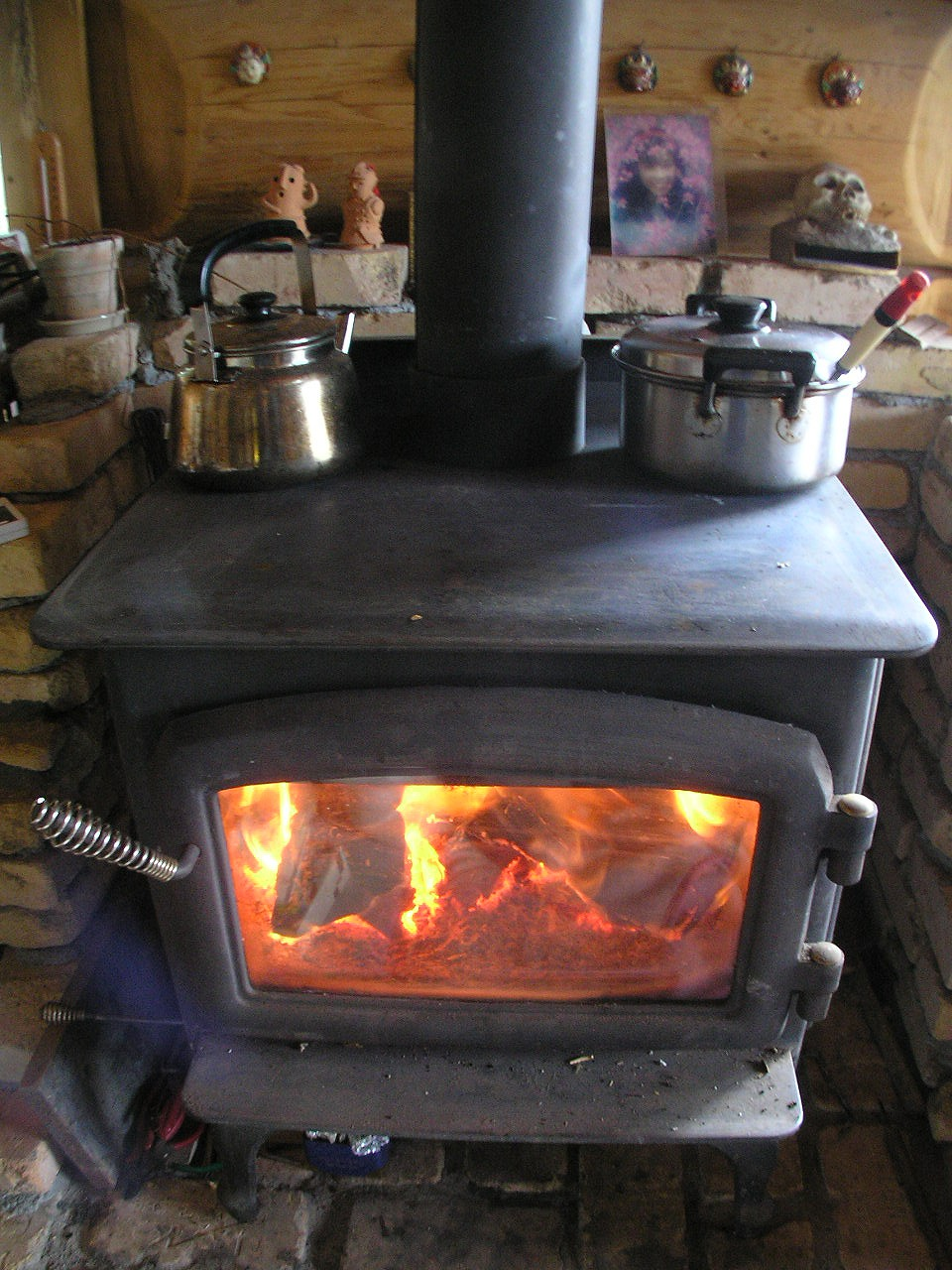
天板上に鍋やヤカンが置かれている薪ストーブ

## 燃料

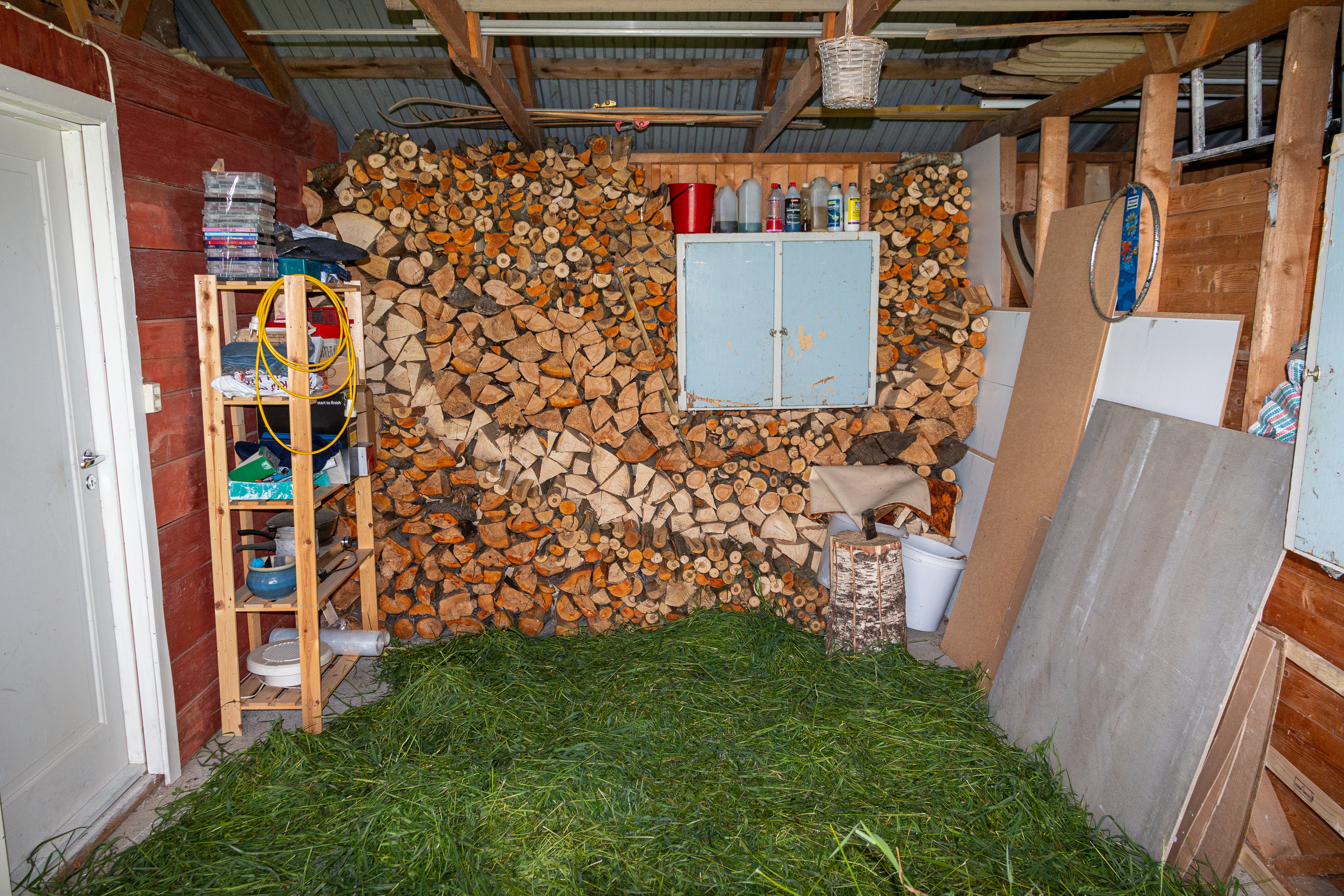
薪の保管所

精製されていない木質燃料である薪は、品質に非常にばらつきがある燃料であり、扱いには注意を要する。特に乾燥状態が重要であり、生木のような湿った薪、すなわち含水率が高い薪を燃やすとススが大量に発生し、煙道火災や著しい大気汚染を引き起こすので特に注意する必要がある。
薪が湿っている場合は十分に乾燥させてから使い、また薪の乾燥状態を維持するために雨が当たらず湿度の安定した場所に保管する必要がある。
こうした汚染を防ぐため、ドイツでは法律で含水率25%以上の薪の使用を禁じるなど、燃料の品質に対して厳しい規制を行っている。しかし薪は通常の環境では含水率を20%以下に落とすことは困難であるためクリーンバーン（完全燃焼）は困難であり、化学的に精製された燃料と比較してエネルギー効率が悪く、また大気を汚染する燃料として位置づけられている（#ドイツを参照）。

## 問題点

### 森林破壊

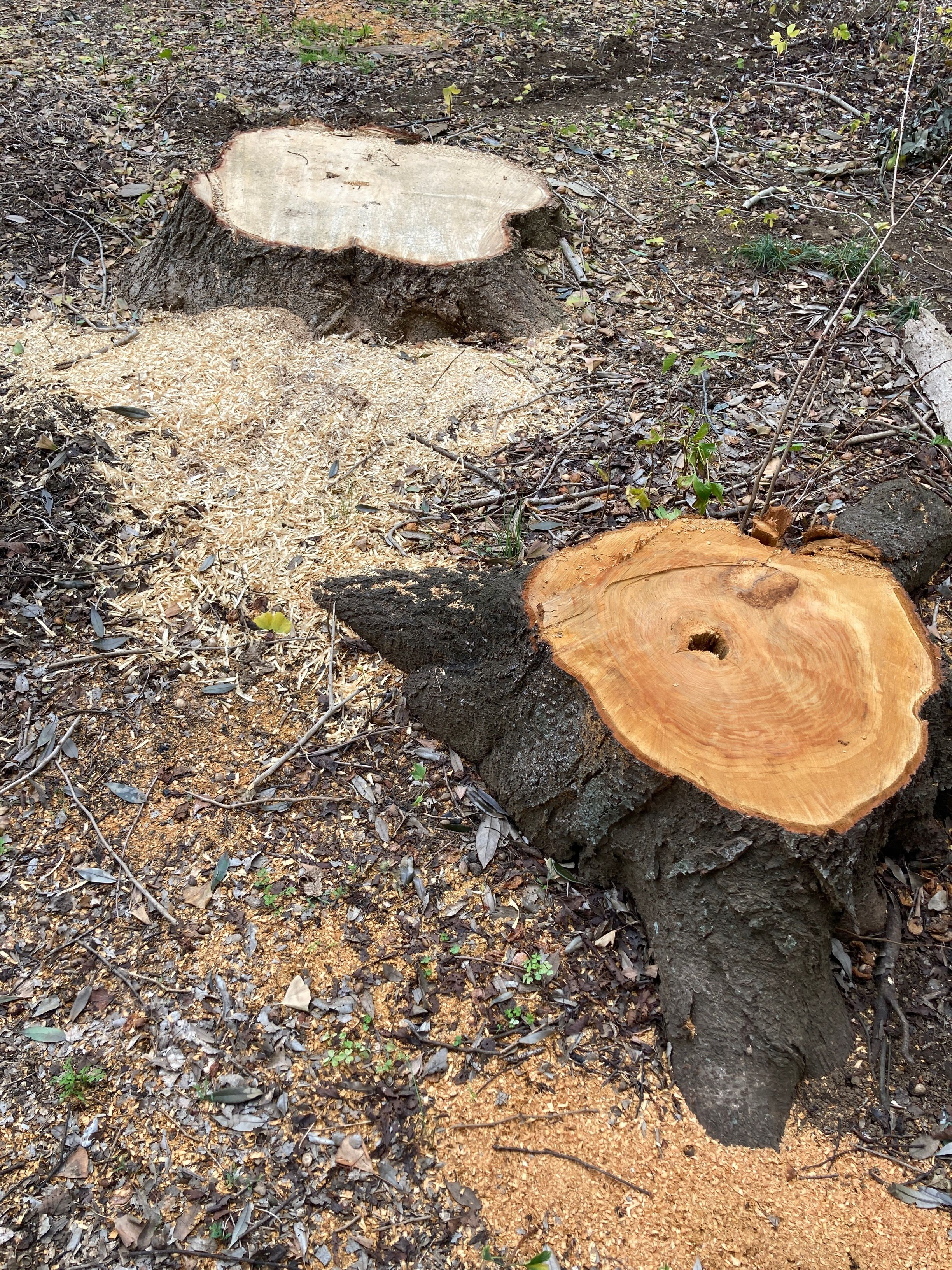
伐採されたあとの切り株。樹木が育つには長い時間がかかる

木質燃料である薪は再生可能エネルギーとして位置づけられ、カーボンニュートラルでありCO2負荷が小さく、持続可能であるとされる。
しかしそれは無尽蔵であることや無条件に持続可能であることを意味せず、消費速度が再生速度を上回った場合森林破壊を引き起こし、最終的に枯渇する。
人類による需要に対し森林の総面積は小さく、また人類による燃料としての消費速度に対し森林の再生速度（樹木の成長速度）は遅く、世界の森林面積は急速な減少を続けている。貧困のために薪を燃料として使用している発展途上国ではすでに森林崩壊が進みカーボンニュートラルも持続可能性も成立していない。。
よって薪ストーブを使用することは森林破壊の加速を意味している。
そのため、持続可能な森林管理(en:Sustainable forest management)に基づいた薪の認証制度の必要性が認識されているが、フランスなどのごく僅かな国が実施する計画を建てているのみで、持続可能な薪にアクセスする手段は極めて限られる。（#フランスも参照）

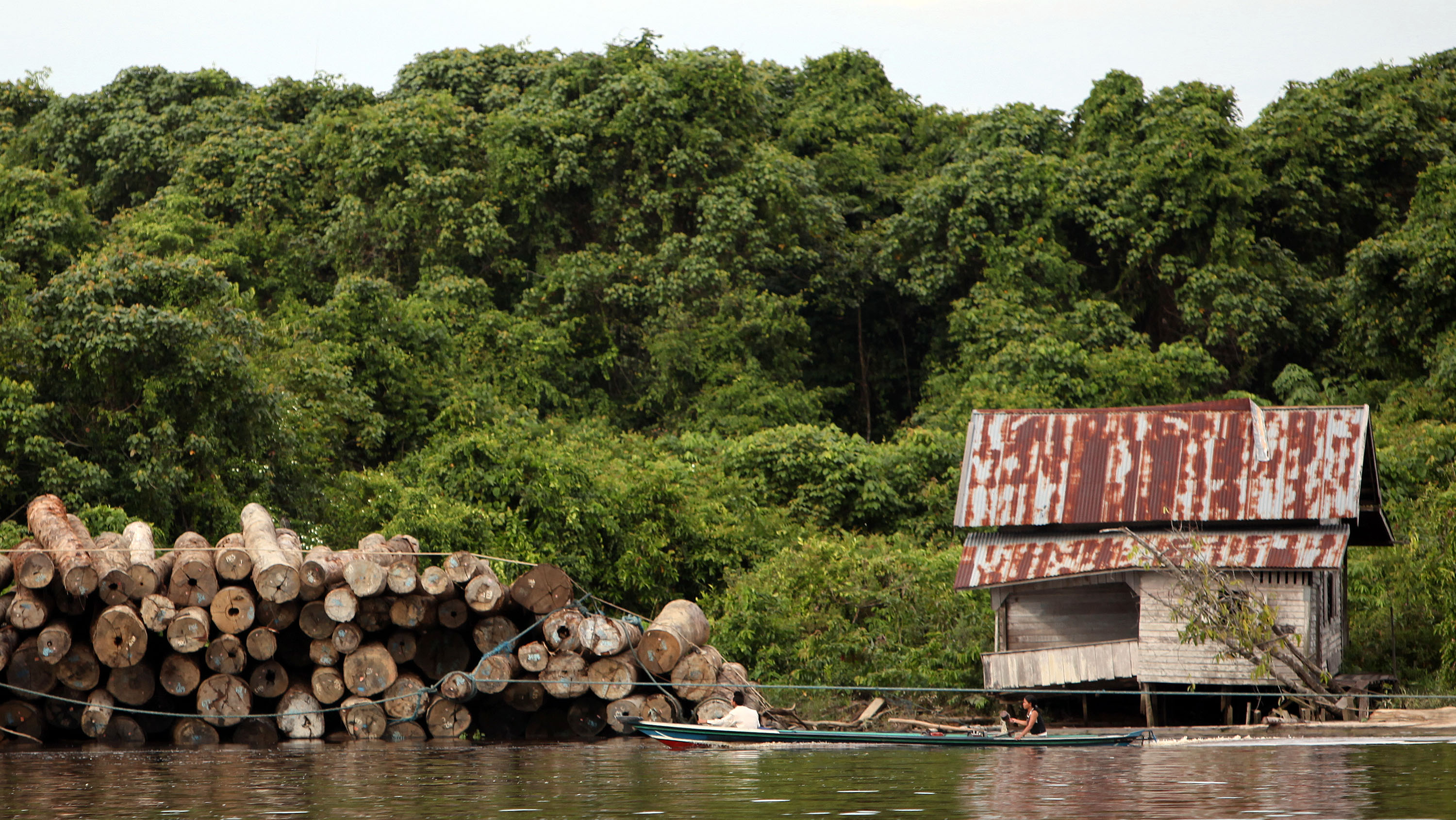
インドネシアで伐採された丸太を運ぶ労働者
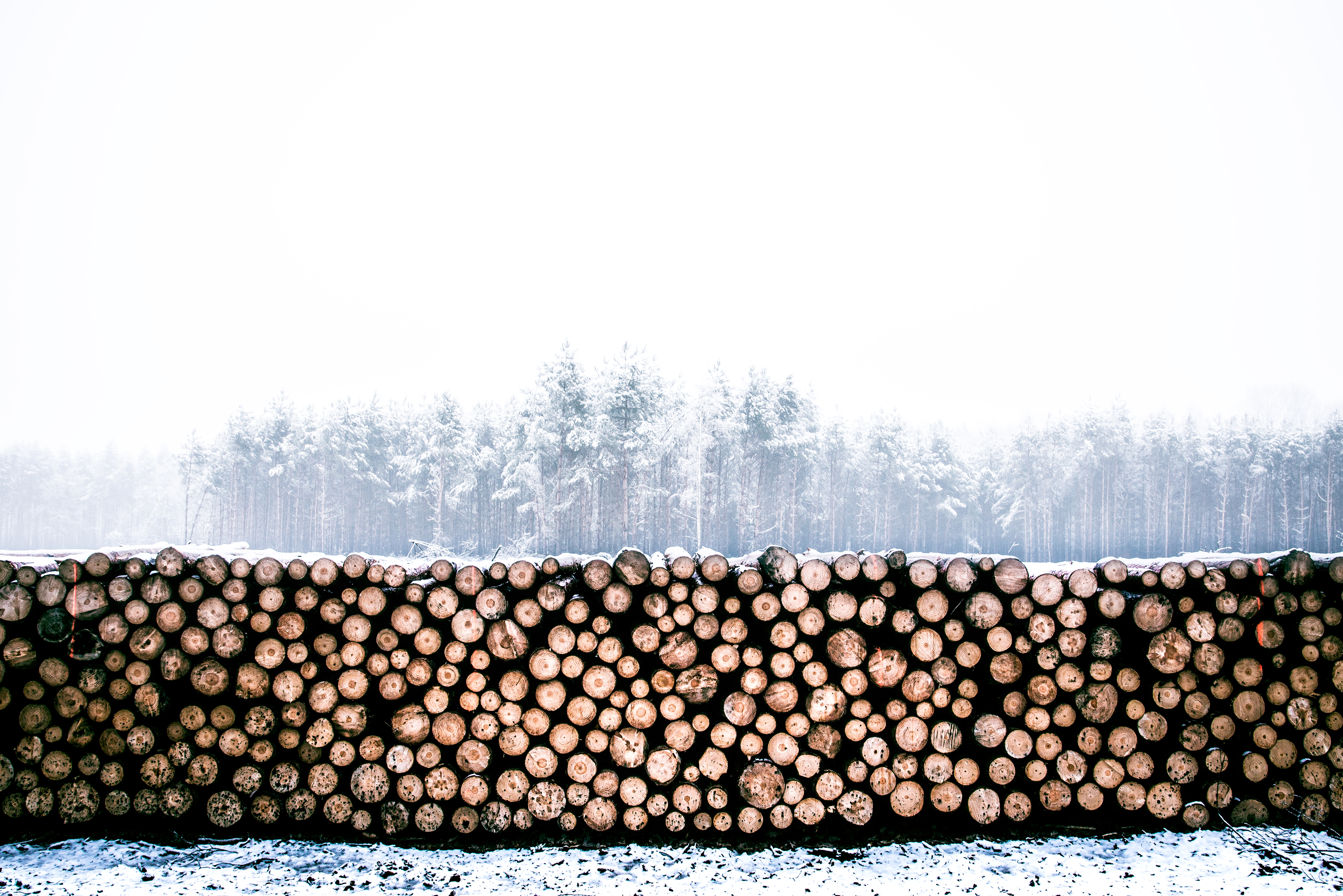
薪のために大量に伐採され積み上げられた丸太
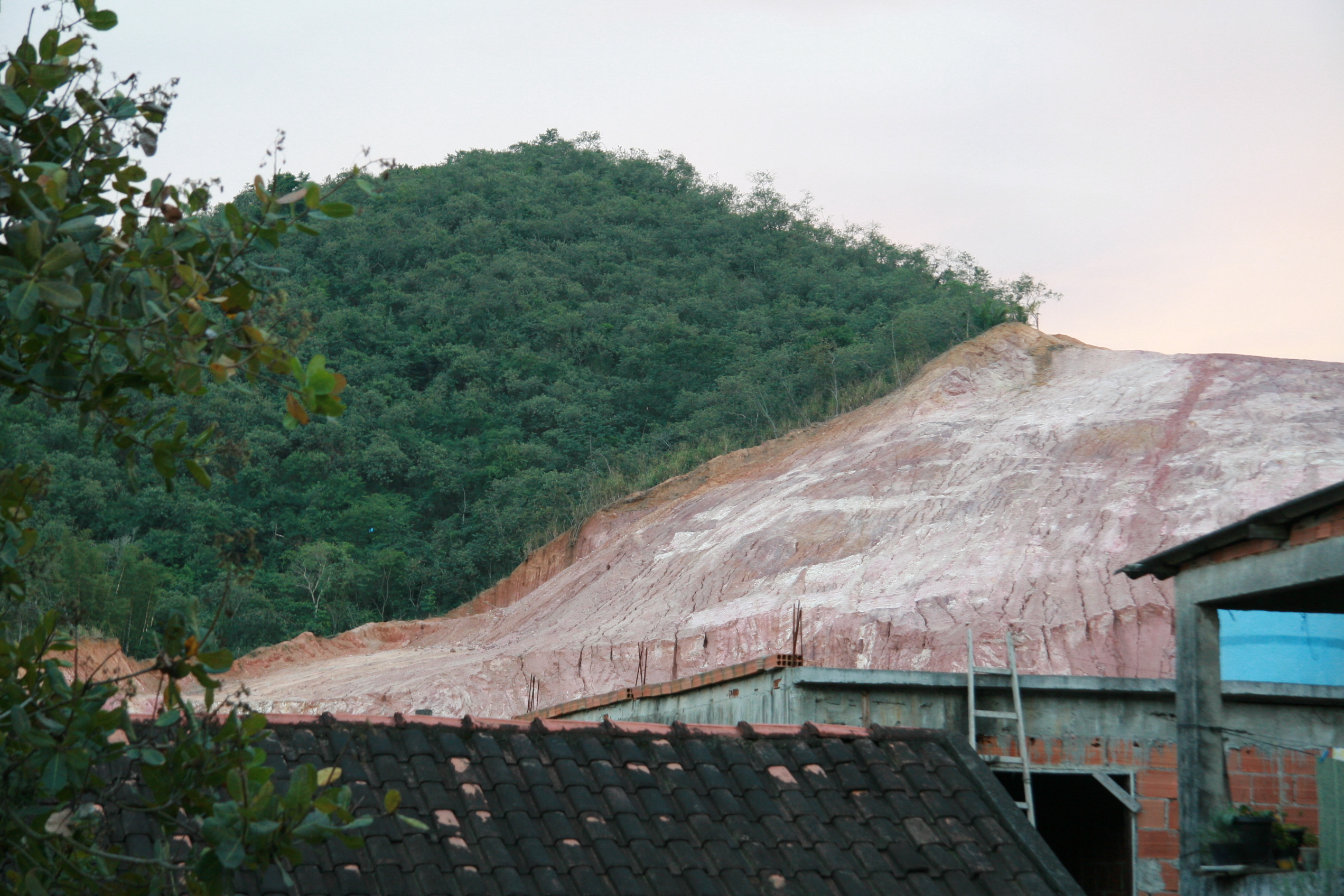
はげ山と化した斜面。ブラジル・リオデジャネイロ

### 大気汚染
薪ストーブの燃料として用いられる薪は精製されていない不純物の多い燃料であり、さらに薪ストーブは清掃工場のような高度な燃焼制御システムを持たないため不完全燃焼となる。同様に高度な排煙管理システム（フィルタ、サーマルオキシダイザー等）も備えていない。そのため、煤、PM2.5などの粒子状物質を含むばい煙、悪臭といった有害物質が発生し、それらは無害化されずに全て周囲へ放出されることになる。日本の環境省が作成した薪ストーブガイドブックによって、薪ストーブによる粒子状物質の放出量データが公開されている。
一般的な石油暖房による粒子状物質排出量を基準とした場合、
- ペレットストーブ - 37倍
- EPA認証薪ストーブ - 107倍
- 非EPA認証薪ストーブ - 353倍
- 暖炉 - 2153倍

の粒子状物質を排出し、大気を汚染する。
薪ストーブにより発生した高温のばい煙は、その大半が煙突を通じて外部に放出され、その瞬間から急速に冷やされ周囲に大気拡散しながら風下方向に落下していくという挙動を取る。
汚染された空気は周囲に充満し、また換気扇や窓を通じ建物内へと侵入する。
そのため薪ストーブは主に使用者ではなくその周辺の地域の空気と人々を汚染することになる。

#### 屋外空気の汚染

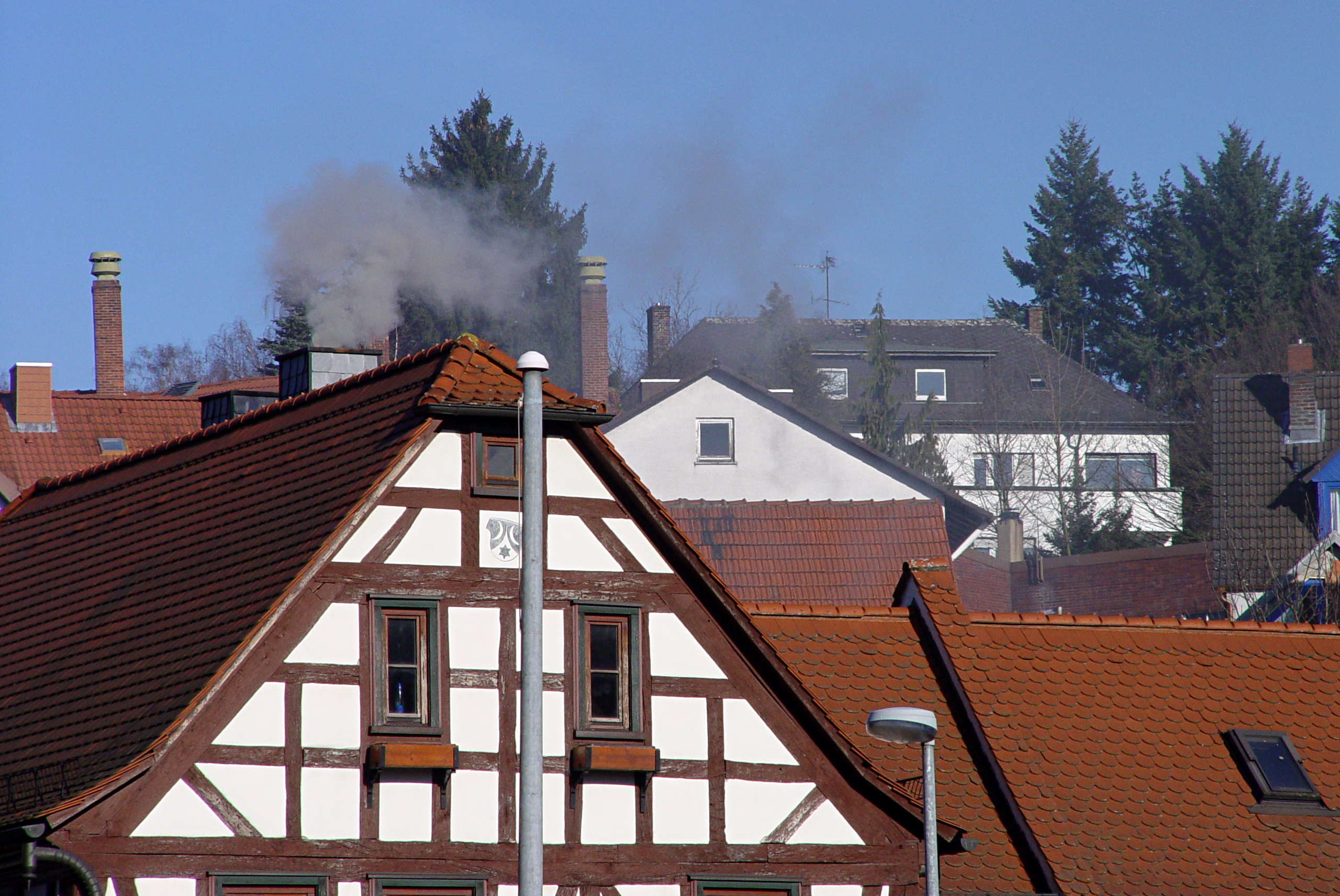
薪ストーブの煙突から放出されているばい煙

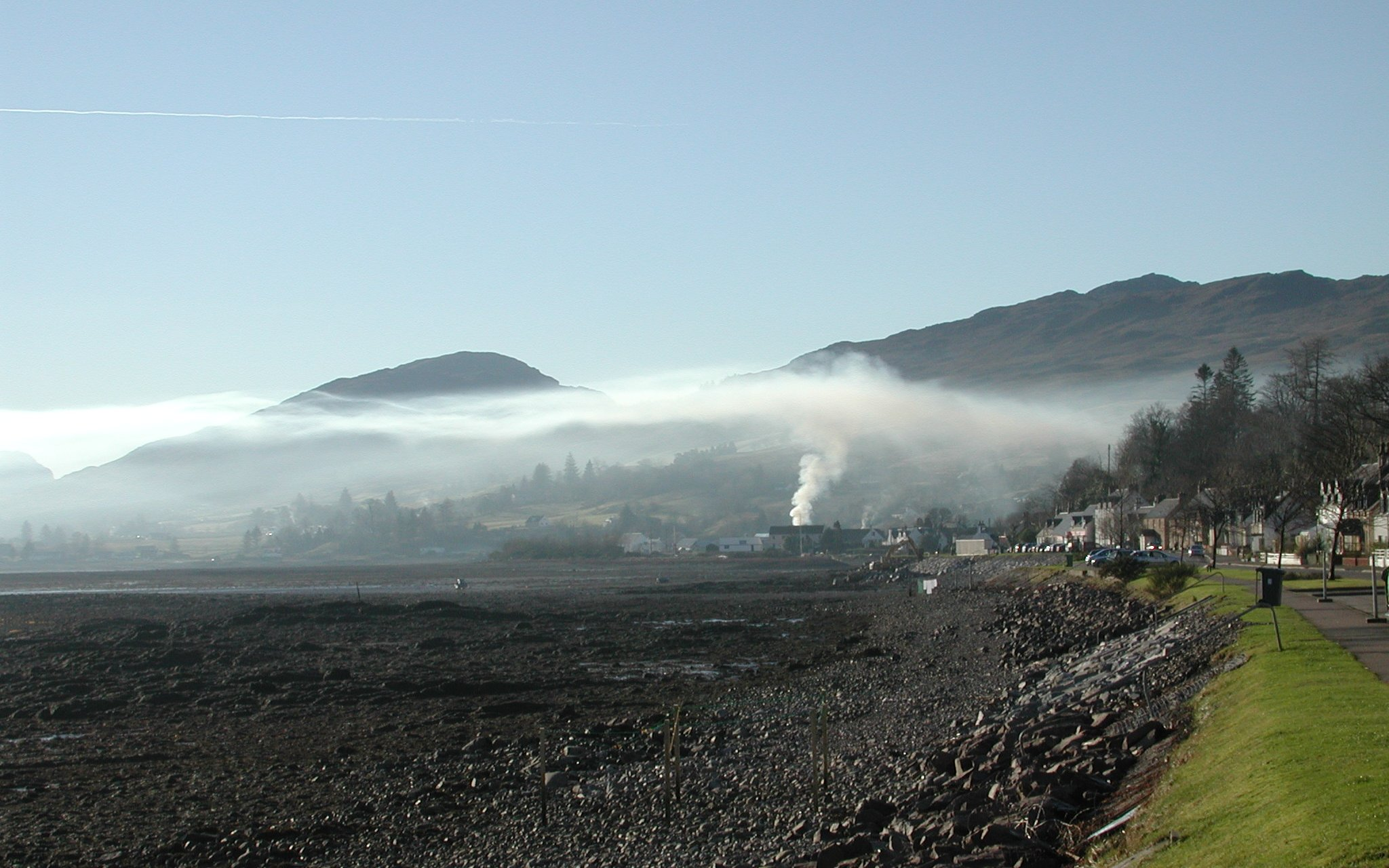
逆転層によりlid（蓋)が生じ、ばい煙が横方向に拡散して地上に充満している

汚染物質を含むばい煙は煙突から外部に放出されるが、一般家屋では清掃工場のような高く長い煙突を設置することは不可能であり、煙はそのまますぐに地上へと落下し、周囲に充満する。
また薪ストーブが使用される冬期は放射冷却により大気中に逆転層と呼ばれる気象現象が生じる。
逆転層とは、放射冷却により地上の空気の温度が急速に低下し、より暖かい空気の層（lid。フタ）が上空に生じる現象である。
薪ストーブの煙突から出た煙は逆転層のlid（フタ）を突破できず、そのため煙はすべて地表に充満することになる。
ばい煙は地上に滞留し、空気は広範囲かつ高濃度、長時間汚染されることとなる。そのエリアは高濃度に大気が汚染された「ホットスポット」となり、その結果健康被害を引き起こす。
また、狭い生活圏の範囲内では、煙突から出る臭いと煙で近所との間でトラブルを招くことがある。

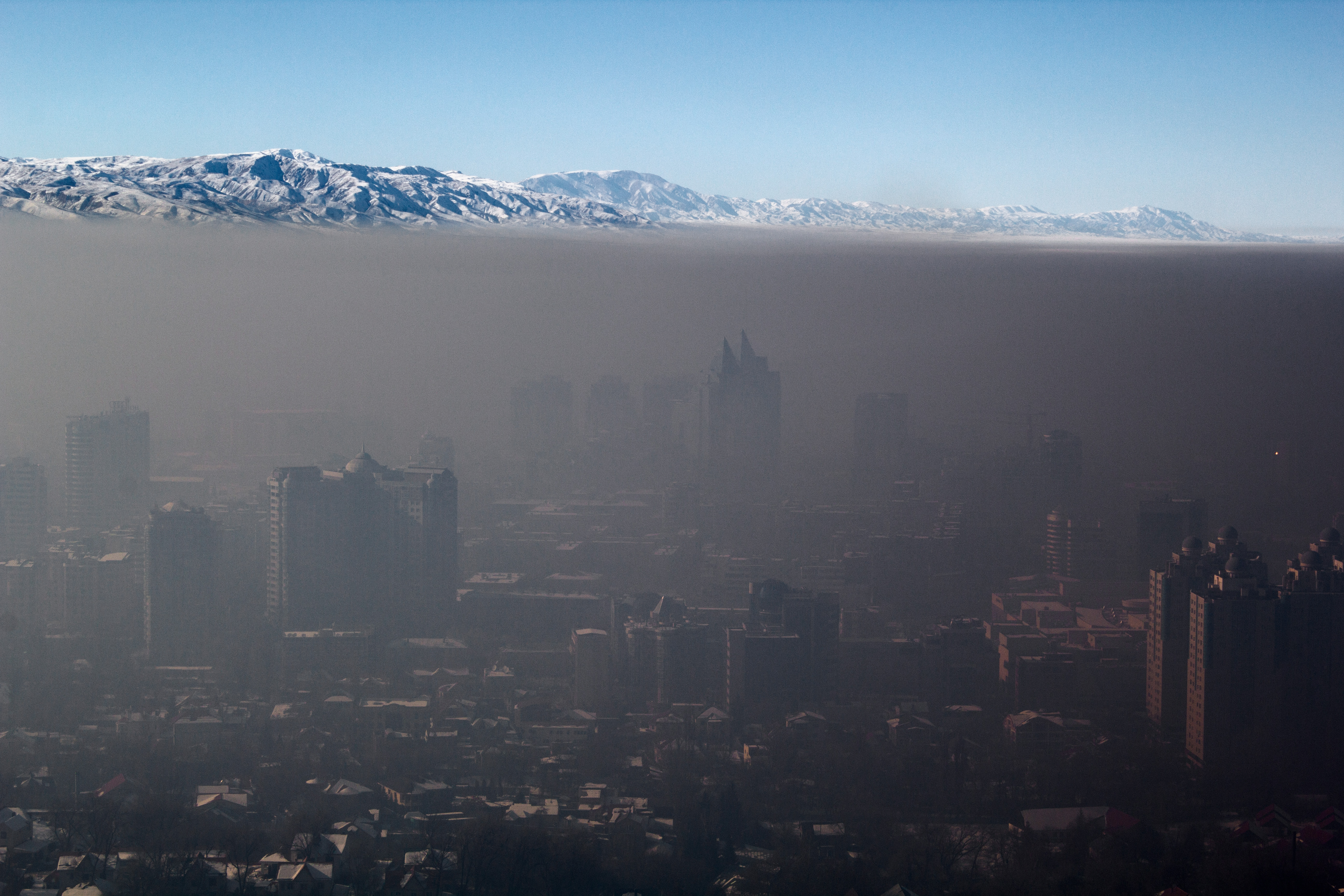
逆転層とlid

#### 室内空気の汚染

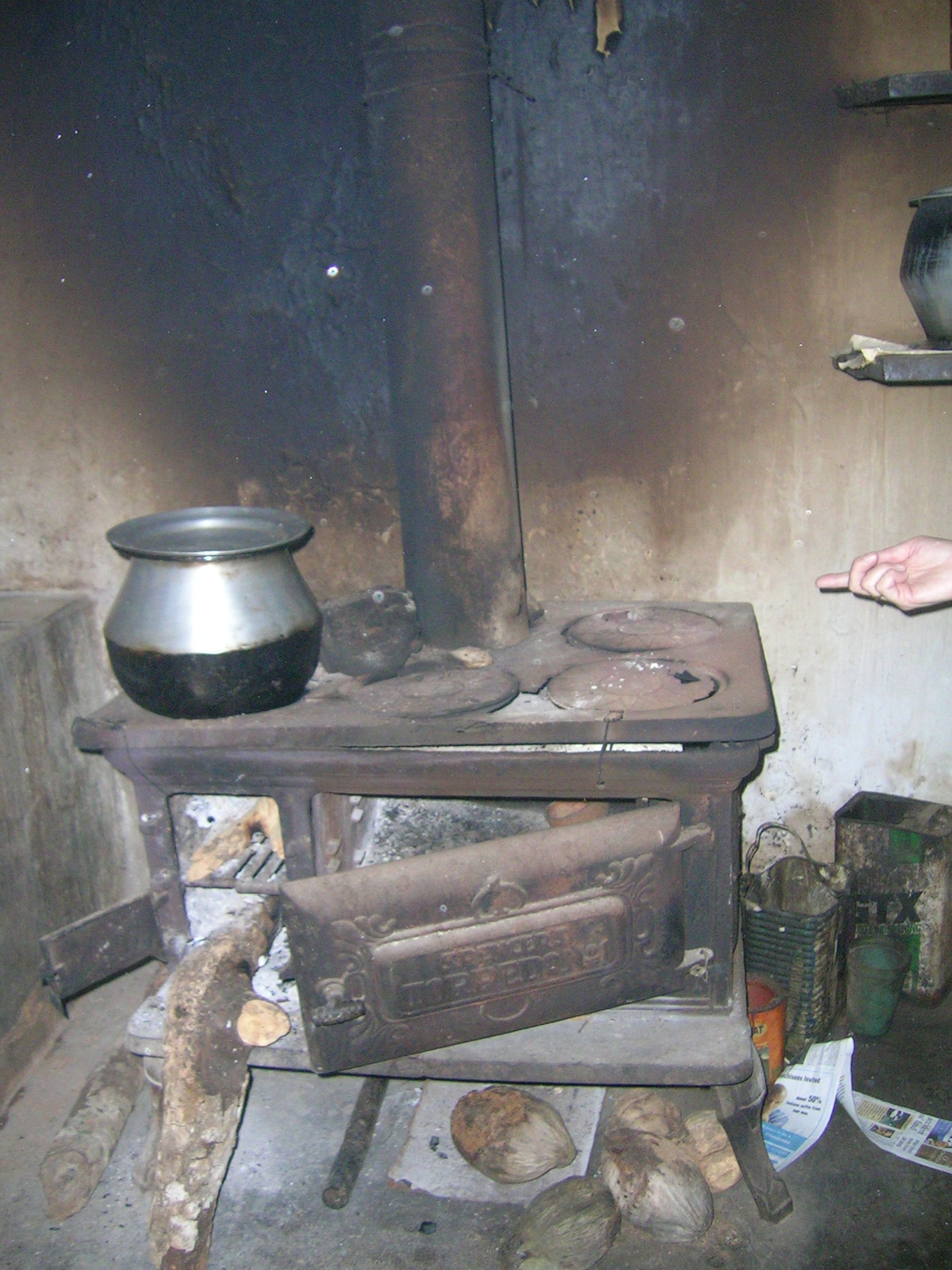
煙突掃除を怠ると、不完全燃焼を起こすことがあり、メンテナンスは必至であるほか、煙道火災の原因となる。

ばい煙は屋外だけでなく室内空気も汚染する。2020年にイギリスのシェフィールド大学の研究者により行われた実験では、薪ストーブの使用開始から4時間で室内空気中の粒子状物質の濃度は3倍に上昇し、ピーク時には195μg/m3に達した。（WHO:世界保健機関により設定されている規制値は24時間で25μg/m3）

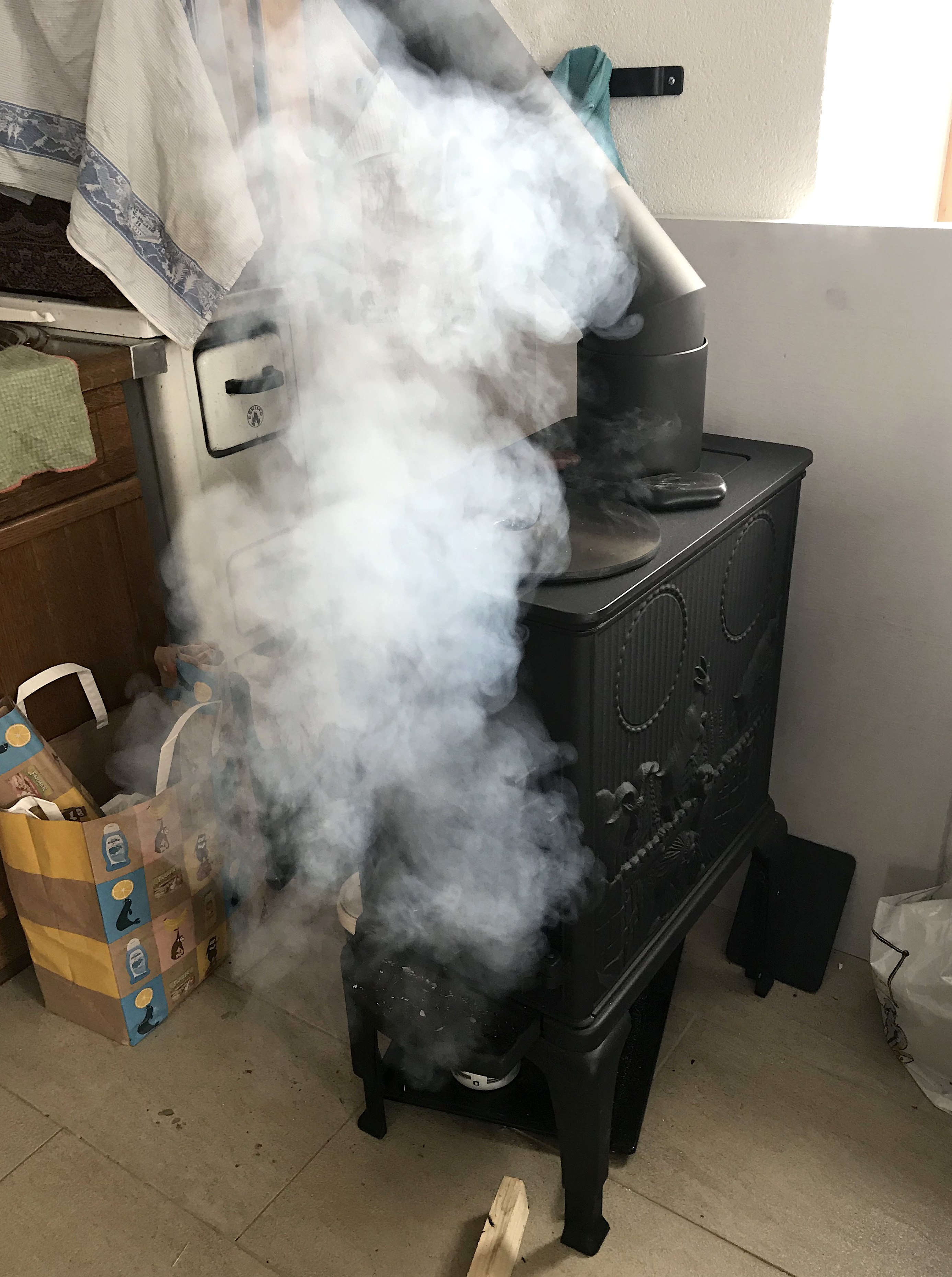
煙突掃除が不完全で、排煙のとおりが悪くなり室内に溢れ出た煙

### 健康被害

煙に含まれる有害物質であるベンゾピレン。発がん性グループ1に指定されている

薪ストーブの煙はたばこの煙（副流煙）と同様に有害であり、米国胸部疾患学会(American Thoracic Society)により「American Journal of Respiratory and Critical Care Medicine」に発表されたメキシコでの研究では薪ストーブの煙を吸い込んでいる人はタバコの喫煙者と同じ臨床経過（慢性閉塞性肺疾患(COPD)の発症、呼吸困難によるQOLの低下、死亡）をたどることが確認されている。また、木の燃焼により生じる煙はタバコの煙よりも多環芳香族炭化水素(PAHs)）を多く含むために、発がんリスクはタバコの煙を上回る。
カナダ保健省(en: Health Canada)とカナダ環境省(en: Environment and Climate Change Canada)は木煙は以下のような有害物質が含まれると説明する。
- PM2.5（粒子状物質）
- 一酸化炭素（CO）
- 窒素酸化物（NOx）
- 炭化水素（HC）
- 揮発性有機化合物（VOC）
- ホルムアルデヒド
- 多環芳香族炭化水素（PAHs）
- ダイオキシンおよびフラン
- アクロレイン

煙の吸入は体内の炎症を引き起こし、がん、心疾患、脳卒中、糖尿病、肥満、早老などの関連疾病の原因となり、地域の平均寿命を縮めている。
カナダ肺協会(en: Canadian Lung Association)は薪を燃やした煙の吸入が喘息や慢性閉塞性肺疾患(COPD)等の肺病、呼吸器疾患の悪化、再燃を引き起こし呼吸困難に陥る可能性を警告し、住宅地で薪を使用しないことを推奨している。
米国肺協会(en:American Lung Association)は、薪ストーブにより近所の空気が汚染されている場合、子供や高齢者、肺疾患を持つ人は室内にいるよう促し、窓や換気口を閉めるなどの対策が必要という。特に肺疾患を持つ人は防塵マスクの使用および医師への相談を勧めている。
ナバホ族をはじめとする多くの農村や部族社会では、屋内での木質燃焼による屋内の空気汚染が幼児の呼吸器系感染症の主な原因となっている。
また、アメリカの保健当局部門であるアメリカ疾病予防管理センター(en: Centers for Disease Control and Prevention :CDC)により、木煙にさらされることでCOVID-19（新型コロナウィルス感染症）を含む呼吸器感染症にかかりやすくなる可能性があるとの警告を発している。
アメリカ合衆国環境保護庁(en: United States Environmental Protection Agency, EPA)から木材燃焼に対する健康への警告が発表されている。
マンチェスター大学に所属するPatricia Thornleyは、地球温暖化対策として木質燃料の利用は重要ではあるが都心部では不適切であり大きな代償が伴うと述べている。粒子状物質による汚染と死亡率は比例して高くなり、農村部で燃やされた木の煙であっても別の場所の空気に影響を与え、またリサーチによると家庭での薪ストーブの使用が制限されている地域では、死亡率や心臓・呼吸器系疾患の発生率が低い
。
アメリカのメイヨー・クリニックはアレルギー患者に対し、薪ストーブがアレルギー発作の原因となるため薪ストーブを避けるように忠告している。

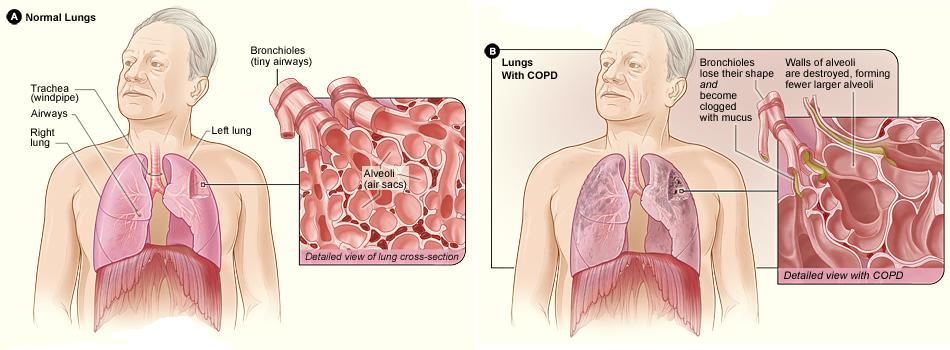
慢性閉塞性肺疾患(COPD)、肺気腫のイラスト
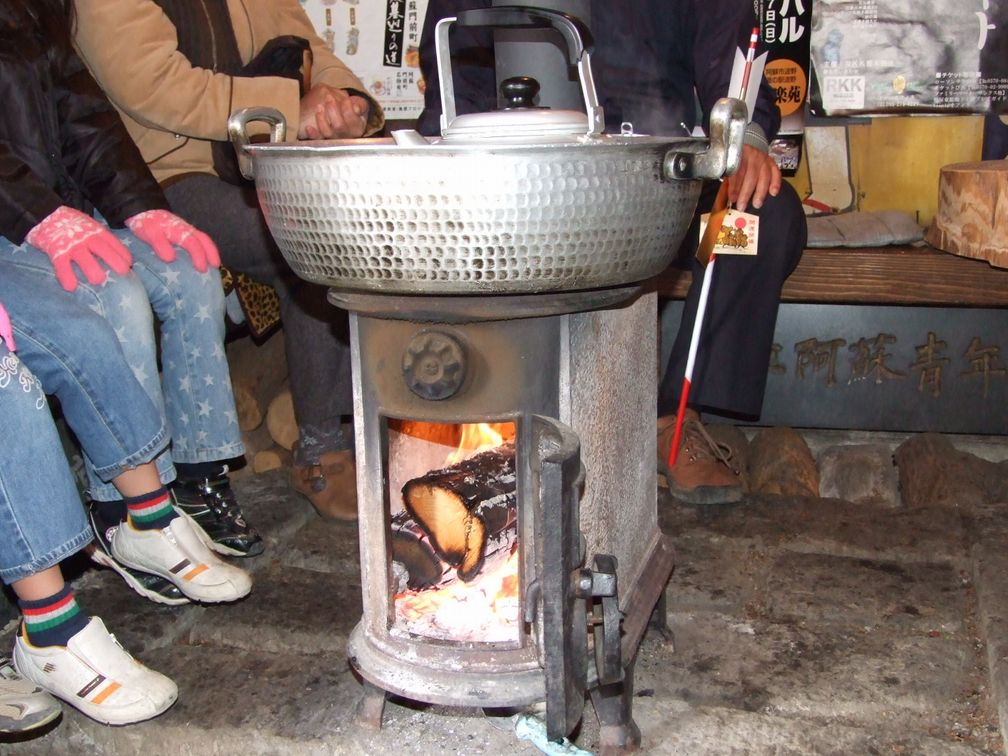
薪の使用は呼吸器疾患の原因となる

### 火災

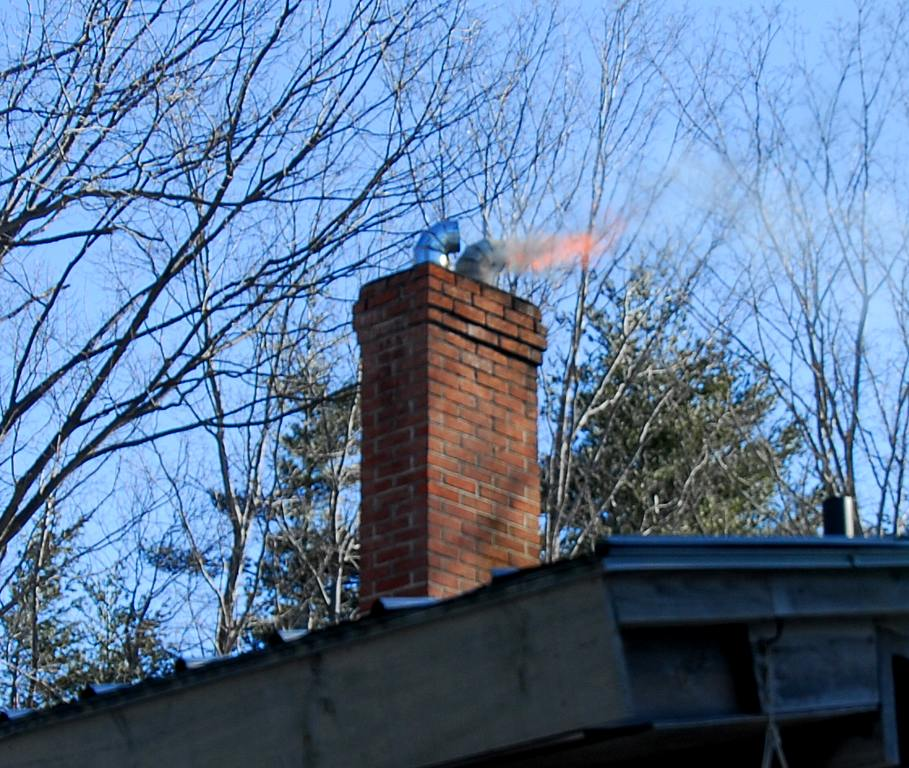
タールがこびりついた煙突から火が出ている

薪ストーブの燃料である薪は大量のすす、タールを発生する。それが煙突にこびりついていくため、定期的なメンテナンスを実施する必要がある。環境省は毎シーズン初めまたは終わりに煙突の清掃、3年から5年に一度専門業者によるフルメンテナンスを行う必要があるとしている。清掃を怠った場合、煙の室内への逆流、タール漏れ、煙道火災（煙突火災）といった事態に至る。

#### メンテナンス上の注意
煙突にこびりついたすす、タールは発がん性がある有害物質であり、過去には煙突掃除人癌の職業病問題を引き起こしていること、高所の作業であること、メンテナンスが不十分だと火災を引き起こすなどの理由から、専用の装備を整えた専門業者が行うことが望ましい。

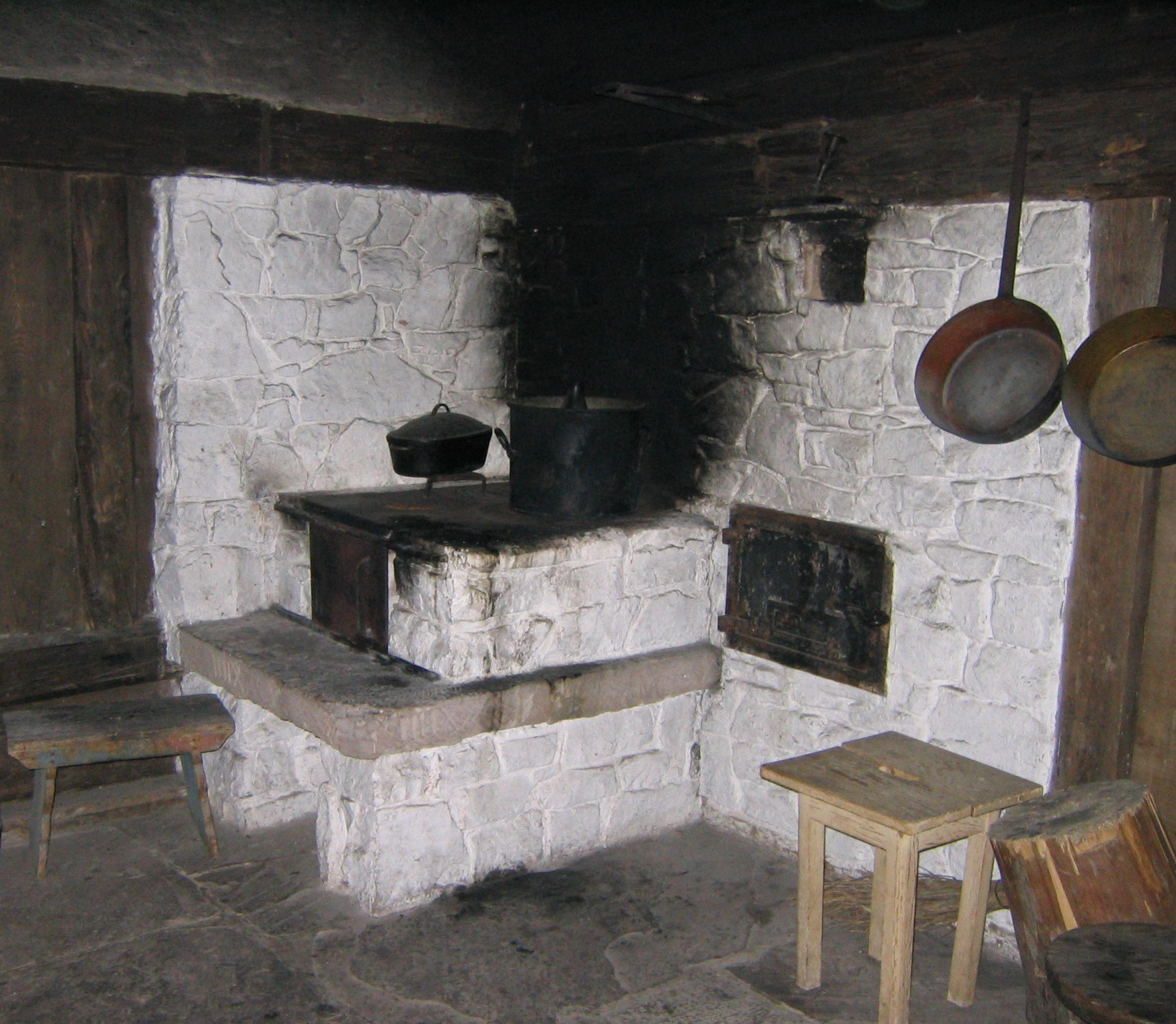
燃料の薪から発生した大量のすす、タール
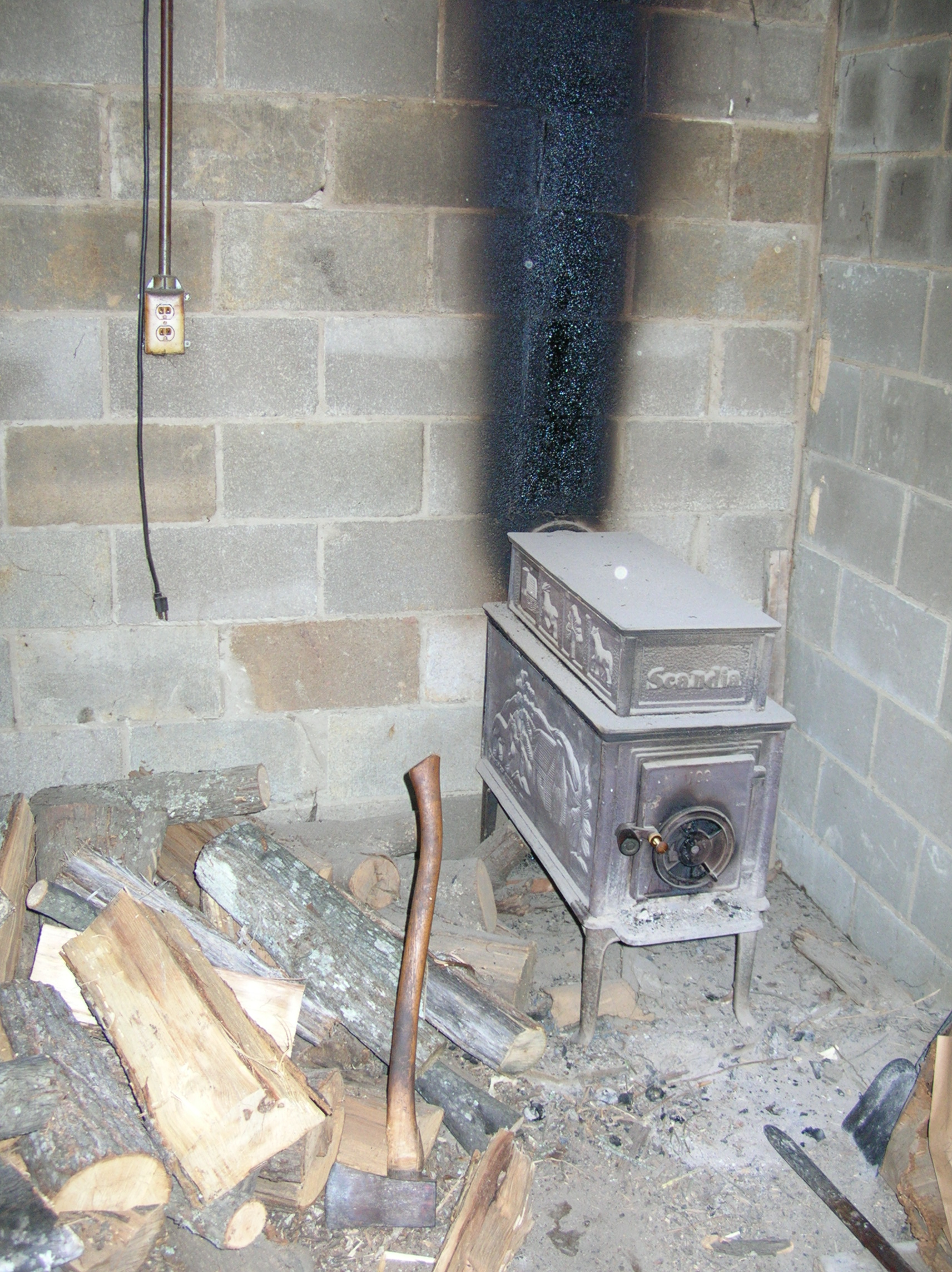
壁に漏れ出て染み付いたタール
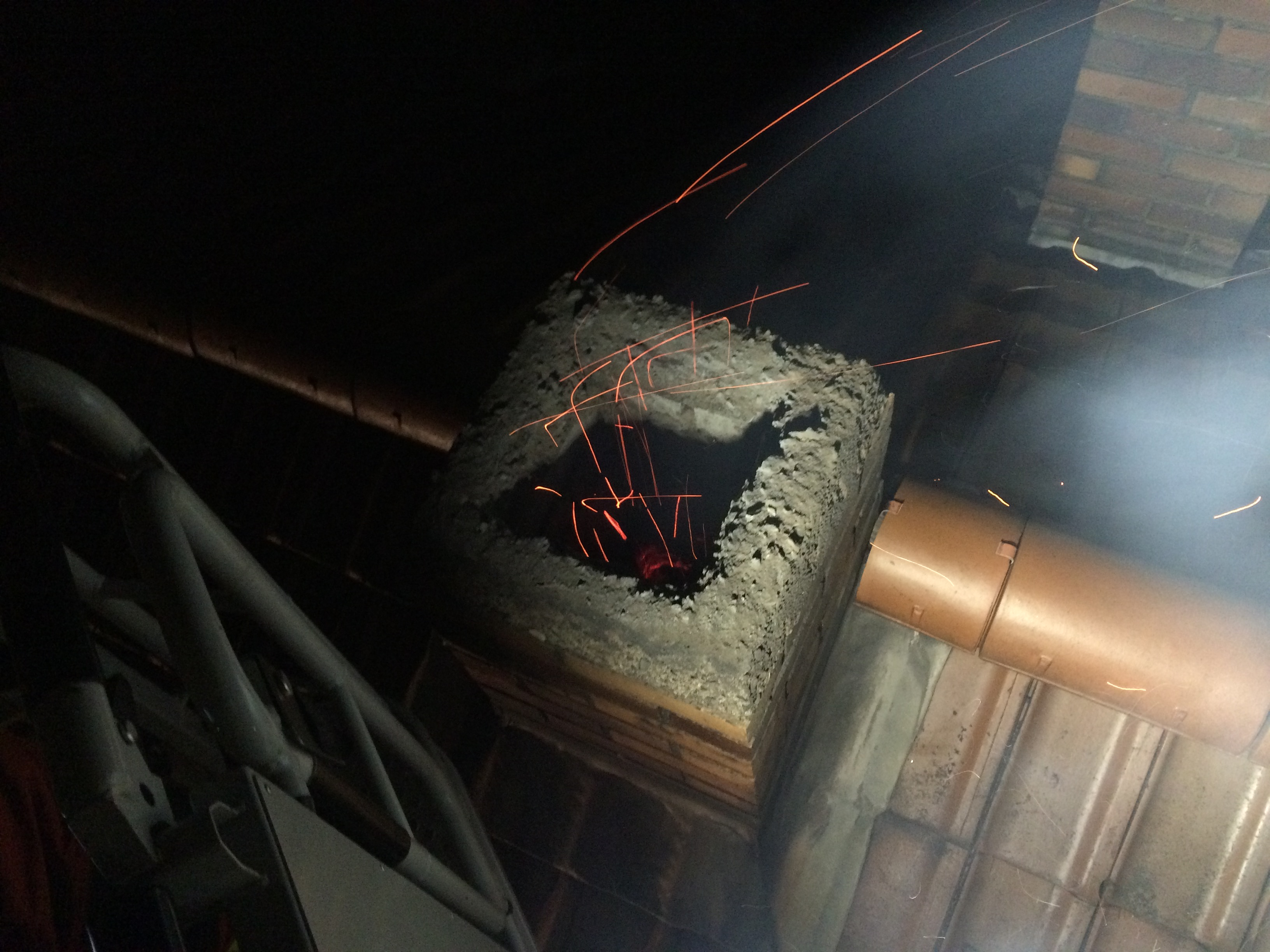
火花が出ている煙突開口部
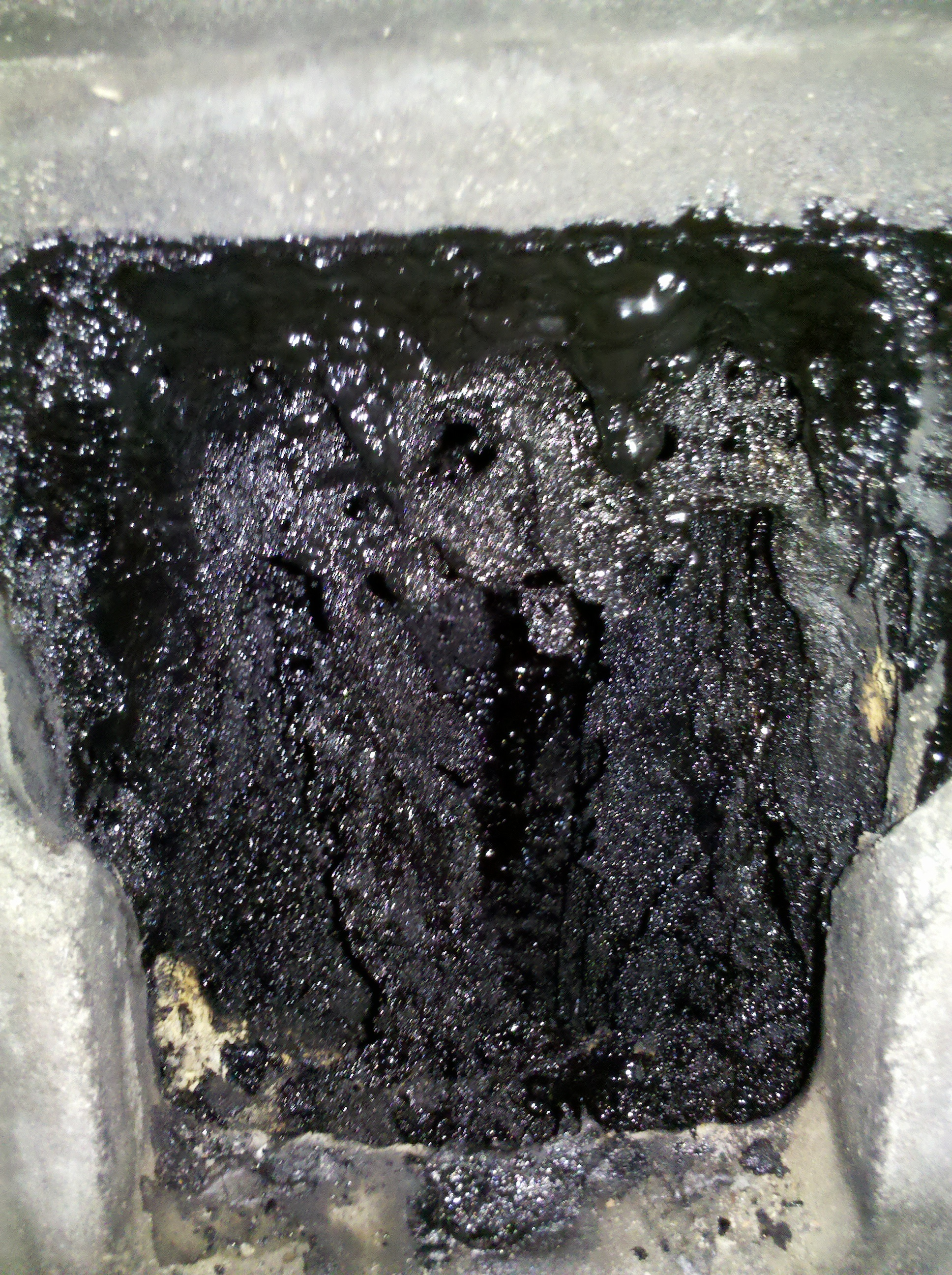
溜まったタール
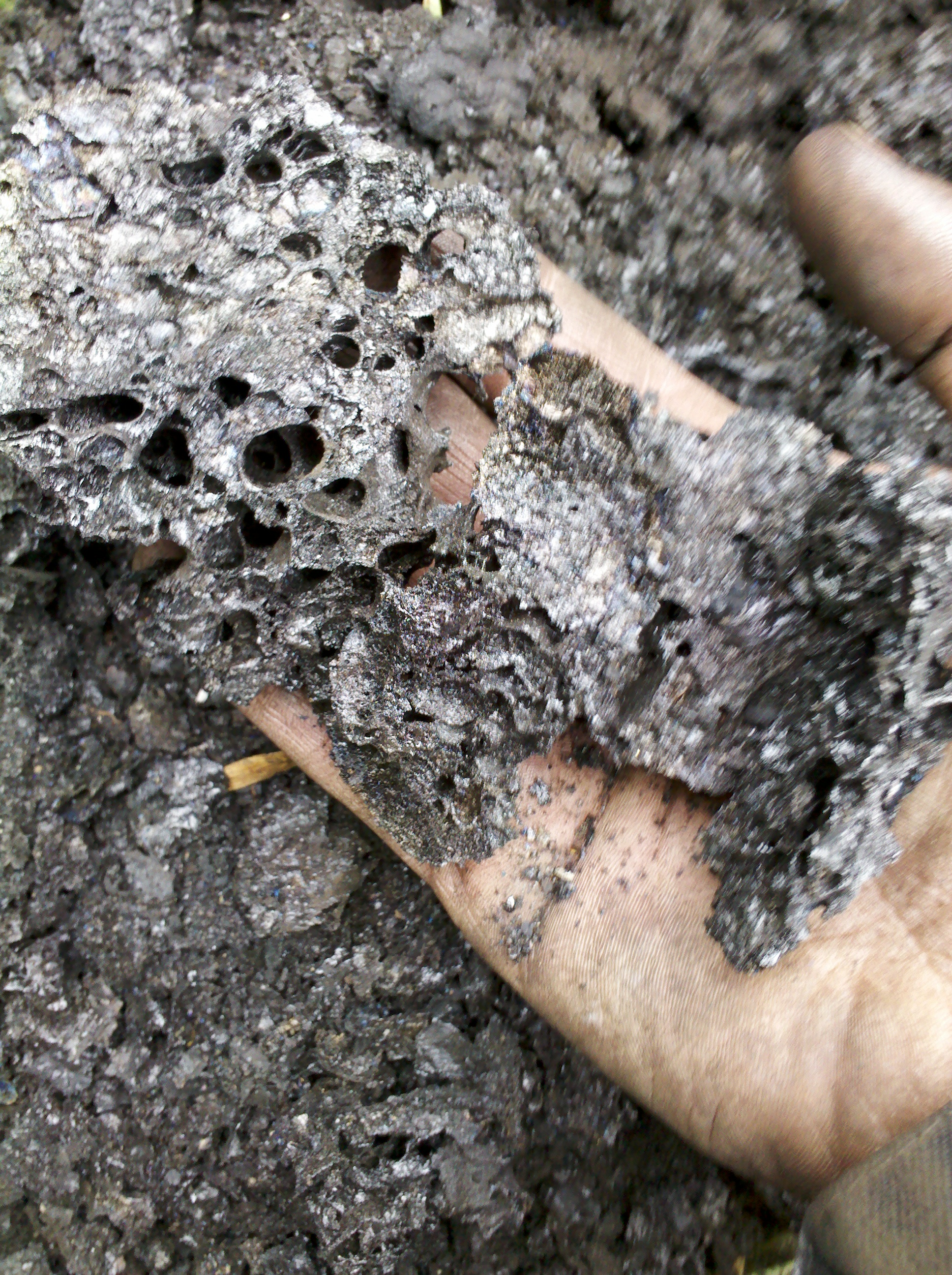
煙突火災が起きた後の、高熱で灰化および泡化したタール
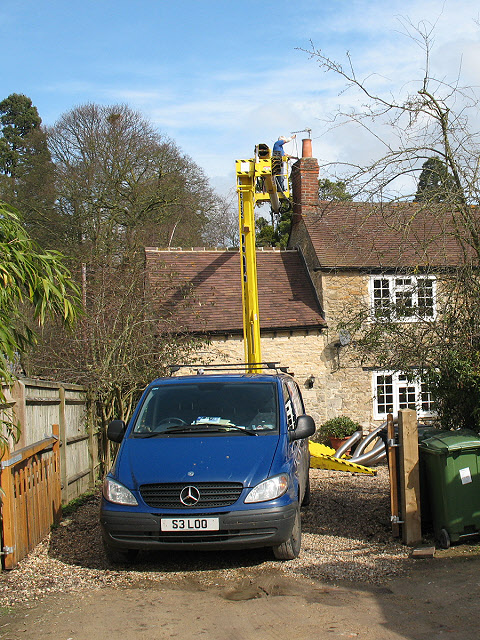
高所作業車での煙突のメンテナンス

### 灰に含まれる重金属汚染

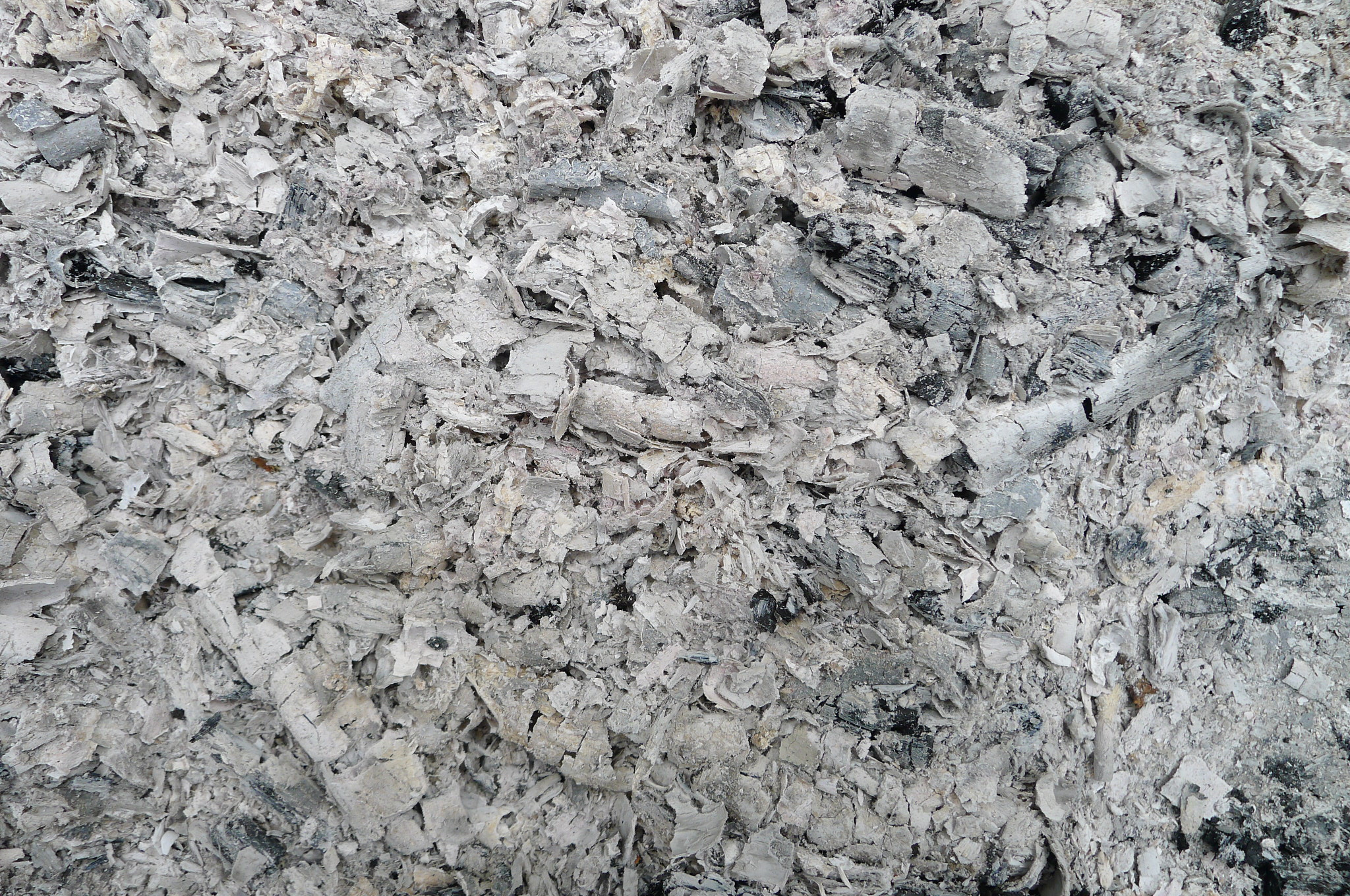
木灰(wood ash)

木質燃料は燃えたあとに灰を残すため定期的な灰掻きを行う必要があるが、木灰には樹木に蓄積されていたカドミウム、水銀、鉛、クロムなどの重金属が濃縮され、有害である。
また灰は極めて微細な粉塵であり、多量に吸入すると塵肺を引き起こす。
また屋内に飛散するとハウスダストとなる。
そのため飛散、吸入に注意し適切に処分しなければならない。
木灰を肥料として利用しようとする者がいるが、上述の重金属汚染のほか、肥料を販売するには免許が必要となり、無免許で販売すれば警察に検挙されるほか、メルカリでは出品が禁止されているため注意が必要である
。

## 規制

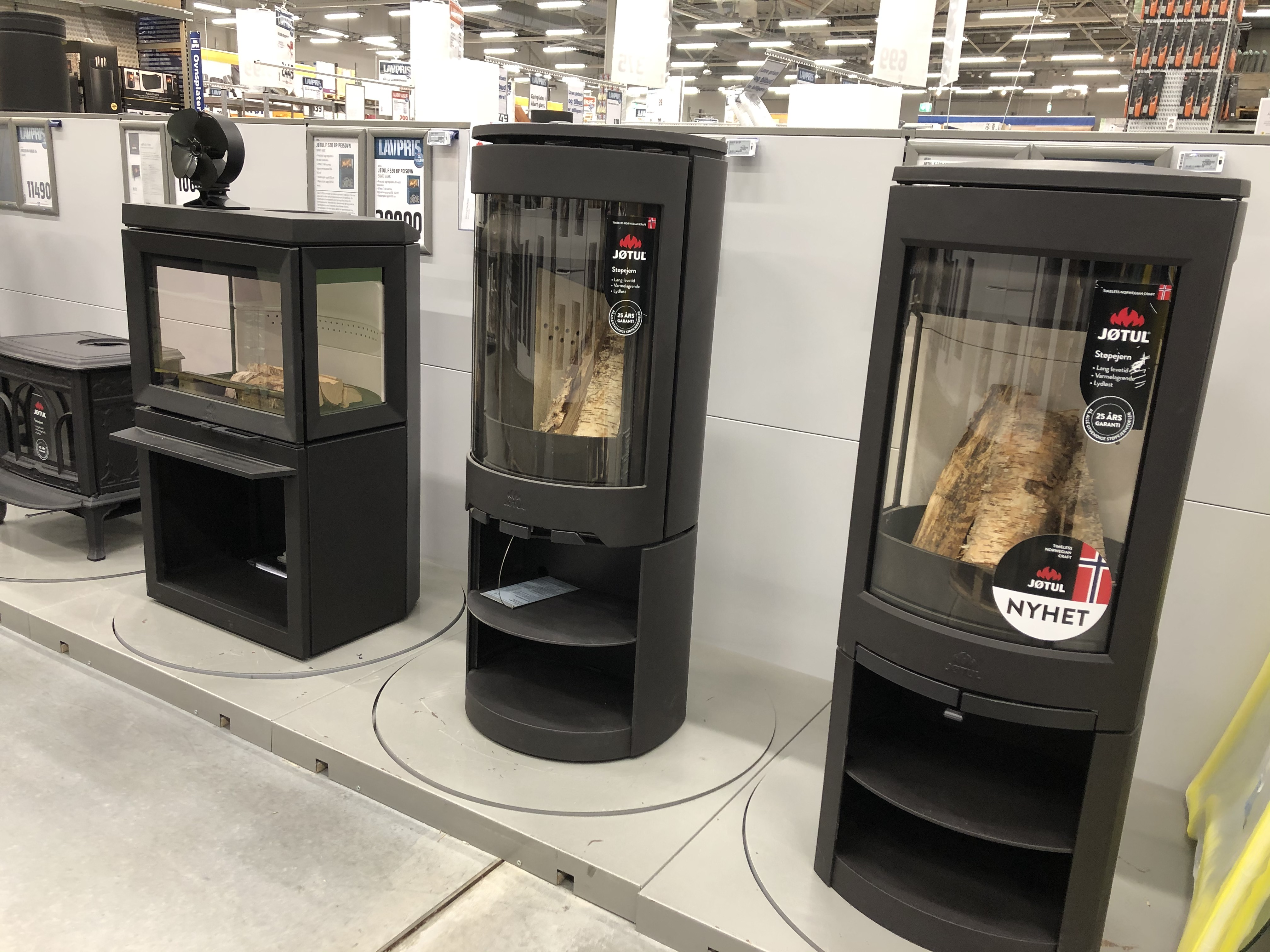
展示販売されている薪ストーブ

環境保護団体や医学者、医師団体は政府に薪ストーブへの対策を求めており、また大気質に対し責任を持つ政府の環境関連部署は下記に挙げるような種々の規制を実施している。
- 低品質の薪の使用の禁止 - 乾燥が十分でない薪の使用を禁止する
- 情報提供 - 薪ストーブ利用者に対し、薪ストーブの有害性や環境負荷についての教育啓発を行う
- 低品質の薪ストーブの新規販売、使用禁止 - 認証団体が薪ストーブの性能規格を策定する
- 薪ストーブの全面禁止 - 薪を含む固形燃料を使用した暖房をすべて禁止する。特に大気汚染がひどいエリアで実施される

### 薪ストーブの性能による認証制度
薪ストーブの排気中に含まれる汚染物質の量をテストし、基準を満たさないものは新規販売、使用を禁止するというもの。
アメリカのEPAが実施するものが標準となっている。

#### EPAへの批判
米国北東部における大気質監視団体であるNESCAUM（Northeast States for Coordinated Air Use Management）による報告書は、EPAの認証プロセスには重大な欠陥があり、実際に薪ストーブを使用した場合とは異なる実験室でのテストによるものであると批判している。
米国肺協会(en:American Lung Association)で副会長を務めるローラ・ケイト・ベンダーは、短期的に排出量を減らすことは有益ではあっても科学的に安全な粒子状物質への暴露などというものはなく、長期的な解決策は薪ストーブを完全に廃止することであるとしている。
行政による大気改善計画に対し科学的アドバイスを行っている団体であるC40都市気候リーダーシップグループ(C40 Cities)の大気質担当のChafe氏は「ユーザーがテストの手順通りに薪ストーブを扱う（扱える）保証はない」という
。

### 薪ストーブの交換プログラム
薪ストーブを廃棄し、よりクリーンな暖房器具へと交換することを促進するための資金援助プログラム（補助金）が実施されている。
米国肺協会はこれを推奨しており、アラスカ州・フェアバンクスは米国肺協会から2021年の「State of the Air」の粒子状物質汚染部門で「最も汚染された都市」に認定されたが、その後、薪ストーブの交換プログラムを実施し、大半の人が石油、ガス暖房に切り替えた結果、汚染度を半分に減少させることに成功している。
アメリカ・ポートランドの非営利団体ベルデは特に低所得世帯を対象に薪ストーブを電気ヒートポンプに置き換えるためのプログラムに資金を提供するよう州に要請した。
State of Washington Department of Ecologyは、薪ストーブによる汚染を低減するため、環境基準に適合したものに買い換える費用として低品質な薪ストーブを300ドルで買い取るキャンペーンを行なっている。

#### 薪ストーブの使用継続に対する批判
トンプソンリバーズ大学の地理・環境学教授であるMichael Mehtaは、多くの薪ストーブ交換プログラムは古い薪ストーブの代わりとしてクリーンな電気暖房器具ではなく新たな薪ストーブに買い替えることを許しており、薪ストーブがクリーンであるという印象を人々に与えてしまうと批判している。
薪は家庭で使用可能なエネルギー源の中で最もエネルギー密度が低く、最も汚染度が大きいものであり、薪ストーブは停電などの非常時のための二次的な熱源になりうるが、日常的に使うなら汚染が少ない電気式の暖房を使うべきであるという。
カナダ・ブリティッシュコロンビア州の環境・気候変動戦略省に所属するMarkus Kellerhalsは、薪ストーブ交換プログラムの意図は薪ストーブを代替暖房に切り替えることを奨励することであると述べている。
しかし、低所得者層はヒートポンプなどのクリーン暖房器具にアクセスできず、そのため薪を使わざるをえない人たちにとっては、古い薪ストーブよりは「クリーンな薪ストーブ」のほうがまだマシであるという。

## WHOによる報告

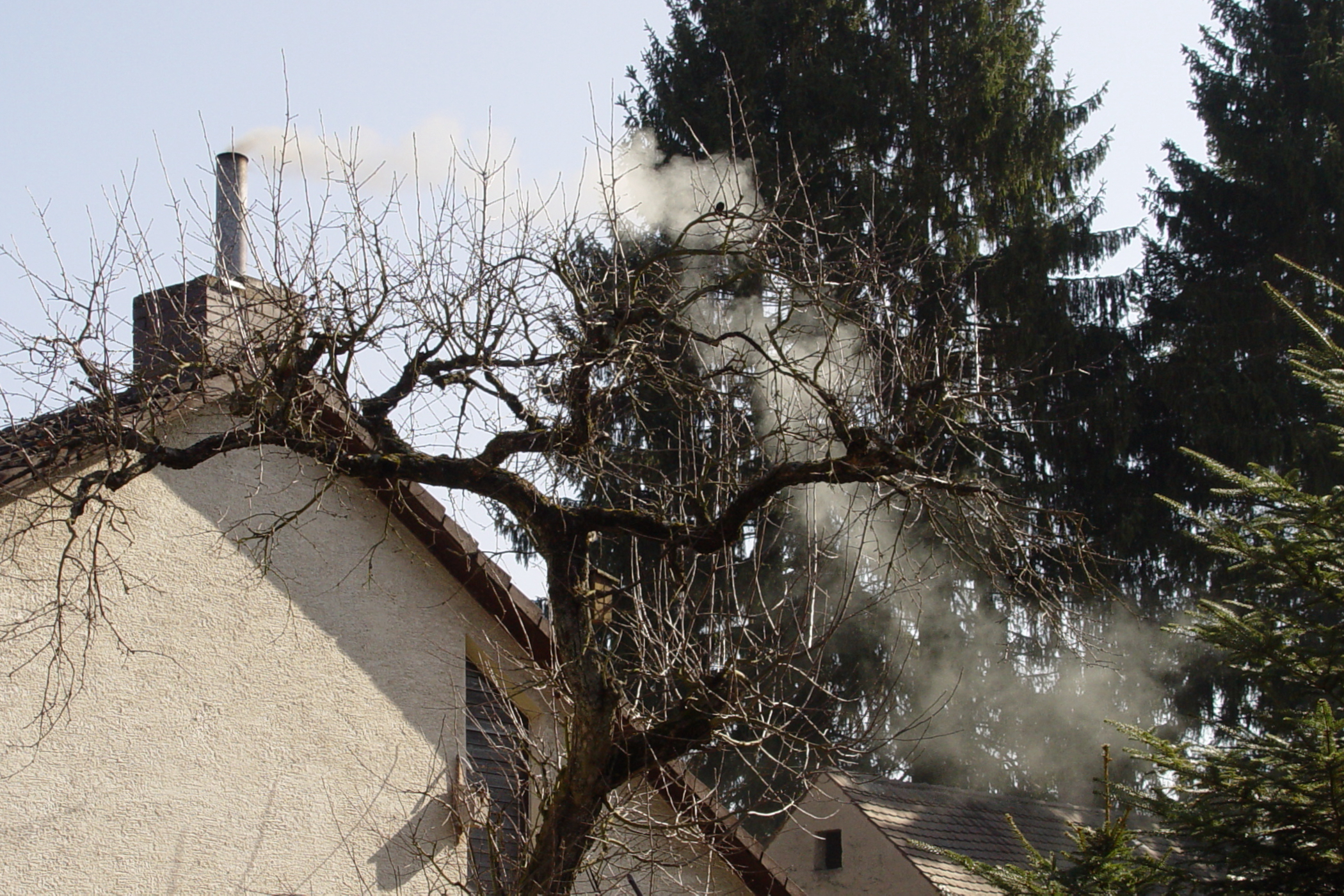
薪ストーブと煙突から周囲へ流れ落ちるばい煙（ドイツ）

国際連合機関であるWHO（世界保健機関）は大気汚染に関する報告書を発表しており、石炭の有害性に比較して薪ストーブのそれは注目されていないことが指摘されている。
同報告書によると大気汚染の原因として薪や石炭などの固形燃料の使用が大部分を占めている。
またその報告書中でバイオマス燃料の使用が推進されることに対し懸念を表明している。
懸念される理由としては大気汚染の悪化と人体への悪影響、また家庭レベルの機器では燃焼効率が悪くPM2.5汚染を引き起こすこと、また各家庭に対する規制がないことが挙げられている。
薪を使用した暖房は、「環境に優しい」選択肢であると認識され利用が増大している一方、他のジャンルと違ってほぼ無規制の状態にあり、PM2.5排出量の削減などの努力も行われていない。
そのため今後の展開として家庭での薪などの木質燃料の使用がPM2.5の発生源として注目されると予想されており、これらの問題を抑制するための戦略が必要であるとしている。
薪はその使用可能なほぼすべての地域において暖房シーズン中の大気汚染の主要な要因になっており、例としてフィンランド・ヘルシンキでは寒冷期の全PM2.5汚染の排出源に占める割合は、薪を使用した暖房によるものが都市部では最大28%、郊外では66%に達しているとのデータが示されている。
また、薪の使用はブラックカーボンの大きな排出源でもあり、地球温暖化の原因になっていることが挙げられている。

## 各国の状況

### 日本

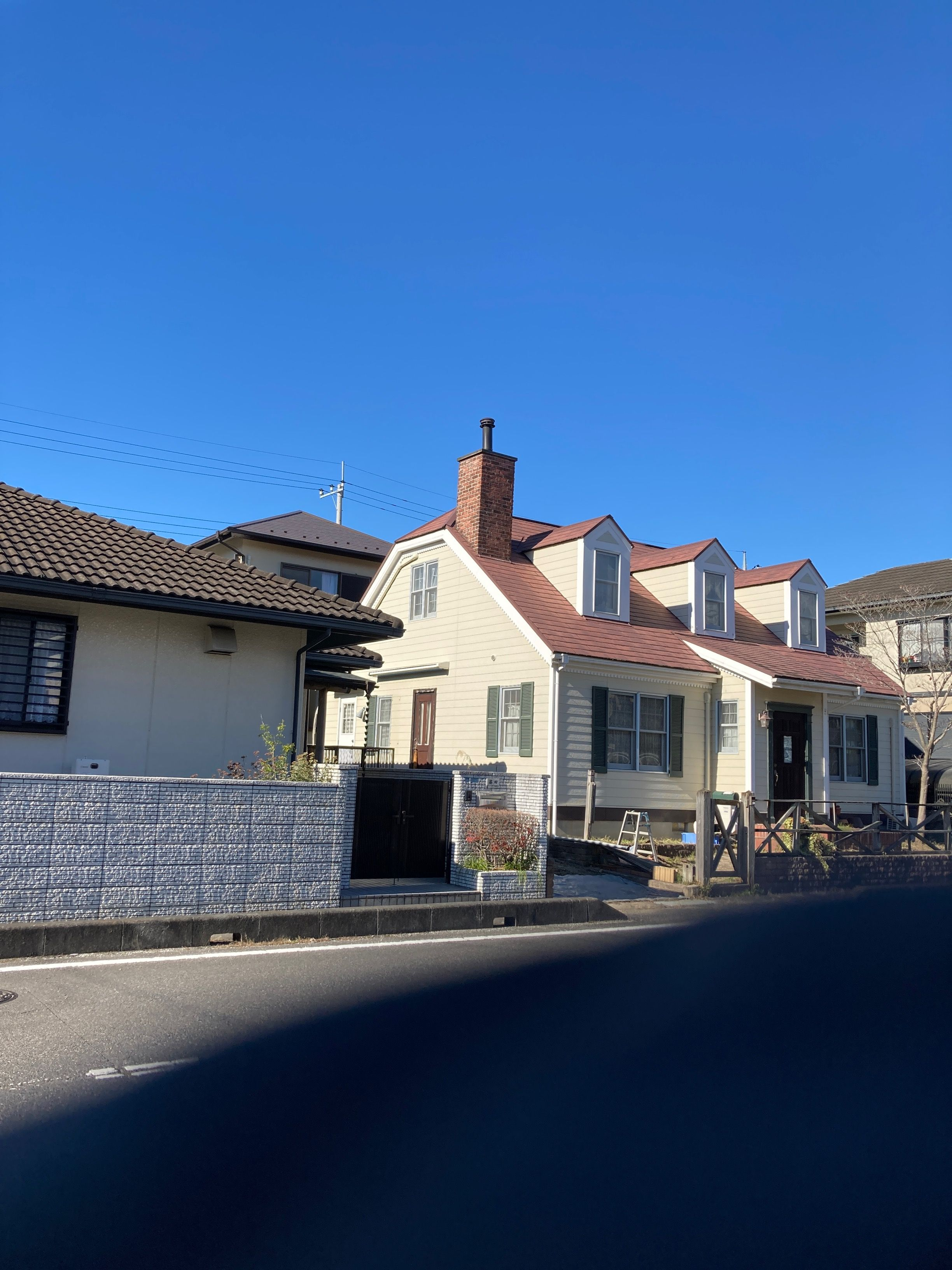
住宅密集地に設置された薪ストーブ

国は地球温暖化対策の名目で薪ストーブを推進する姿勢を見せており、地方自治体も追随している。
環境省は薪ストーブ導入のために「木質バイオマスストーブ環境ガイドブック」を作成、農林水産省では、林野庁が木材利用ポイント事業と名付けた補助金事業を行っており、薪ストーブの購入などがその対象に含まれた。国内林業の振興策として木材利用ポイント制度を実施し、薪ストーブを含む木材利用品の購入に際しポイント（補助金）を与えるものである。
PR大使として日本のアイドルグループである乃木坂46を採用し、「木とストーブのある暮らし展」を開催、庁舎（8階建て）の屋上まで煙突を伸ばした巨大な薪ストーブを庁舎の一階にある「消費者の部屋」に設置し、その火入れ式では乃木坂46に薪ストーブをPRさせるなど大規模なキャンペーンを行い薪ストーブの普及を強く推進していた。
地方自治体でも薪ストーブの購入に補助金が設定され、公共施設や小学校への設置が行われた例もある。
林業、建築業、造園業界などの関連団体はこうした動きを歓迎し、国や自治体と連携したビジネスを模索している。
一例としては岡崎建設とNPO法人里山環境サポートセンターが共同で、ナラ枯れが広がっている里山のナラ、雑木を薪ストーブ用の燃料として消費することで里山再生につなげることを試み、安芸高田市に事業化を働きかけるなどの活動を行っている。
また伊那市では、木質バイオマスの利用を政策として推進しており、薪ストーブ導入に補助金を出しているほか、同市では2007年11月から「薪の宅配サービス」を始める業者も現れた。2012年度には「長野県ふるさとの森林づくり賞　信州の木利用推進の部」長野県知事賞を、2014年度には「グリーン購入大賞（農林水産大臣賞）」を受賞している。
一般市民の間でも、コロナ禍で在宅時間が増えたことや、テレワークの普及により薪ストーブの人気が上昇しているという。住宅販売でも薪ストーブを備えた家が「自然」や「エコ」であるなどとして販売されている。
またNHKや朝日新聞などの大手メディアも「カーボンニュートラルで環境に優しい」として好意的に取り上げている。「家を取り壊した際のネジやクギが付いた廃材でも気にせず燃やせる」としてゴミ焼却炉を兼ねた使い方をエコであると紹介している。
薪ストーブは田舎暮らし（スローライフ）と結び付けられ、またログハウスとの相性が良いとログハウスメーカーにより主張されるなど、こうしたイメージがセールスポイントとされる。
その他、農家（農業法人）でも熱源として薪ストーブを採用し、石油ストーブと比較して二酸化炭素と燃料コストの大幅な削減を実現したと報道される。
キャンプをする人達の間では冬期に屋外で薪ストーブを使う人もおり、可搬性を高めたミニチュアサイズの薪ストーブも存在する。
サウナの熱源としても使われている。

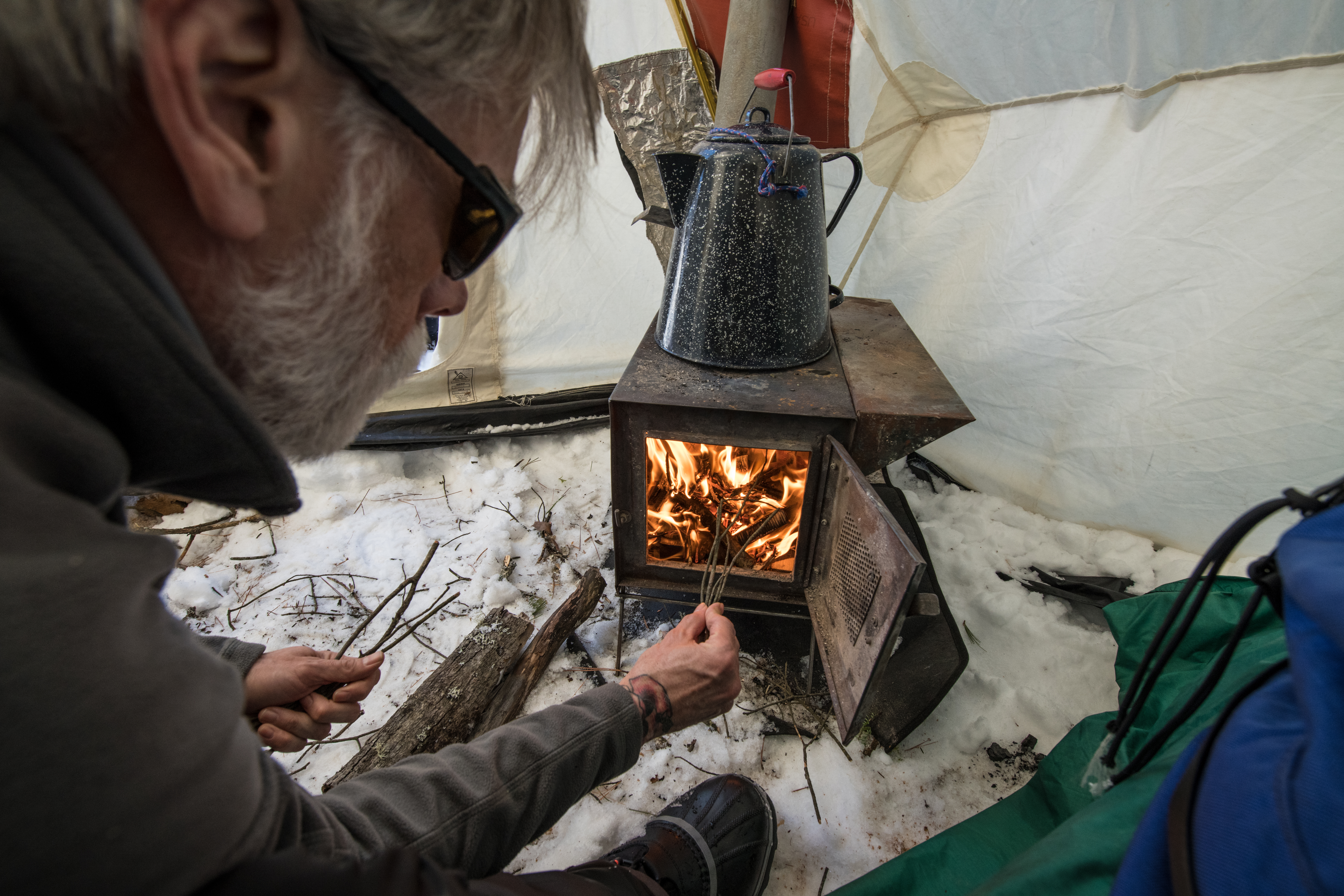
テント内で薪ストーブを使っている人
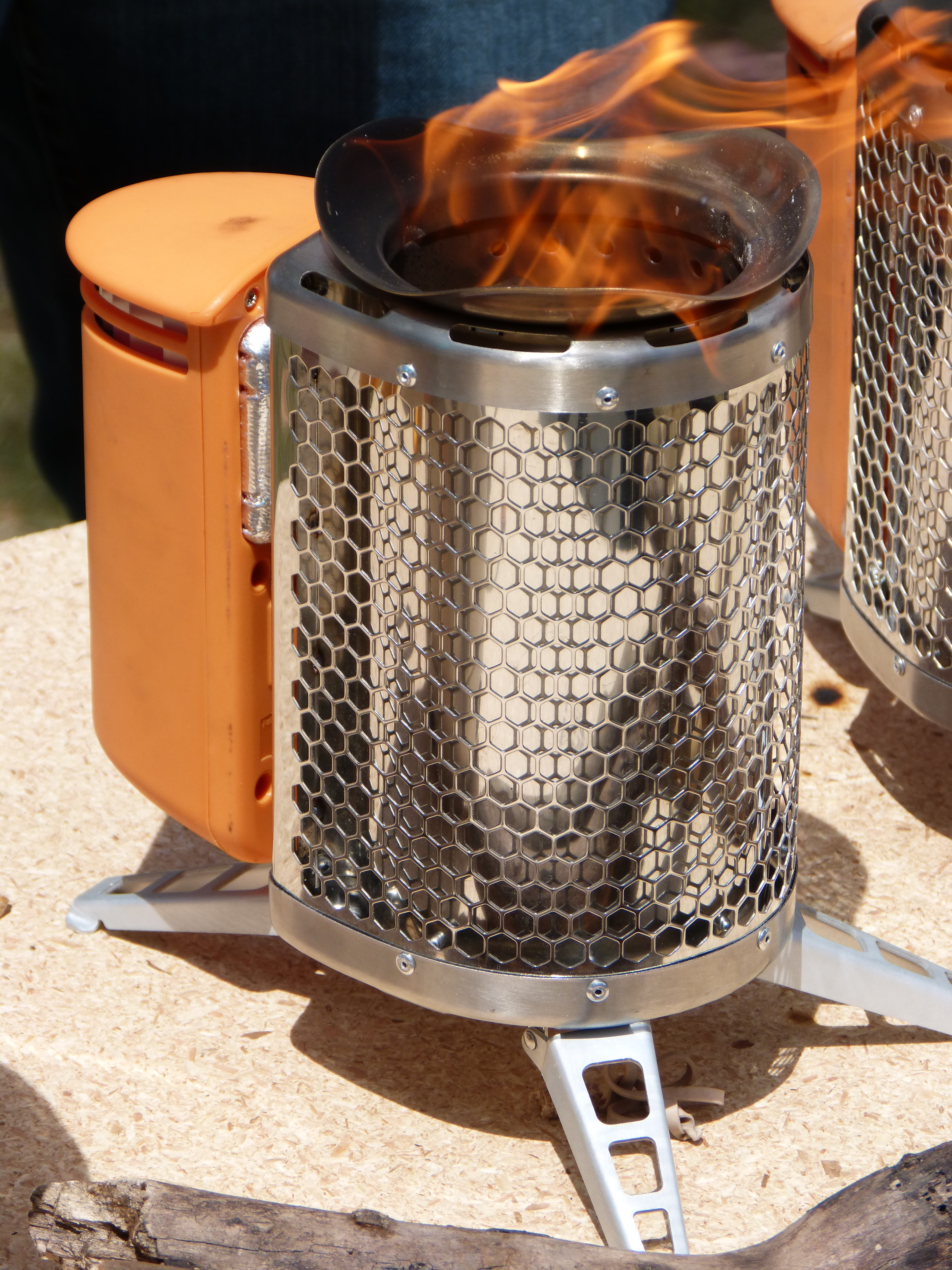
ミニチュアの薪ストーブ
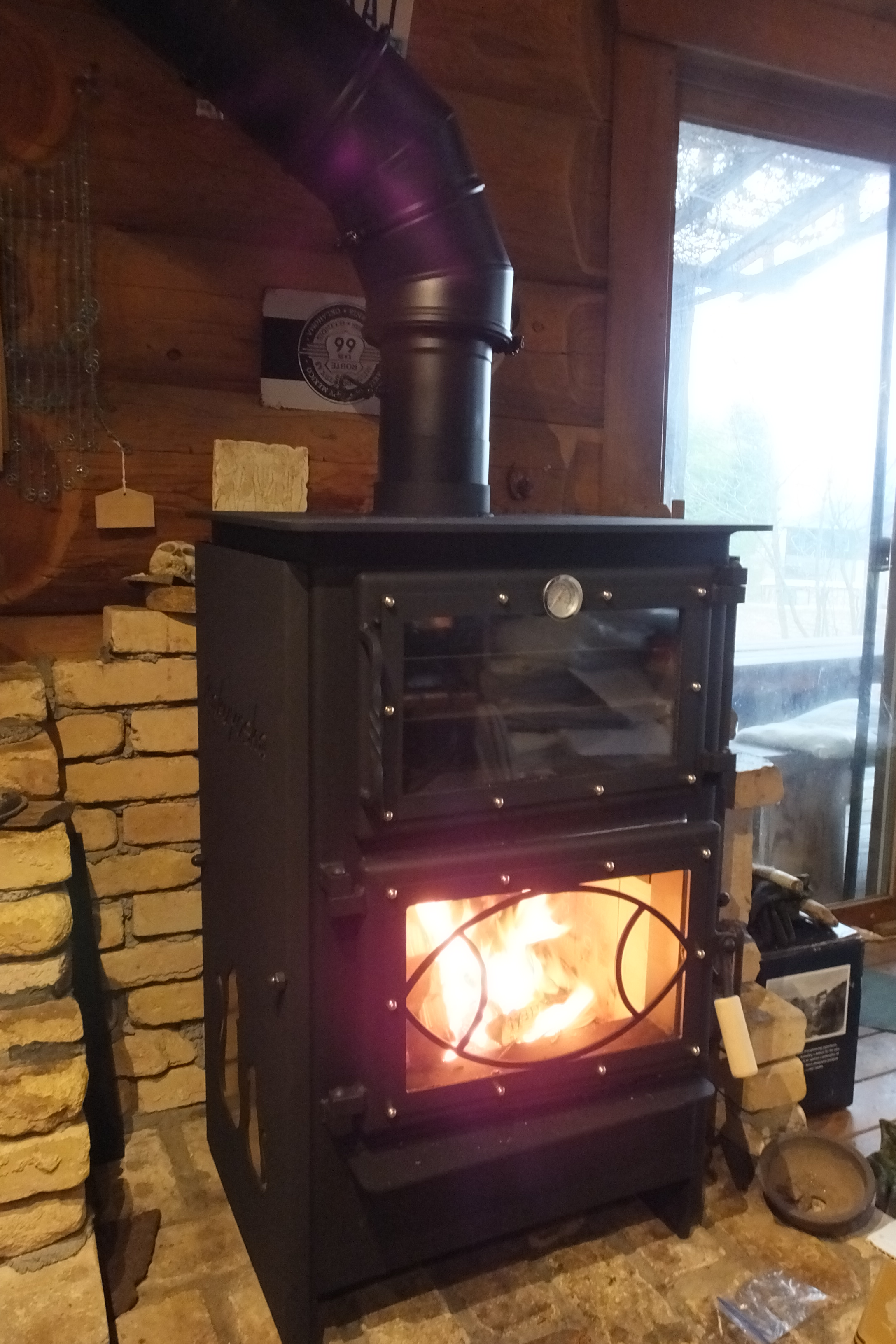
国産の薪ストーブ（岡崎建設）
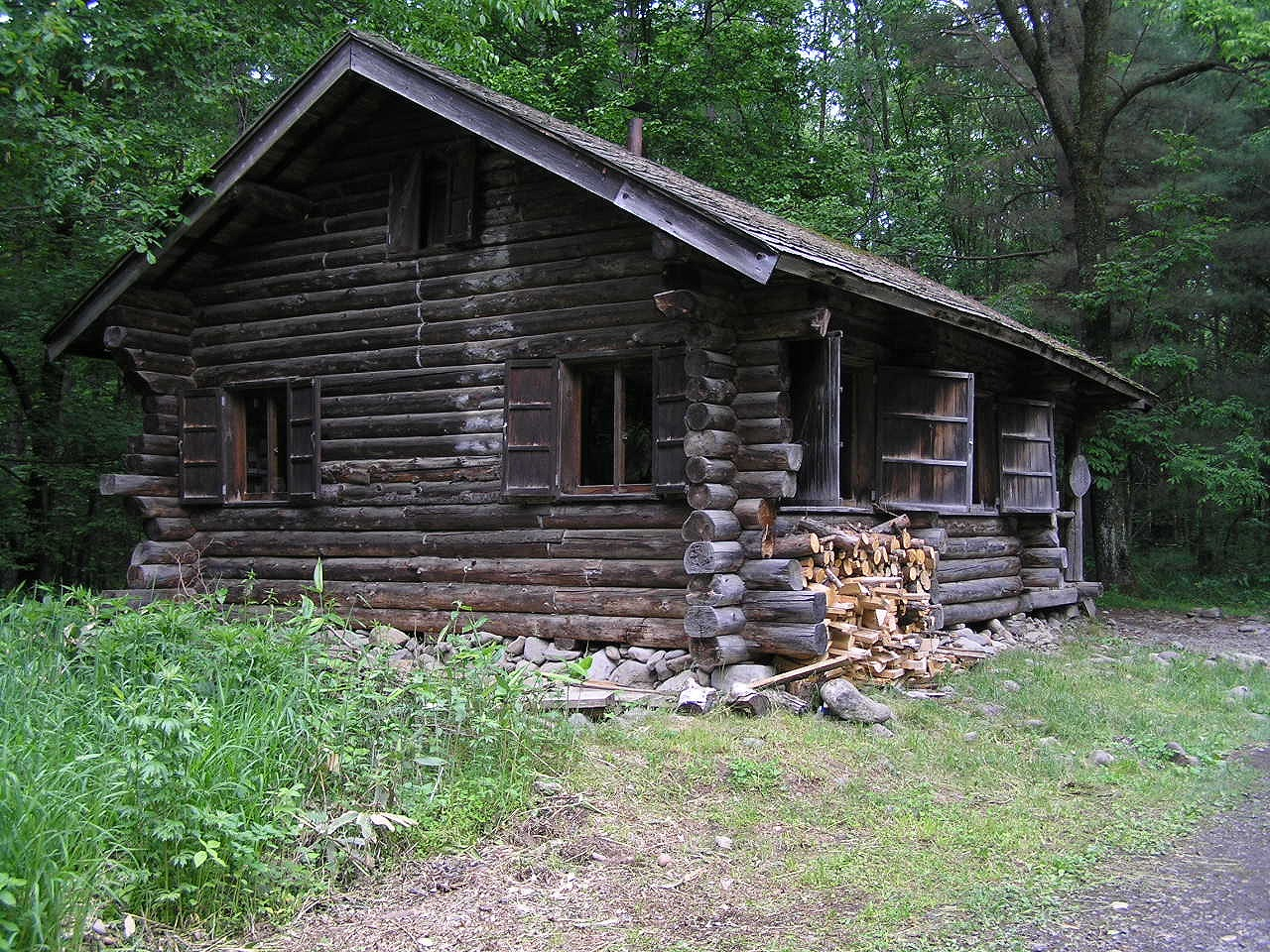
ログハウスに設置された薪ストーブ

#### 日本暖炉ストーブ協会(JFSA)
業界団体として日本暖炉ストーブ協会(Japan Fireplace & Stove Association :JFSA)が設立されている。薪ストーブを「人や環境に優しい」として、普及を図っている一般社団法人である。安全講習会の開催や、技術者の認定制度などを主催している。農林水産省の庁舎にある施設である「消費者の部屋」への薪ストーブの設置を請け負い、また環境省発行の「薪・ペレットストーブの環境にやさしい使い方」、「木質バイオマスストーブ環境ガイドライン」の策定に際し監修を務めるなど、行政との関わりを持っている。
理事長の高橋英輔は薪ストーブ関連のトラブルについて、メンテナンスや薪の乾燥を行えば不完全燃焼と悪臭は低減できると主張している。

#### 法的規制
2023年現在、日本では薪ストーブの製造販売、購入、設置、使用のいずれにおいても法律や地方条例による規制および基準は全く存在していない。機器認証制度による排煙規制や、Smoke Control Areaのような保護地域の設定、薪などの燃料の品質規制も行われていない。

#### 近隣被害

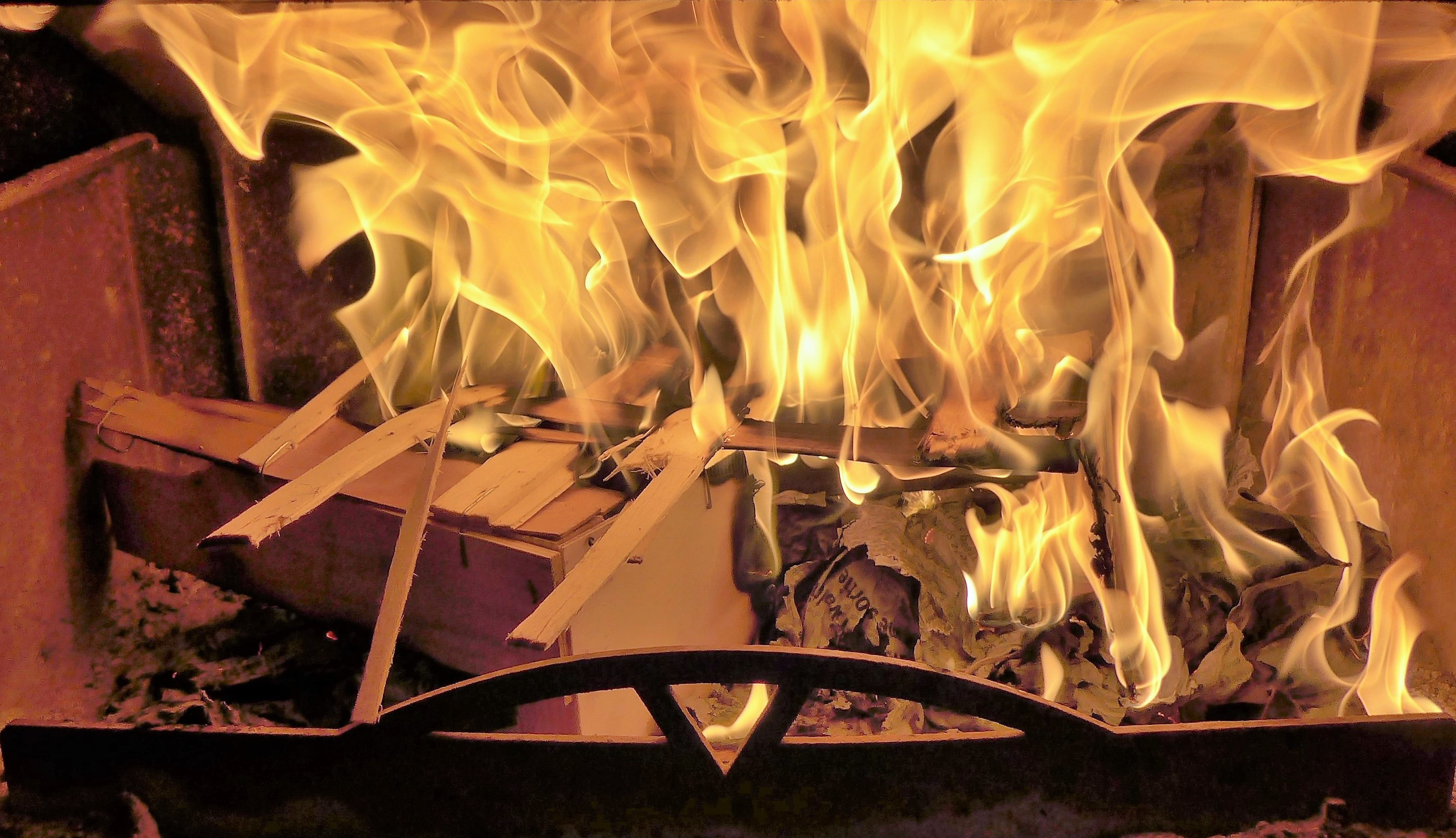
古紙、廃材などのゴミが燃やされている薪ストーブ

環境省が制作した「木質バイオマスストーブ環境ガイドライン」でのアンケート調査から、次のようなトラブル例が紹介されている。
- 乾燥した薪を使い煙突も十分高くしたつもりだったが隣人から悪臭と息苦しさのクレームが付き、さらに1メートル煙突を高くしたが改善されなかった
- 薪ストーブによる煙の被害に対し被害者が訴訟を起こした。薪ストーブ利用者側が敗訴し使用禁止を命じる判決が下った
- 近所からクレームが付き、市役所に相談したら住民同士で解決してくれと言われた。近所の人に年間10回ほどだけ使用する許可を求めたが拒否され、近所に不快な思いをさせたくはないので自主的に使用をやめた
- 薪ストーブ利用者がゴミやプラスチック、生木を燃やした
- 煙が逆流し、火災報知器が作動した
- 薪ストーブから出火、火災を起こし家が全焼、火傷した

#### 薪ストーブの使用実態
長野県により2011年に行われた薪ストーブ使用者への実態調査によると、80%以上の人が30m以内に人家があるにもかかわらず薪ストーブを導入しており、さらに27%の人が郊外の住宅地で、11%の人が市街地で使用していた。

#### 自治体による対応
法律及び条例による規制が存在しないため、自治体は以下のような注意喚起は行うが薪ストーブ関連の個別のトラブル事案には一切関与できず、住民同士で解決するしかないという立場を取っている。

##### 自治体からの注意喚起

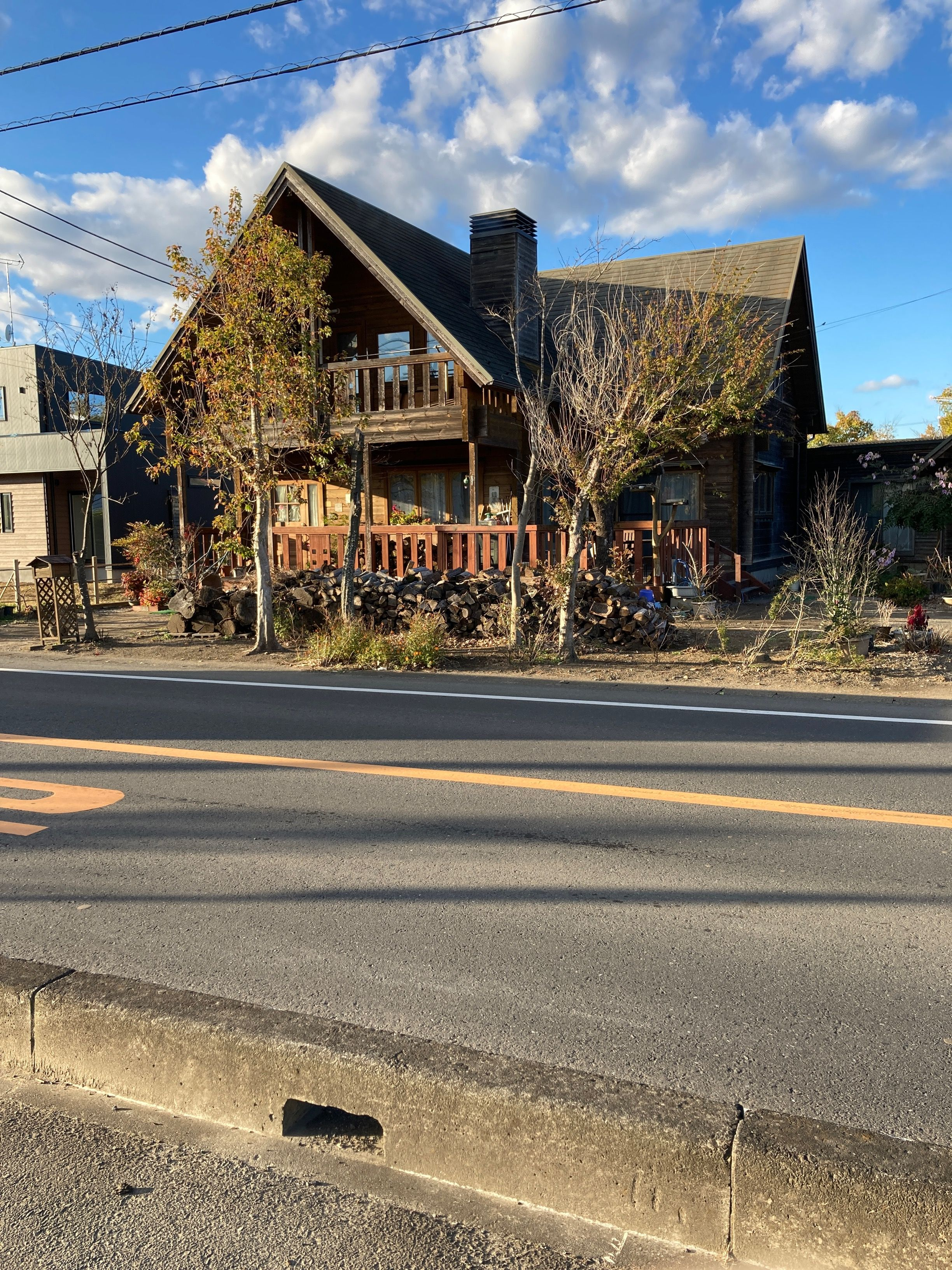
薪ストーブと屋外で雨ざらしになっている薪

薪ストーブによる大気汚染で近隣住民とのトラブルの多発や苦情の投書が寄せられている事態を受け、多くの自治体から注意喚起が行われているが、法整備が追いついていないため強制力はない。自治体から発せられた注意としては、次のようなものがある。
- 家庭ごみの焼却はしないこと（廃棄物処理法により禁止されている）
- 接着剤、塗料が使用されている合板など科学処理された木材および建設廃材等は燃やさないこと
- 薪は十分に乾燥させること（果樹などの剪定枝の場合も同様。針葉樹は半年以上、広葉樹は１年以上乾燥させること。薪が湿っていると燃焼温度が低下し多量の煙やスス、タールを発生させる。乾燥した薪は叩くとカンカンと乾いた音がする）
- 薪を屋外に保管する場合は地面から離し濡れないように覆いを掛けること
- 薪割りの騒音にも気をつけること
- 薪を一度にたくさん入れ過ぎないこと
- 炉内への空気（酸素）の吸入量を適正にし、炉内温度を高く保つこと（不完全燃焼を避ける）
- こまめなメンテナンスを行うこと（シーズン前後、シーズン中の清掃、数年に一度専門業者によるフルメンテナンスの実施）
- 設置前に、煙突の位置、高さ等について専門家と工務店を交えて十分検討、考慮すること。次のような場合は避ける
  - 煙突が隣家に近い
  - 煙突が隣の家よりも低い
- 設置前に、専門家を伴い近隣への事前説明をし了解を得ること。次のような場合は避ける
  - 近所に呼吸器疾患を持っている住民がいる
- 定期的に近隣住民に「煙で迷惑がかかっていないか」うかがい、問題があればあらためること

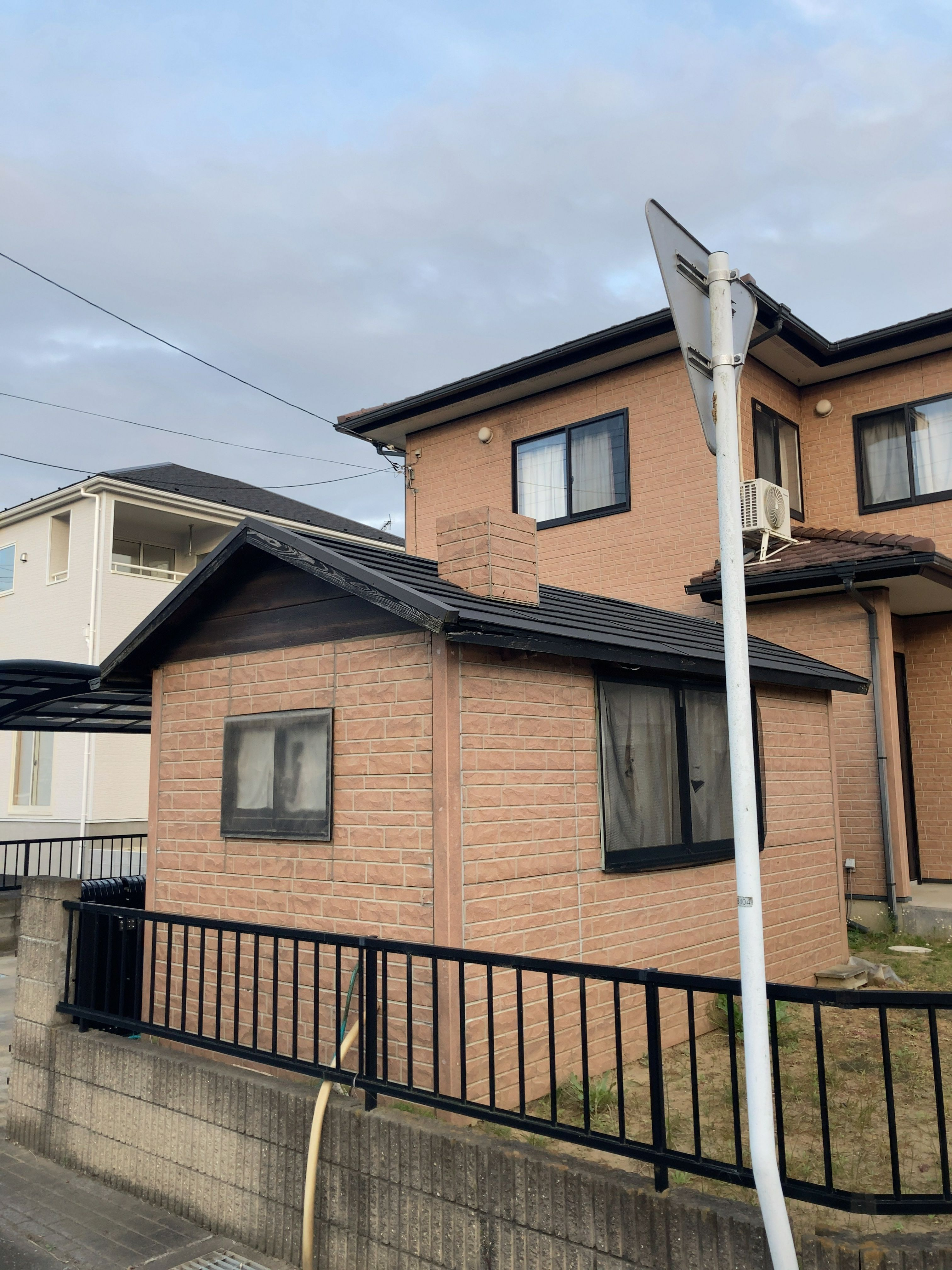
煙突が低い住宅地の薪ストーブ
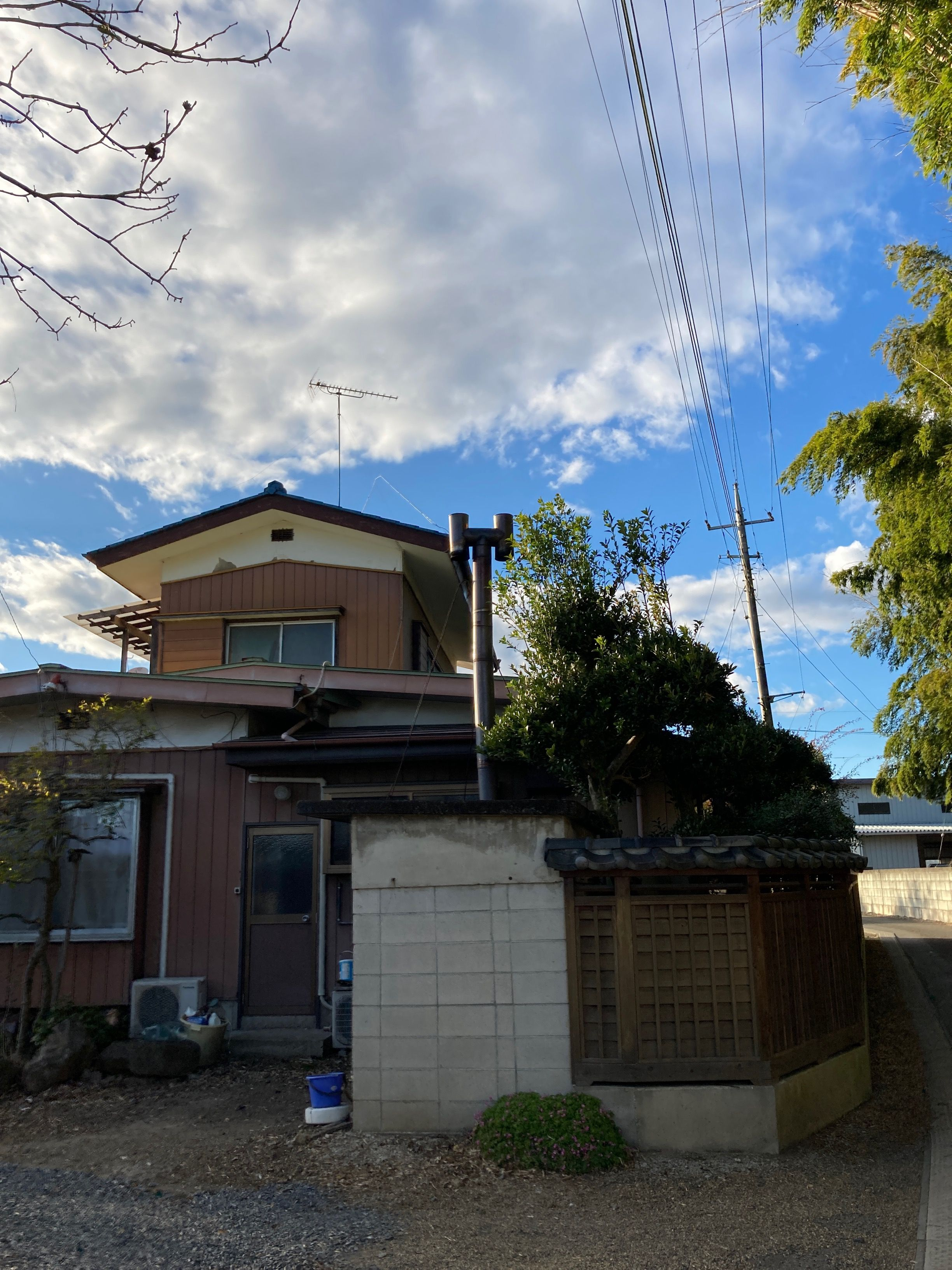
低い煙突
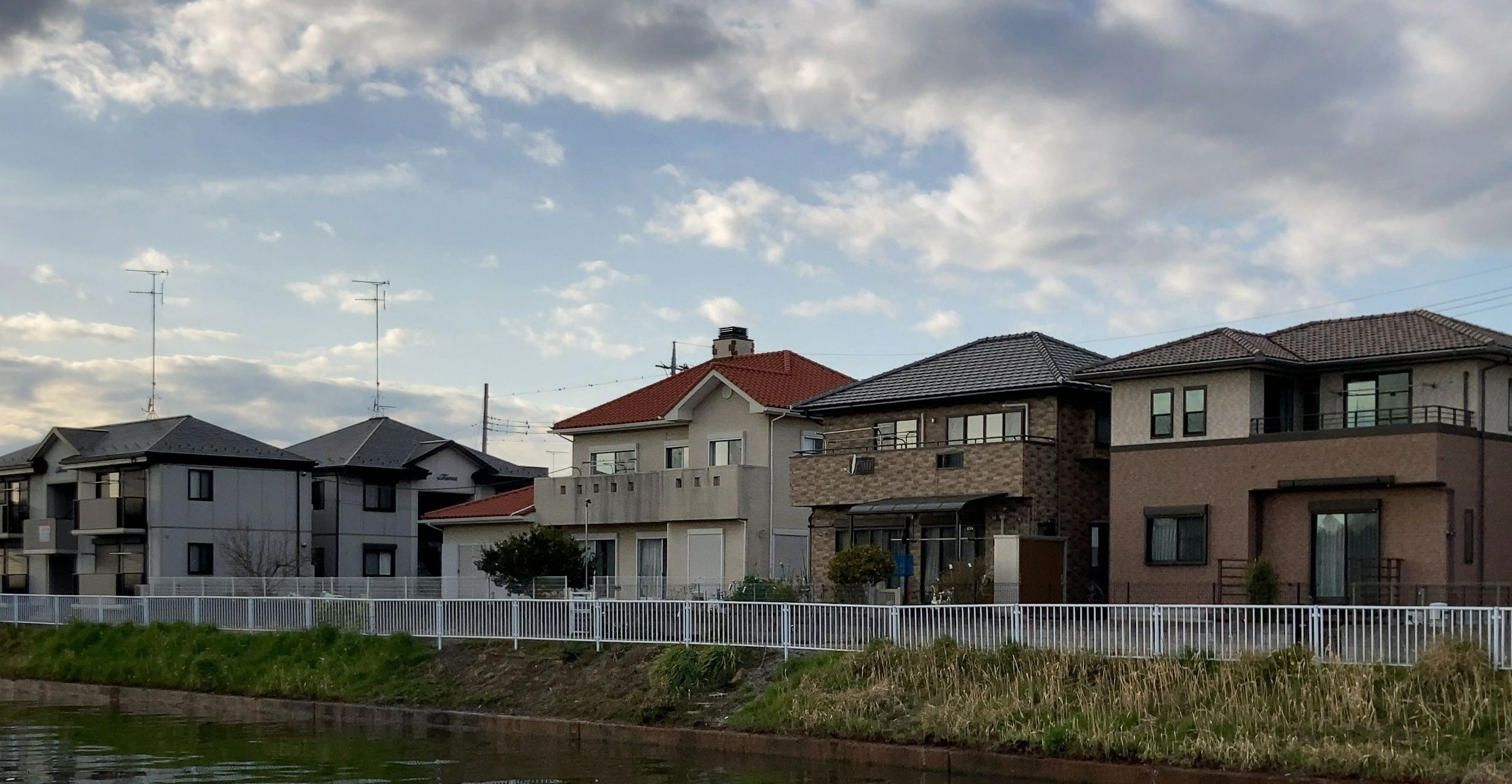
住宅密集地の薪ストーブ

#### 廃棄物の焼却
建設現場で伐採した木、街路樹や果樹から排出される剪定枝、ダムや河川の流木などは本来廃棄物であり、通常清掃工場に搬入して有料で処分されるが、国や自治体、事業者が処分コスト削減のために薪ストーブ用として無料で提供していることがある。
こうした切断直後の生木や濡れた木材は燃やすと大量の煤を出し、薪（燃料）としては使えず、十分な乾燥処理を行う必要があるが、乾燥状態や燃料として使う場合の注意などは記載されていない。

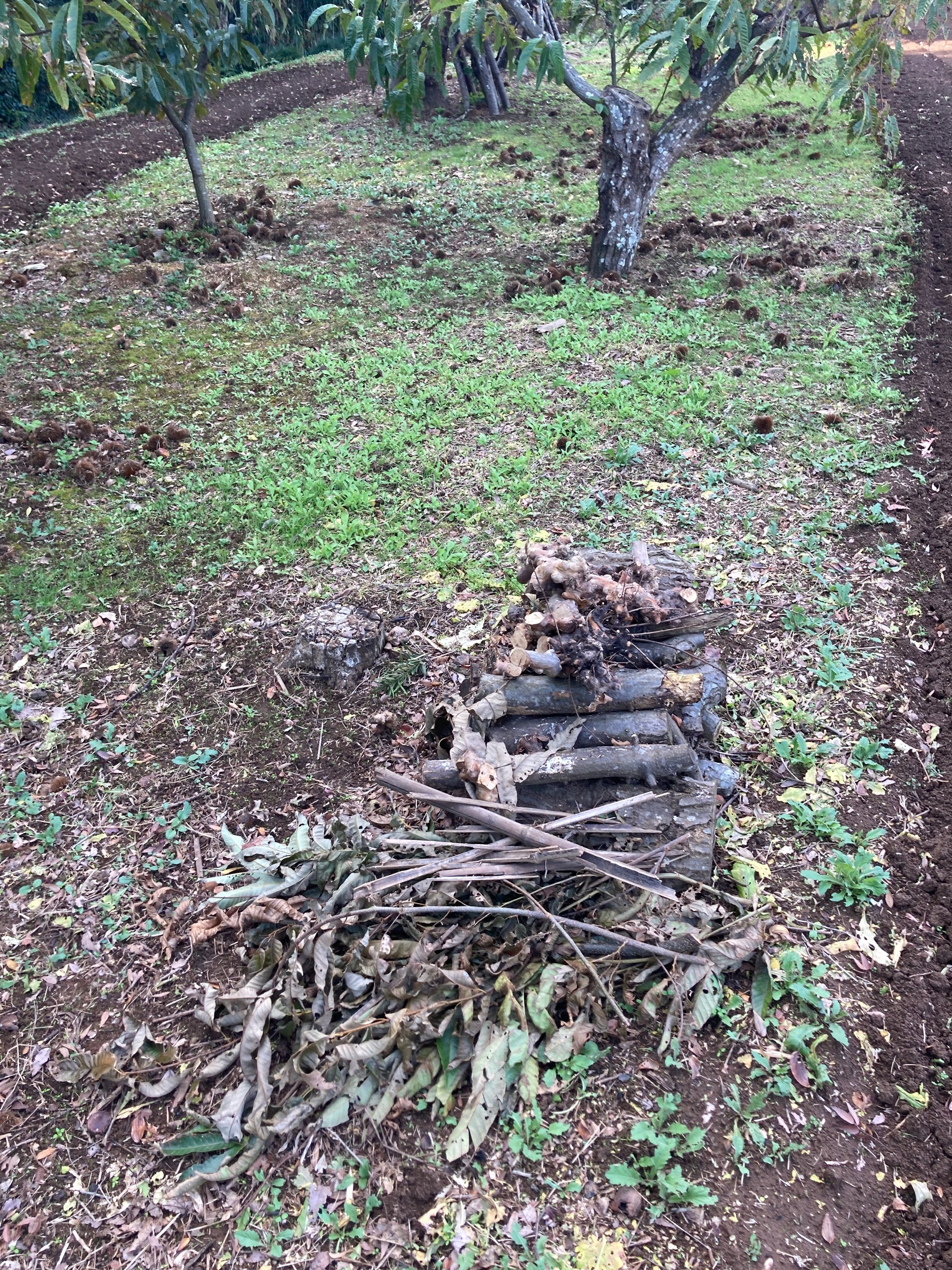
剪定枝
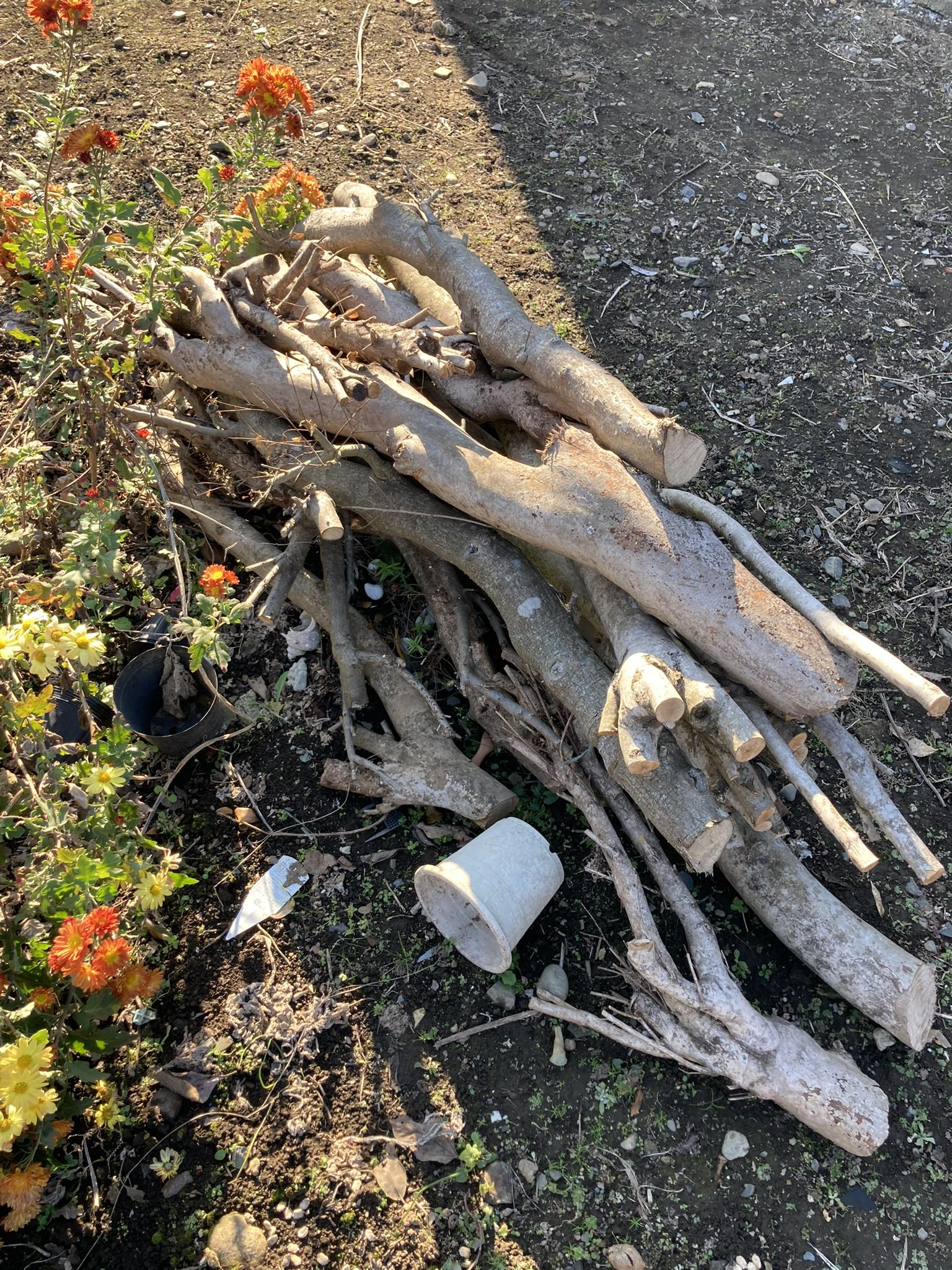
雨ざらしの剪定枝
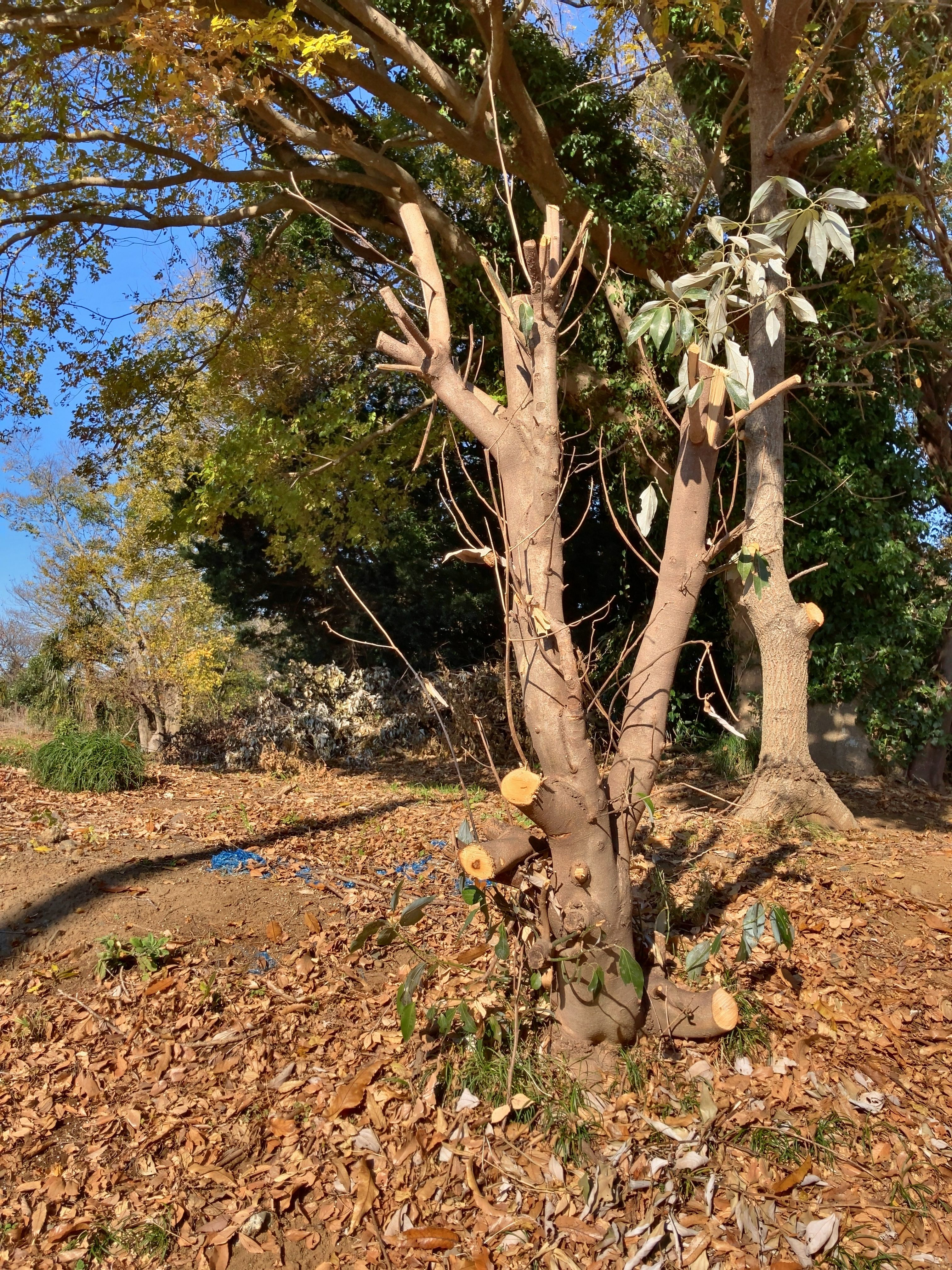
剪定されたあとの木

### 国外

#### アメリカ

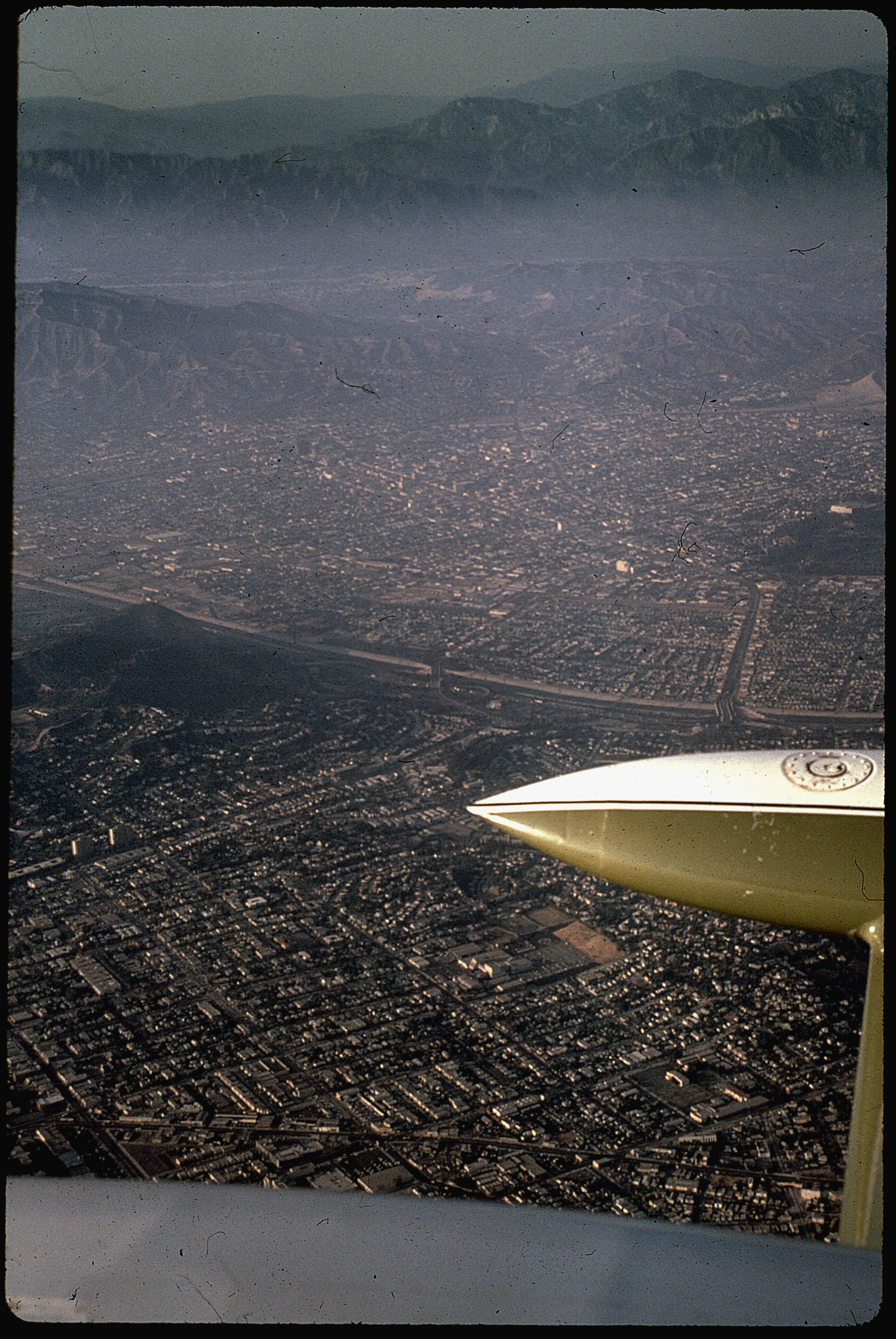
アメリカ・カルフォルニア州のロサンゼルス。機内から見たスモッグ

アメリカ合衆国環境保護庁(EPA)により、薪ストーブへの厳しい認証制度が設けられている。米国では薪ストーブの販売にはEPA認証をクリアすることが義務付けられている。2020年、EPAは排煙中の汚染物質（粒子状物質）の量の上限を2.0g/hに引き下げた。

##### カルフォルニア州
カルフォルニア州では冬期の汚染物質の30-90%が薪ストーブに由来しており、汚染を抑制するため州法により薪ストーブ規制法が制定されている。薪ストーブを使用してはいけない日(No Burn Day)が定められ、また汚染がひどい日は薪ストーブ禁止の警報（Spare the Air警報）が発せられる。

##### ワシントン州
ワシントン州では州のwebサイトで薪ストーブ使用者に対し、州の規則や周囲に迷惑をかけない使用方法を説明している。
説明されている情報は次のようなものである。
- 周囲に害を与える方法で薪ストーブを使用してはならない
- 薪ストーブがその家にある唯一の暖房でない限り、薪ストーブを使用してはならない
- EPA認証を受けていない薪ストーブは使用してはならない
- 乾いた木（薪）のみを燃やすこと（薪を割って積み上げた状態で防雨カバーをかけ、1年間乾かすこと）
- 空気（酸素）を十分取り入れて燃焼させること
- ゴミ、塗装や防腐剤で処理されている木材、プラスチック、ゴム、動物の死体、その他煙や悪臭の原因になるものを燃やしてはならない
- 古い薪ストーブを販売、譲渡してはならない
- 目で見える煙を6分以上連続で出してはならない

またワシントン州では新たに建設される住居には電気ヒートポンプ式の暖房の設置が義務付けられる
。

##### その他の州
- オレゴン州環境局は住宅の売却時に未認証の薪ストーブを撤去することを求めており、またその際にヒートポンプを設置することを推奨している。また、保健当局はマルトノマ郡で秋、冬に汚染の高まりに対応して燃焼禁止令を4度発令した。その後、通年で禁止令を出す可能性があると発表している。
- ポートランドのマルトノマ郡では2021年に木煙公害に関する会議が開かれた後、EPA認定されている薪ストーブであっても使用を控えるよう勧告が出された。
- カルフォルニア・バークレー、ベイエリア等では厳しい規制が敷かれ、罰金は初犯100ドル、再犯500ドル以上と設定されている。また、薪ストーブ使用を制限する"空気を大事にせよ!"の日が設けられている。
- ユタ州では環境局(the Utah Department of Environmental Quality's Division of Air Quality)により、冬期の薪ストーブ使用規制が行われる。冬は大気中に逆転層が成立することにより大気が滞留し、薪ストーブのばい煙による汚染が深刻化するため。規制は任意ではなく強制であり、違反した場合は罰金が課せられる[23][90][91][92]。

#### カナダ

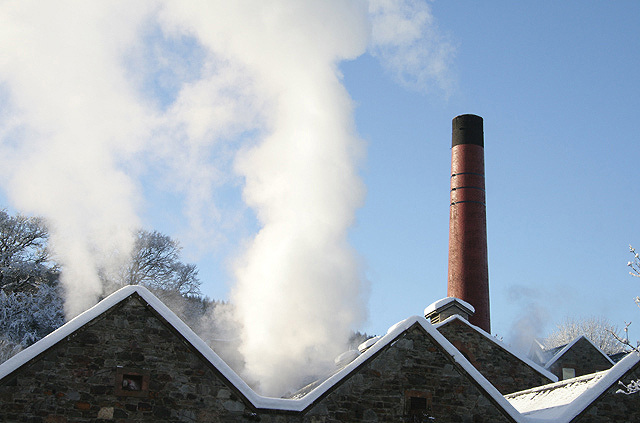
アボッツフォードの煙突からの煙

カナダの多くの自治体では家庭での薪ストーブの使用が原因で大気汚染が発生しており、カナダ肺協会(en: Canadian Lung Association)は住宅地で薪を燃やさないことを推奨した。
カナダ政府のwebサイトでは、薪ストーブについて煙の健康への悪影響や侵入経路、事故の危険性、適切な取り扱いに関して情報公開及び注意喚起が行われている。
特に重要なこととして薪の煙は山火事の煙と同様に有害な汚染物質を多く含み危険であり、煙探知機と一酸化炭素(CO)検知器を設置することを勧めている。
カナダ国内の規制は、基準に満たない暖炉、薪ストーブの使用は原則禁止され、また使用許可を得るには役所に申告する必要がある。違反した場合、罰金が課せられる。
ブリティッシュコロンビア州では、薪ストーブによる煙を規制するため迷惑防止条例の改正が採択された。
修正案では木煙が「私有地や公共を汚染し、その使用を妨げる」ものとしている。
違反に対しては罰則が設けられる。

#### ヨーロッパ
CO2排出削減のための政府によるバイオマス燃焼切り替え補助金プログラムが広く行われていたが、これについて2010年時点で科学者たちにより「薪ストーブや暖炉を使った家庭での薪の燃焼につながる」可能性が警告されていた。2016年には家庭での薪の燃焼がロンドンで排出される粒子状汚染の第2位の原因となり、2018年にはpm2.5の総排出量の45％以上を占めるまでになっていた。
EU内における薪エネルギーの割合は、全エネルギーの内わずか約2.7％に過ぎないにもかかわらず、EU全体の大気汚染物質の約半分が薪の燃焼により放出されている計算となる。その後、EUは2022年に大気汚染に関する規制を強化し、基準に満たない暖房器具は使用禁止となった。
欧州環境機関(European Environment Agency: EEA)は、ヨーロッパの大気汚染についての報告書で、わずかながら改善されつつあるが未だ危険な水準にあり、また汚染物質のうちベンゾピレンはむしろ増加していることを指摘した。ベンゾピレンは薪などの木質燃料の煙に多く含まれる汚染物質であることから、薪ストーブとバイオマス燃料の利用が増えていることが原因と見られている。

##### イギリス

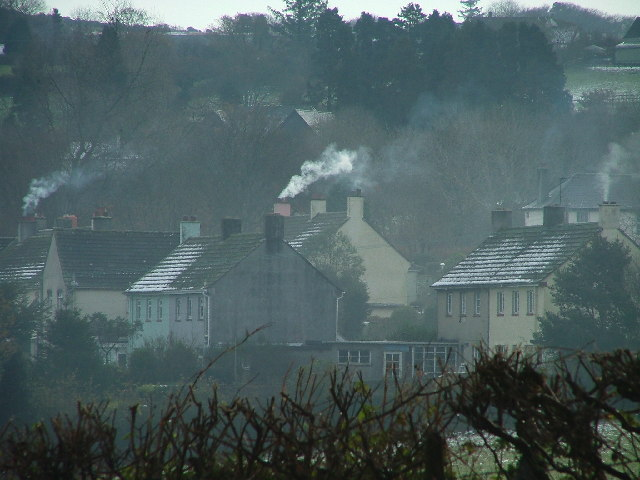
イギリス・ウォークハンプトン。19世紀から20世紀にかけての工業地帯を思わせるような煙を噴出させており、さながらスモッグのようになっている

薪ストーブ等の木材燃焼の暖房機器を使用しているのはイギリス人全体のうちわずか8%の人々であるにもかかわらず、薪ストーブや暖炉はイギリスの大気汚染の原因のうち17%もの割合を占めており、汚染源としては上位2番目に位置する。これは道路交通が占める割合である13%を上回る。
これまで広範な規制により石炭燃焼、産業、自動車による大気汚染の大幅な減少が達成されたにもかかわらず、その減少分とほぼ同量の汚染が家庭環境での木材燃焼 木質バイオマスの燃焼によって引き起こされていることがわかっている。
喘息の子供や病気の高齢者を家族に抱える人々から、不安の声が寄せられているという。
インペリアル・カレッジ・ロンドンの研究者は「人々は木は自然のものであるから木を燃やすのは無害である、と考えがち」と指摘した。
イギリス国内のリサーチにおいて、薪ストーブが年間10億ポンド相当の健康被害を引き起こしており、薪ストーブによる社会的損失は他暖房の40倍と試算された。同リサーチは、イギリスにおける大気汚染の半分はが屋内での木質燃焼に起因していること、European Public Health Alliance(EPHA)が暖房と調理による大気汚染を無視していること指摘した。解決策として木質バイオマスを燃料として使うことをやめ、太陽光発電とボイラーの組み合わせに移行することを提案している。他の研究データでも薪ストーブを1年間使用すると、ディーゼル車を約4年間使用した場合と同程度の社会的損失を引き起こすことが示された。別の研究では基準適合の薪ストーブであっても、最新式の輸送トラックの750倍のpm2.5汚染を引き起こす結果が示されており、保健衛生の科学者は「無煙燃料は存在しないため特に都市部では燃焼式暖房を選択するべきではない」と指摘している。
イギリスの環境保護団体Clean Air in Londonの調査によると2010年から2020年の間に薪ストーブの利用が急増しており、「公衆衛生上の大惨事であり薪ストーブの使用、販売を早急に禁止する必要がある」と述べる。
また、別の研究では、都市部において発がん性物質への暴露のうち50%が薪ストーブによるものという結果が出ており、さらに家庭内の空気質汚染レベルを3倍に上昇させているため、薪ストーブの販売には健康への警告表示を義務付けるべきと結論している。
また、同団体はEUによる2022年の薪ストーブの規制強化を評価したが、最終的には木質燃焼を全面禁止するべきとしている。
イギリスの環境保護団体Mums for Lungsは2027年までに薪ストーブを禁止するよう政府に要請している。英国では薪ストーブの苦情が6年間で19000件以上あるという。
イギリス政府は2019年に「Clean Air Strategy（大気正常化戦略）」を策定した。
イギリスでは薪用に未乾燥木材（生木）が多く販売されているが、2020年から石炭に加え、未乾燥の木材の販売に制限が課せられた。
未乾燥の木材を、一般家庭向けに薪として小売することは禁止された。
また2立方メートルを超える大量の未乾燥の木材を卸売する場合は、その取扱について乾燥方法などの注意書きを添えなければならない。
ウェールズとスコットランドでも同様の制限の実施が検討されている。
煙害対策の一環としてSmoke Control Areaが設定されている。指定されたエリア内では基準を満たさない燃焼機器、燃料の使用が制限される。違反した場合は犯罪として扱われ、1000£の罰金が課せられる。
また自治体は強制措置を取る権限を持つ。
オックスフォードでは23のエリアが設定されている。
- ロンドン

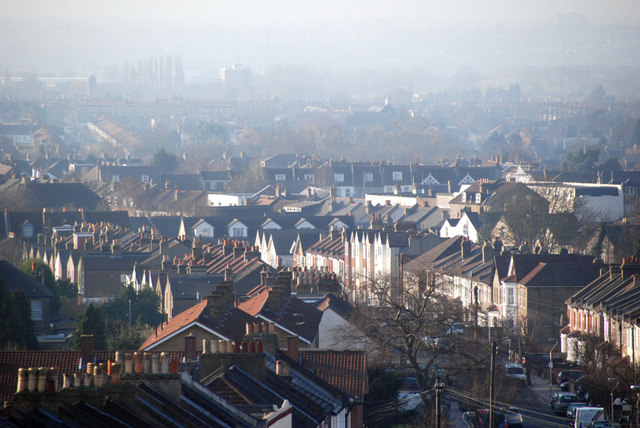
ロンドンの大気汚染

木質燃料によるこうした汚染の対策として、ロンドンではサディク・カーン市長は環境・食糧・農村地域省に対し汚染地域での薪や石炭などの非精製固体燃料の使用を禁止するよう求めている。
環境・食糧・農村地域省は大気質改善計画の策定を予定しており、その内容として乾燥が不十分でばい煙を大量に発生させる薪の使用に対して何らかの措置を行うとしている。
また、地方自治体に対しては煙害を取り締まる権限を新たに付与することなどを検討している。
- オックスフォード

オックスフォードではエネルギー価格の上昇に伴い安価な薪ストーブへの切り替えが進んでおり、2022年度には薪ストーブ販売台数が前年比で40%増加した。
こうした傾向を受け、オックスフォード市議会により「Do You Fuel Good?」を合言葉にした薪ストーブ反対のキャンペーンが行われている。
キャンペーンの内容は、薪ストーブや暖炉の使用者に対し、それらの環境および人体への有害性や他のクリーン暖房へ切り替える意義を教育することである。
強調される内容は以下のような物がある。
- オックスフォード市における微小粒子状物質（PM2.5）汚染の66％が家庭内の薪ストーブ、暖炉によるものである（交通機関によるものはわずか21％にすぎない）
- ばい煙に含まれる微粒子は人間の健康に深刻な影響を及ぼす（特に子どもや高齢者、喘息や肺気腫などの病気や症状を持つ人々）
- オックスフォードでの30歳以上の人のすべての死亡ケースのうち5.52%が微粒子（PM2.5）への長期暴露が原因で起こっている
- オックスフォードのほとんどの家庭には、薪ストーブよりもクリーンで安全な代替手段が存在する

また、同市議会により2021年から2025年までのスケジュールで空気改善計画を策定、承認された。
この計画では、薪の使用に関する問題とその対処のための具体的な対策が盛り込まれており、「Do You Fuel Good?」キャンペーンもその一環である。
- レスターシャー

レスターシャーでは薪ストーブから放出される汚染物質のモニタリング装置が設置された。
このプロジェクトは、環境・食料・農村地域省の資金提供による政府のキャンペーンの一環で、公害低減を目的としている。
また、固形燃料を燃焼させるということに対し人々がどのような習慣、認識を持っているかの調査も併せて行われる。
薪ストーブの利用者に対してより優れた機器への交換や煙突掃除、燃料の品質などについて啓発することを目的としている。
地区の空気環境担当者は、これまでの大気質モニタリングは交通関連の汚染源から排出される汚染物質（二酸化窒素など）に重点が置かれていたが、今回行われる新たな調査は戦略の変化を表していると述べている。
また、それに併せて自治体による追加の対策が求められるだろうとしている。
- リッチモンド

インペリアル・カレッジ・ロンドンでは、規格適合の比較的新しい薪ストーブによる汚染の実態を確かめるための調査を開始している。

###### スコットランド
薪ストーブを始めとする木質燃料の使用の増加が予想されており、それらの公衆衛生への影響を調査するため、約4年を費やす調査プロジェクトの実施が発表された。

##### フランス

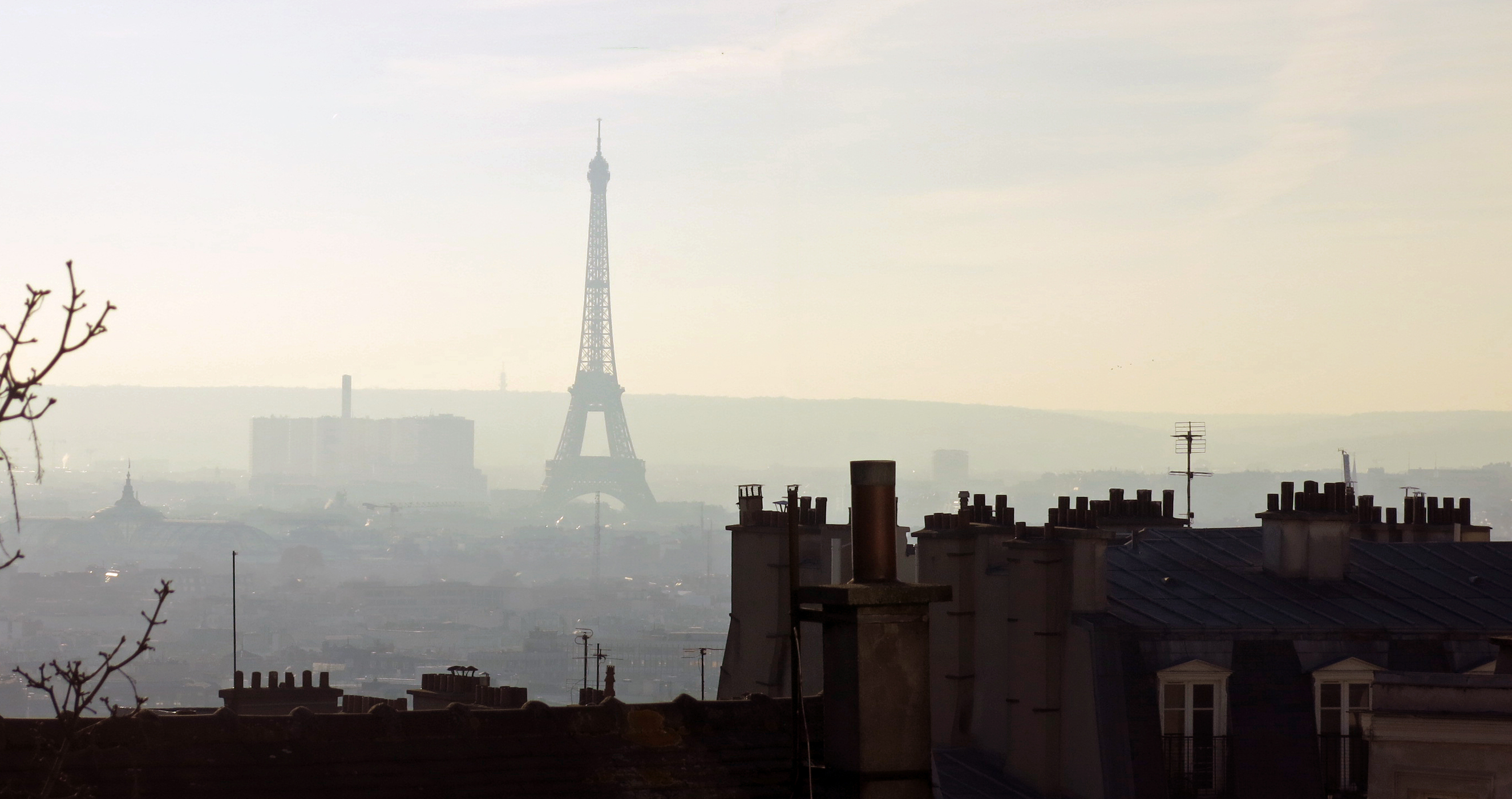
パリの大気汚染

フランス・アルプスでは子供が外で走ることができないほどに広く大気が汚染されている。主な原因は「木を燃やす習慣」であり、汚染の6～8割が薪ストーブや暖炉が原因だと示されている。住民たちによりデモが行われ、薪暖房禁止策が求められた。
2018年には、薪ストーブは国全体の粒子状物質による汚染のうちPM2.5では43％、PM1.0では55％を占めた。フランス公衆衛生庁（fr:Agence nationale de santé publique）はこれらに起因する死者は年間4万人に上ると述べる。これら薪ストーブ、暖炉による激しい汚染を受け、フランス環境省は家庭用薪ストーブ等による大気汚染を減少させるための計画を以下のように発表した。
- 木質燃料の使用が大気に及ぼす悪影響についての教育啓発
- よりクリーンな暖房装置への買替え促進制度の強化
- 暖房機器の性能向上。機器に付与される環境性能を表すラベルに、空気質を考慮したグレードを新設。
- 燃料の品質の向上。低含水率であること、持続可能な森林管理によるものであることを表すラベルを新設。含水率の上限の設定
- 汚染が激しい地域における木質燃料暖房の規制強化

##### ドイツ

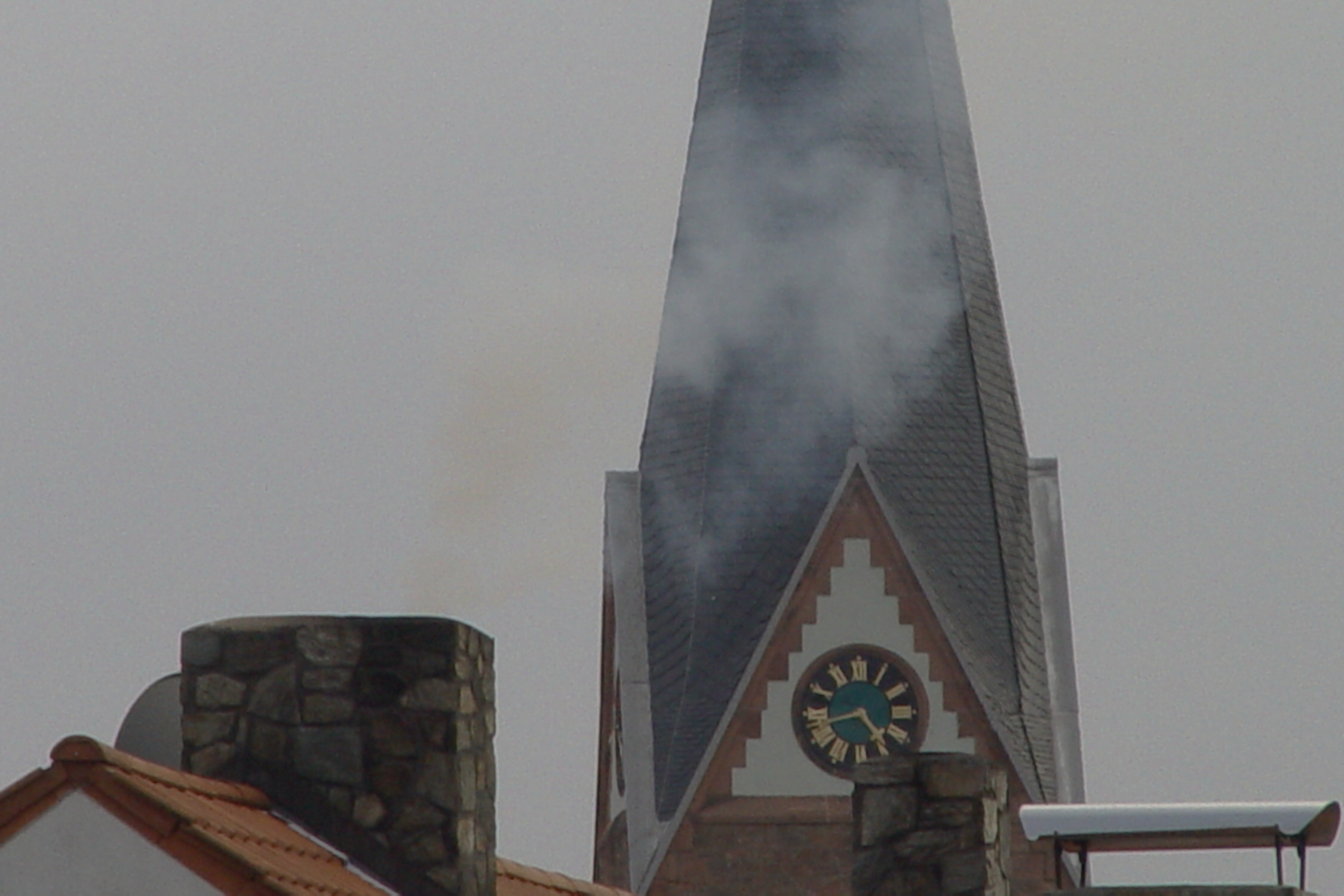
ドイツの薪ストーブの煙突と、褐色のばい煙

ドイツでは1500万台の暖炉および薪ストーブが設置されており、公害の原因となっている。
ドイツではドイツ連邦排出規制法により薪ストーブの使用方法や設置が厳しく規制されており、煙突掃除人によるメンテナンスおよび監査が行われているが、ドイツ西部のアーヘンで働く煙突掃除人による証言では、履き古した靴や油を染み込ませた薪、解体したクローゼットなどのゴミが燃やされていると報告されている。これら薬剤や塗料で処理されたものを燃焼させた結果、ダイオキシンが発生し大気や土壌を汚染している。
また薪の品質についても、水分がクリーンバーン（完全燃焼）の妨げになるため、含水率25％以上の薪を燃やすことは禁止されているが、これも完全には遵守されていない。
ドイツ国内において薪ストーブの煙突から排出される汚染物質の量は年間3万トン以上に達しており、アーヘン市環境保護局は公害原因を薪ストーブと定め、薪ストーブの規制を初めとする大気汚染防止プログラムを制定した。
ドイツ連邦環境庁(en:Umweltbundesamt)は、薪はエネルギー効率が非常に悪く、石油や天然ガスなどの他の燃料と比較して著しく大量の汚染物質を放出し、住宅地における大気汚染の原因であること、室内の空気も著しく汚染すること、
また火災の危険もあり使用者自身や近隣住民の健康に悪影響があることを警告している。
具体的には呼吸器疾患、脳卒中、がん、認知症、パーキンソン病などの神経疾患の関連が提示されている。
また連邦排出規制を守らない薪ストーブの使用は軽犯罪ではなく重大な違反行為として扱うべきであり、コミュニケーションを取って解決するべきとしている。具体的には、被害を受けた場合は行為者に対し薪ストーブ規制法および薪ストーブの危険性や、薪の水分測定器を使うべきであること、薪ストーブの使用を控える必要があることなどを苦情として伝えること、その上で苦情が無視されたのであれば自治体や環境保護団体に連絡することを勧めている。
また、迷惑をかけてしまい苦情を受けた行為者に対しては、正直に近所と話し合い解決にもっていくことを勧めている。
コペンハーゲン市長は薪ストーブの使用を禁止し新暖房への切り替えを促している。

##### イタリア
イタリアの大気汚染はヨーロッパの中でもひどい部類に入ると認識されているが、中でもイタリアンピザ発祥の地とされ、薪を使用する薪ストーブ型の石窯（ピザ窯）が多いナポリ県のサン・ヴィタリアーノ市は特に汚染されており、2015年の大気汚染の観測データによる基準値超過回数の比較では、同じく汚染がひどいイタリアの都市ミラノの86回に対しサン・ヴィタリアーノは114回であった。
大気汚染公害を低減するために薪ストーブ型の石窯を使った伝統的なピザ製法に対する禁止令が出された。
利用を再開するには汚染物質を低減するフィルタを設置することが求められる。
この禁止令は警察による巡回により精査され、違反した場合は最高1032ユーロ（1130ドル）の罰金を科せられる。
ナポリで発行されている日刊紙であるIl Mattino紙は、サン・ヴィタリアーノの大気は北京以上に汚染されており、（イタリア内において大気汚染がひどい都市である）ナポリの空気が「芳香で満たされた庭園」に思えると書いている。

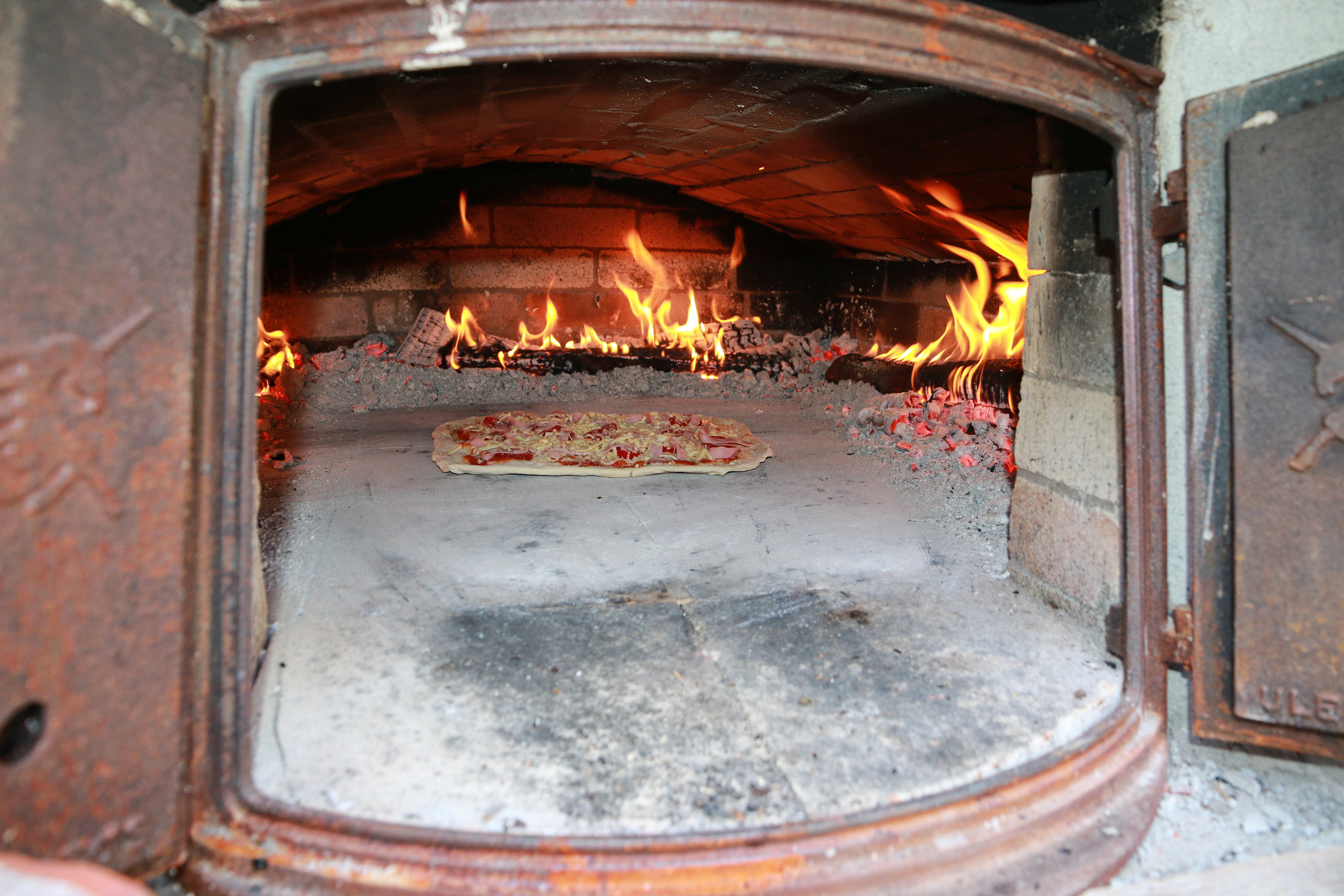
禁止令の対象となった薪ストーブ型のピザ窯

##### デンマーク
デンマークでは大気汚染により毎年約4000人が早死している。デンマーク政府は大気汚染元の一つとして薪ストーブを挙げており、1億4900万デンマーク・クローネの予算を組んで「きれいな空気をデンマーク国民に」と銘した大気汚染浄化政策を実施し、またデンマーク議会は大気汚染対策のために、政府に対し2023年から旧式の薪ストーブを禁止する権限を与えた。
デンマークの気候・エネルギー相であるDan Jørgensenは国民に向けて薪ストーブの使用を中止し、廃棄することを呼びかけた。

##### ギリシャ
ギリシャのアテネの大気を1年間採取するリサーチを行った研究者は「薪を燃やすのをやめればよい。薪ストーブは欧州全域で使われており、EUが行動を起こすことは公衆衛生に大きな利益がある」と結論づけている。

##### ノルウェー
ノルウェーでは薪の使用による大気汚染が深刻化している。
ノルウェイ大気研究所によると、ノルウェーでは薪ストーブは二番目に普及している暖房器具であり、そのため大気汚染の主因となっている。ノルウェーの大気汚染の内、ほぼ全量が薪ストーブによる粒子状物質によっており、年間pm2.5の排出量は800トン以上にのぼる。

##### フィンランド
フィンランドの大気汚染を低減させる上で最も有効な政策を研究するリサーチでは、住宅用暖房での薪の使用を制限することが最も有効であるとしている。

##### スウェーデン
スウェーデン環境保護庁（SEPA）は、古い薪ストーブは危険な公害の原因であるとして、段階的な廃止を提案した。控えめに見積もっても、毎年約1000人のスウェーデン人が木質燃料暖房による汚染が原因で早死にしているという。また、スウェーデン喘息・アレルギー協会も、深刻な問題があることを確認している。スウェーデン環境研究所とウメオ大学の2018年の研究によると、同国では大気汚染に寄って年間約7600人の早期死亡が発生しており、死者一人につき少なくとも年間560億クローネ（53億ユーロ）の社会的コストがかかっている。

##### オランダ
ナイメーヘン市では、薪ストーブの使用および汚染の抑制するための補助金制度が設置された。
薪ストーブの古い排ガス設備の撤去、排煙用の触媒フィルタの設置のために補助金を受け取れる。
また、補助金利用の条件として、市が主催する煙害防止の教育ワークショップを受講する義務が課せられる。
ナイメーヘンでは「トラブルメーカーにならないように」という薪ストーブ使用者を対象とした教育キャンペーンも併せて行われる。
「暖炉を1時間使用すると、ナイメーヘンからミラノまでトラックで移動した場合と同じだけ空気が汚染される」といった啓発情報を目的としたものである。
アムステルダムでは薪ストーブの煙に対する苦情が増加傾向にある。苦情は冬期に集中している。窓を締めていても煙が侵入してくるという。通報者からは主に頭痛、目の痛み、喘息など呼吸器疾患の悪化が報告されるという。
ユトレヒトでは、薪ストーブや暖炉による汚染のため、クリーン暖房への交換費用として最高2,000ユーロの補助金を提供すると発表した。

#### オセアニア

##### オーストラリア
喘息患者団体の「Asthma Australia」はオーストラリア政府に対し薪ストーブの禁止を要請している。
また薪ストーブに対する認識の調査が行われ、全オーストラリア国民の77%が都市、市街地では薪ストーブを使用すべきでないと考えており、また54%の人々が完全に禁止することに賛成という調査結果が発表された。
シドニーではわずか4.4%の人達が薪ストーブを使用しているが、彼らの排出する汚染物質の量は冬の大気汚染全体の25%に相当するという。
クイーンズランド州・ブリスベンでは全ての薪ストーブは健康に有害であること、薪ストーブの使用者は隣人やコミュニティの煙害を防ぐ責任があることが明言され、薪ストーブ関連の苦情が申し立てられた場合は環境保護法のもと次のような手続きが行われる。
- 苦情の調査が開始される
- 薪ストーブの使用者に対し、より害の少ない使い方を書いた封書が送られる（乾燥していない薪は使わないなど）
- 煙害の事実関係の記録が保存される
- その後も煙害が続いた場合は警告が発せられる
- 警告を無視した場合、強制措置が取られる

アーミデールでの家庭の薪ストーブの健康コスト算出リサーチでは、薪ストーブによる大気汚染が毎年14人の早期死亡につながっていると推定した。
この問題は解決可能であり、すなわち薪を燃やすのをやめればよいと結論付けられ、タスマニアのロンセストンでは薪ストーブからの切り替えプログラムが実施された。その結果、冬場の呼吸器系の死亡が28％、心臓系の死亡が20％減少する成果を上げた。この研究に関わったタスマニア大学の教授は「薪ストーブをより汚染度の低い暖房器具に置き換えることはすぐ採算が取れ、薪の煙に関連する病気や死亡を回避することが可能である」という。また、CO2を減らし、かつ大気汚染を低減するには、木質バイオマスを燃焼させることよりも断熱材を厚くすることが効果的とされる。

##### ニュージーランド
ニュージーランド環境省は、新たな大気汚染規制を発表し、その中には旧式の薪ストーブを規制することや置き換え支援制度の設置が含まれた。WHOが推奨する大気汚染レベルに対応するため。
これらの禁止措置により、10年間で9770万ドルの費用と引き換えに8億2000万ドルの医療費が削減できると見込まれている。大気汚染の原因であるPM2.5への暴露が低減されることで、早死、呼吸器疾患、心疾患、大気汚染による屋外活動の制限が減少することなどによる。

## その他

### 薪ストーブを模した商品

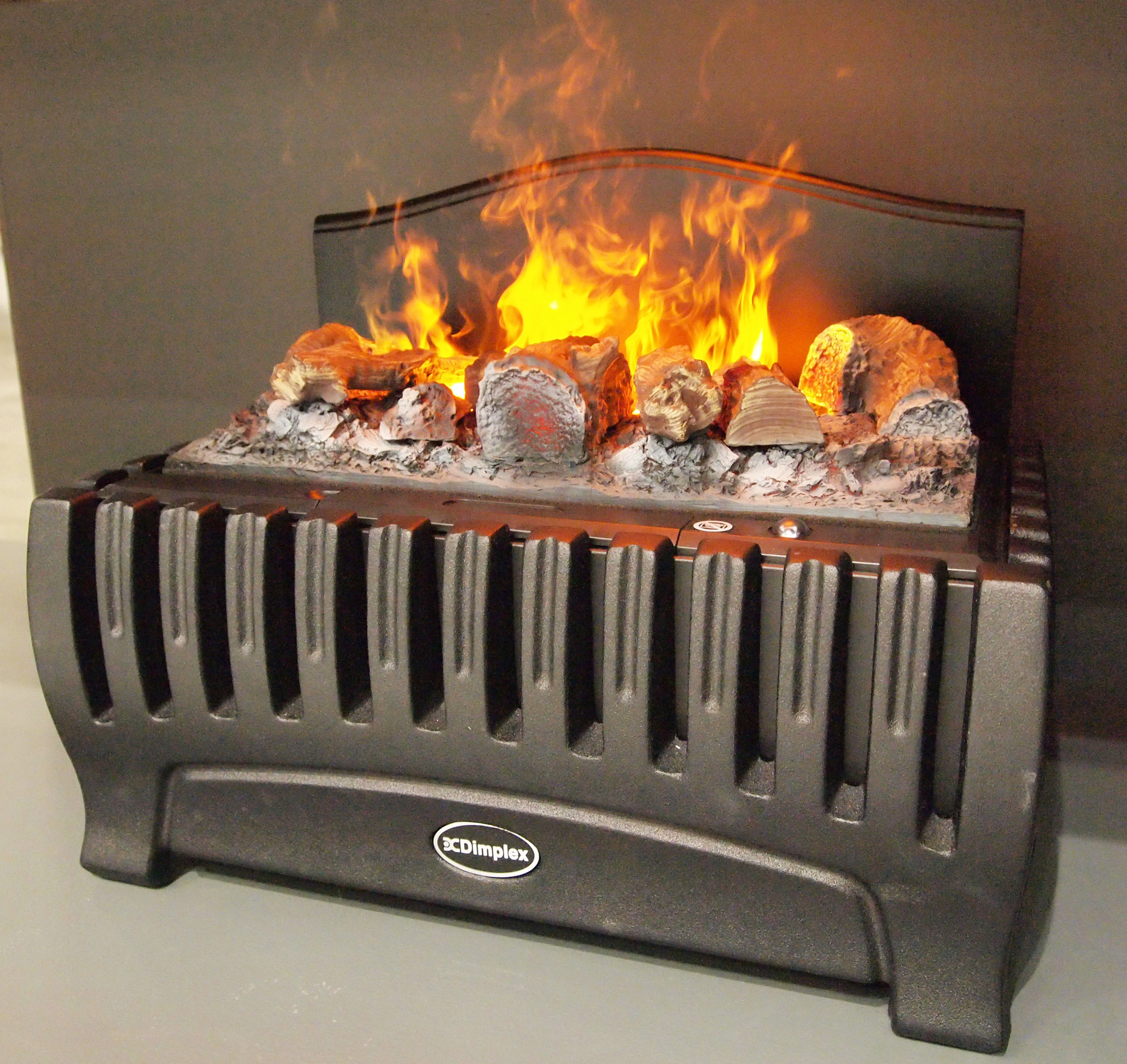
電気暖炉(Electric Fireplace)と疑似炎

薪ストーブのような外観を持った電気ヒーターが「電気暖炉」などと呼ばれ市販されている。
光と水蒸気を利用して再現されたイミテーションの炎（擬似炎）が設置されており、薪ストーブのような雰囲気が表現されインテリア性の高い暖房器具として作られている。
水蒸気は室内に放出されるため、加湿器としての機能も兼ねている。
内部的には電気式のファンヒーターであり、火を使わず煙は出ないので煙突はない。
またファンヒーターであるため本体も熱くならず安全性が高いので、子供やペットが手を触れても安全である。

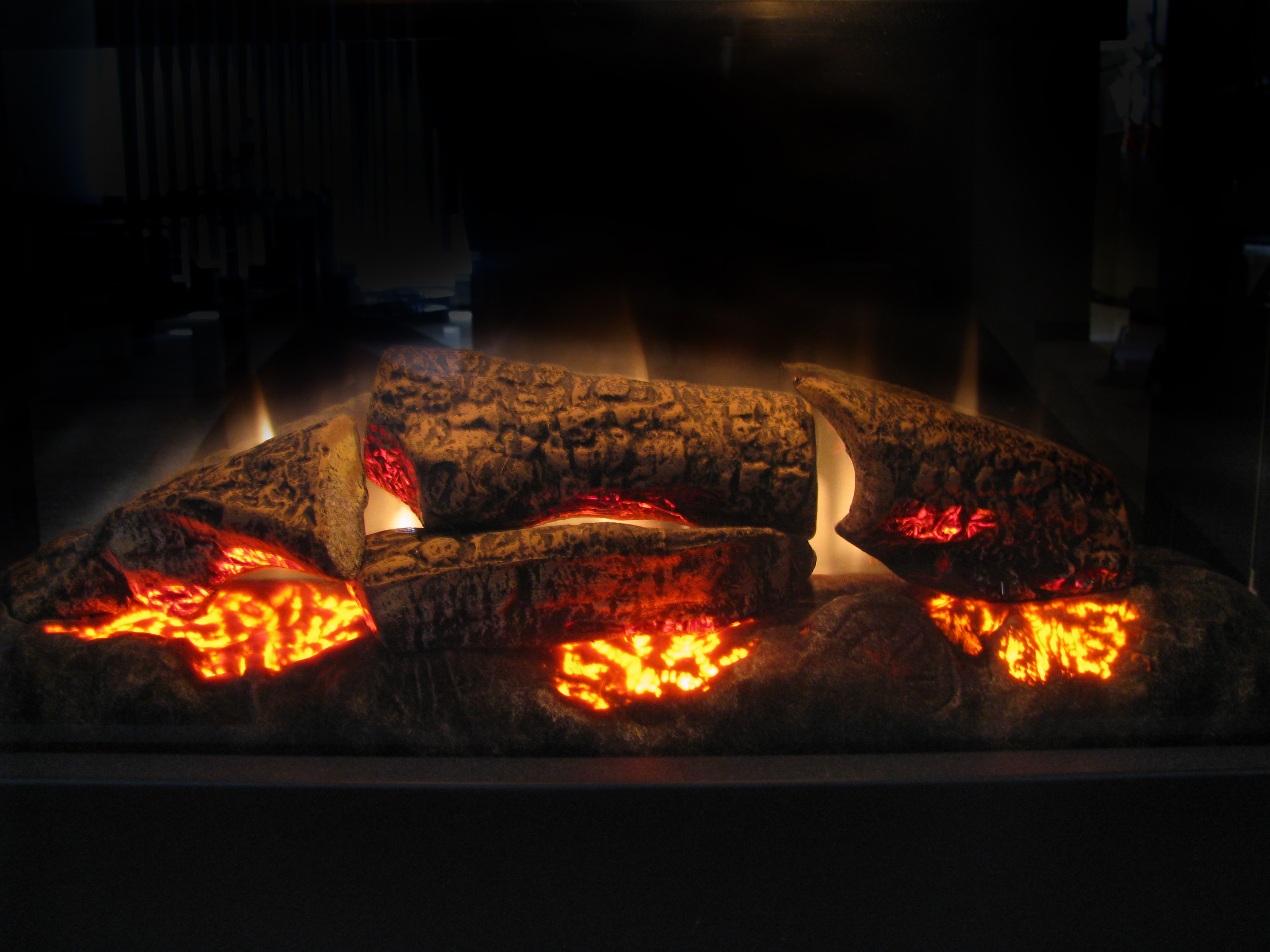
Electric Fireplace
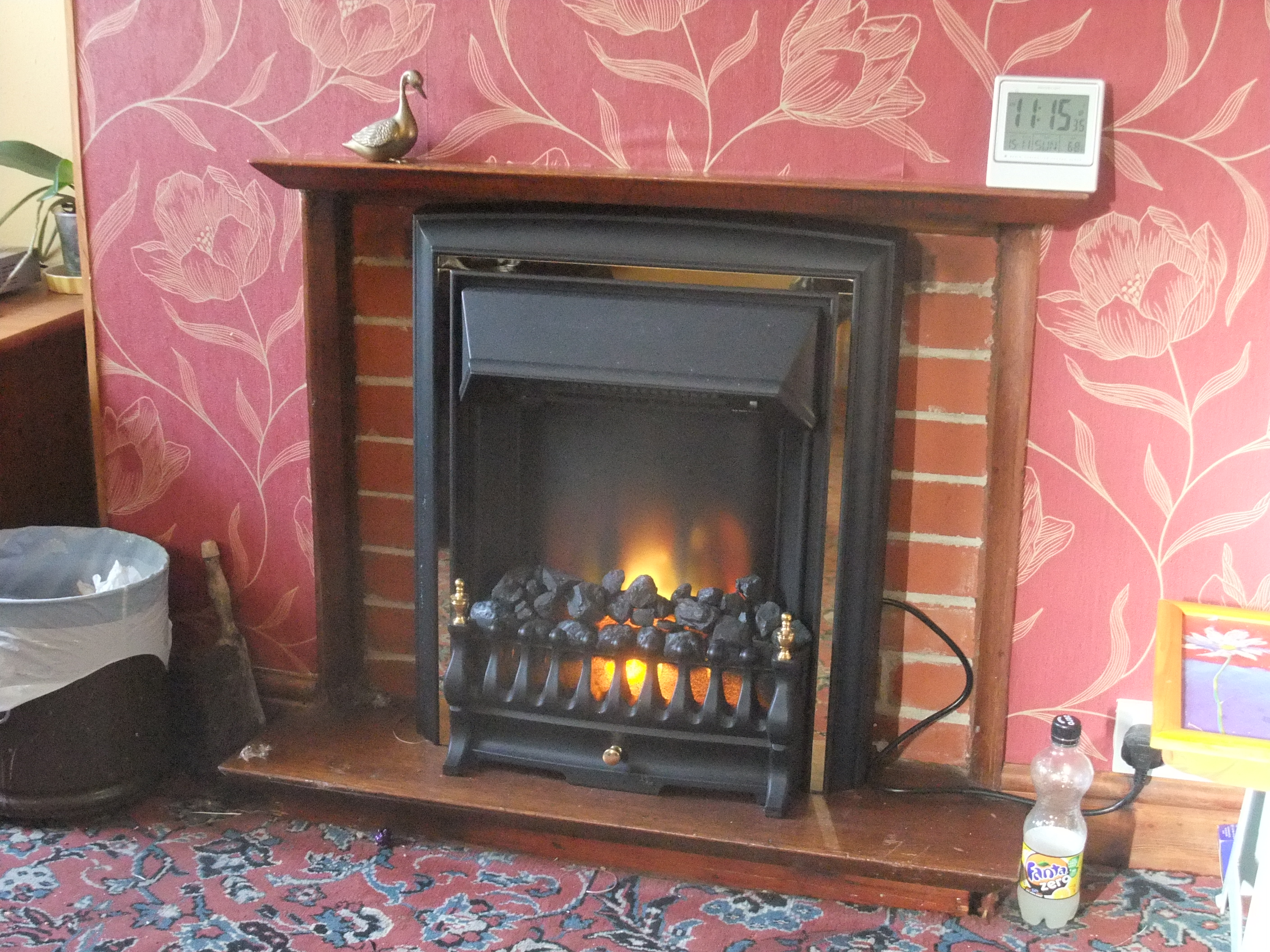
埋込式の電気暖炉

ほかにも薪ストーブの形をした蚊取り線香やキャンドルホルダーが販売されている。